# Vía Francígena
La Vía Francígena, también denominada Itinerario de Sigerico o Vía Romea-Francígena, es el nombre oficial que recibe una ruta que discurre de norte a sur por el centro de Europa. Comienza en la ciudad inglesa de Canterbury y finaliza en Roma, concretamente en la plaza de San Pedro de la Ciudad del Vaticano. Este nombre oficial deviene de la extensión a toda la ruta de la denominación de una parte de ella, la que va desde Vercelli hasta Roma y que desde el medievo se ha conocido como Vía Francígena (o “camino que viene de Francia”). 
Este itinerario, en su trayecto completo, fue utilizado desde la Edad Media por los anglosajones como manera de llegar a Roma. Al camino se unían, en varios puntos de su recorrido, otras Vías Romeas usadas por peregrinos procedentes de diversas áreas del continente que también deseaban viajar a la ciudad de San Pedro.
La primera descripción completa que se dispone del itinerario es la que dejó el arzobispo de Canterbury Sigerico el Serio, quien lo utilizó para volver de Roma en el año 990. Otras crónicas de peregrinaciones y viajes medievales han descrito también las partes de esta ruta que recorrían una vez que se unían a la misma. Tras varios estudios anteriores del itinerario seguido por Sigerico, durante los años 1980 se pudo reconstruir el mismo en buena medida y en 1990 se editó la primera guía moderna del camino completo. A partir de entonces se ha desarrollado una infraestructura de marcado y señalización del recorrido, así como de adecuación de alojamientos que permite utilizar actualmente esta ruta como vía para llegar a Roma caminando o en bicicleta. Gracias a sus características, el Consejo de Europa la reconoció en 1994 como «Itinerario Cultural Europeo» y posteriormente —en 2004— la incluyó entre los nueve «Grandes Itinerarios Culturales Europeos» que hoy en día (2016) cuentan con esa distinción. Con todo, el estado actual de la Vía Francígena difiere sustancialmente entre los varios países que recorre y se da una clara contraposición entre las partes italiana y francesa. La primera está muy bien marcada, con buena infraestructura de alojamientos y disponibilidad gratuita de guías bien diseñadas; la segunda, en cambio, carece de una completa señalización, el alojamiento para peregrinos es escaso y las guías no son tan abundantes y detalladas como para Italia.
El itinerario se puede dividir en dos partes: una sería la «Vía Francígena» propiamente dicha que, como se ha mencionado, discurre en Italia entre Vercelli y Roma y proviene de un itinerario desarrollado por los lombardos en el siglo VII; la otra parte —entre Canterbury y Vercelli— sería una de las varias Vías Romeas que han existido en Europa, utilizadas por los peregrinos provenientes de diversas áreas geográficas para llegar a Roma y que convergían en el antiguo recorrido lombardo.
El itinerario es heredero de las rutas naturales que desde la antigüedad unían el mar del Norte con el Mediterráneo. Discurre uniendo notables lugares de la cristiandad, como Canterbury, Reims, Besanzón, San Mauricio, Pavía, Siena o Viterbo, y utiliza puntos estratégicos para salvar accidentes geográficos, como montañas y ríos. Atraviesa tres cadenas montañosas (macizo del Jura, los Alpes y los Apeninos) y pasa por 13 regiones actuales situadas en cuatro países europeos (sin contar la Ciudad del Vaticano). Su largo trayecto está jalonado por abundantes monumentos y entornos geográficos de notable belleza, algunos de ellos catalogados como Patrimonio de la Humanidad. También se sitúan en su recorrido un buen número de tumbas de santos, las cuales han sido en sí mismas destinos de peregrinación, carácter que mantienen actualmente algunas de ellas.
La ruta original tenía una longitud de ca. 1760 km que Sigerico describió con la relación de 79 «estaciones» a lo largo de ella. Hoy en día recorre una distancia de ca. 2040 km por los desvíos que el camino necesita hacer debido a que buena parte del trayecto original no puede ser recorrido a pie al ser actualmente autopistas, carreteras muy transitadas o vías de ferrocarril. Estos 2040 km se pueden dividir en 86 etapas, por lo que se necesitan cerca de tres meses para recorrerlos. Su punto central es el paso alpino del Gran San Bernardo, que permanece cerrado entre octubre y mayo en función de las condiciones meteorológicas, algo que determina las posibles fechas de inicio del viaje si se quiere atravesar a pie este puerto. 
Dado que en diversas partes de la ruta convergen Vías Romeas con origen en otras regiones europeas, también es posible realizar el recorrido de peregrinación hasta Roma iniciándolo en España. Para ello se utiliza un itinerario formado por tramos del camino jacobeo y otras rutas que, recorridas en un sentido, llevan a Santiago de Compostela y, en dirección contraria, conducen a la unión en diferentes puntos con la Vía Francígena.
En Italia, la Asamblea General Europea de la Vía Francígena ha acordado extender desde octubre de 2019 hacia el sur la Vía con un recorrido que llega hasta Santa María de Leuca.

## Origen de la Vía Francígena

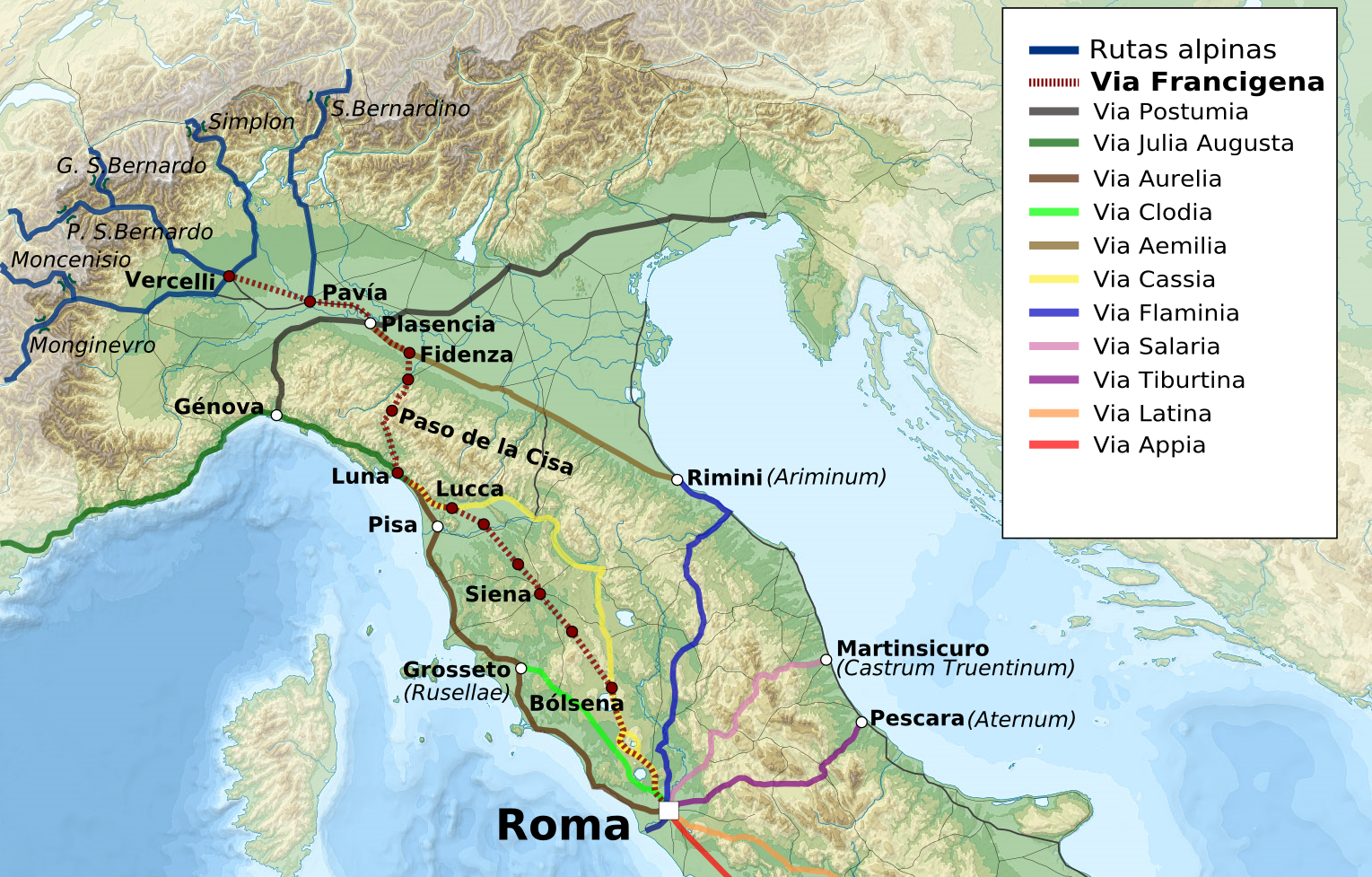
Trazado de la Vía Francígena dentro de la red de calzadas romanas en la península itálica. La ruta surgió entre los siglos y para comunicar la capital lombarda, Pavía, con los territorios cercanos a Roma.

El nacimiento de la Vía Francígena como itinerario específico de largo recorrido se sitúa entre los siglos VII y VIII, en una época en la que Italia estaba dominada por bizantinos y lombardos y en la que los territorios de estos se encontraban divididos en dos partes separadas por los Montes Apeninos. Los lombardos necesitaron desarrollar una ruta que mejorase la comunicación entre sus dominios y que evitase los tradicionales puertos de la época romana en manos de los bizantinos. Para establecer el nuevo camino aprovecharon un antiguo paso de montaña de escaso uso en la antigüedad. Este punto acabó denominándose Mons Langobardorum y fue conocido posteriormente como la Via di Monte Bardone, que corresponde al actual paso de la Cisa que separa los Apeninos ligures de los toscanos. La ruta desde Pavía —la capital lombarda— hacia Roma se estableció centrada en este paso de montaña, lo que hacía que evitase las tradicionales vías romanas y solo las aprovechase cuando era posible y conveniente.

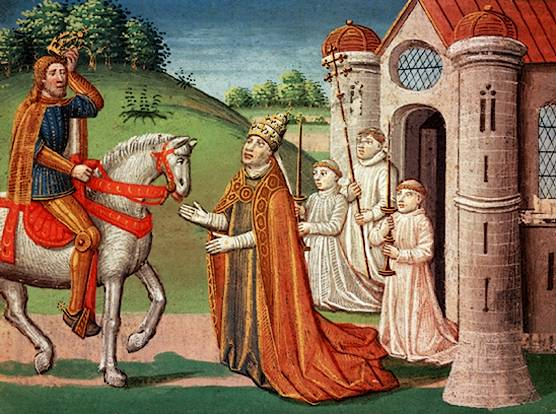
Adriano I solicitando la ayuda de Carlomagno, quien acabó derrotando a los lombardos y puso la ruta del Monte Bardone bajo la administración franca.

Vercelli (Vercellae) era una población a unos 70 km de Pavía, donde confluían los caminos que, procedentes del ámbito franco, habían atravesado los Alpes por los pasos de Moncenisio, Monginevro, el Pequeño y el Gran San Bernardo, así como el del Simplón. Esta localidad situada junto al río Sesia era un punto que permitía su cruce para continuar por antiguas vías secundarias romanas hasta la citada Pavía (Ticinum) —donde también llegaba la ruta procedente del paso de San Bernardino— y posteriormente Plasencia, ciudad en la que se atravesaba el río Po para tomar la Via Emilia. El itinerario seguía esta importante vía romana hasta Fidenza, donde la abandonaba para discurrir por la cuenca del río Taro hasta Fornovo (Forum Novum). Tras cruzar este río, avanzaba por la Via di Monte Bardone para atravesar los Apeninos y llegar a la ciudad costera de Luni. Desde este puerto, seguía por la Vía Cassia hasta Lucca, donde la abandonaba para proseguir por las colinas de Toscana a través de la población de Siena (Sena Iulia) con el fin de llegar a Bolsena (Bolsinii Novi), ciudad en la que la retomaba para continuar por ella y llegar finalmente a Roma.
Tras la petición de ayuda por parte del papa Adriano I, Carlomagno derrotó a los lombardos en el año 774, se proclamó como su rey e incorporó sus territorios septentrionales al dominio franco. Con la región lombarda incluida en el ámbito carolingio, la ruta que atravesaba el paso de La Cisa se convirtió en una importante vía de comunicación administrada desde ese momento por la administración franca. La ruta comenzó entonces a conocerse con denominaciones que aludían a su origen en el ámbito franco y a su destino en Roma. La primera mención escrita conocida usa la denominación de «via Francisca» y se encuentra en un documento del año 876 en la Abbazia San Salvatore situada en el monte Amiata. Posteriormente, el nombre fue cambiando con los años: «strata Romea» en 990, «via Romea» hasta el siglo XII y a partir de entonces, indistintamente «via Francesca», «strata Francigena» y «strata Francigenarum» hasta el siglo XV.

## La ruta entre el mar del Norte y Vercelli

Itinerario seguido por Sigerico entre Canterbury y Roma que ha servido de base para establecer el «Gran Itinerario Cultural Europeo» denominado Vía Francígena.

Desde tiempos protohistóricos, el mar del Norte y el área mediterránea se han conectado a través de rutas naturales que aprovechaban cuencas fluviales y pasos de montaña. Una de estas rutas naturales partía de la costa y discurría por las cuencas del Somme y Marne para llegar al valle de los ríos Saona y Doubs. En ese punto cruzaba el Macizo del Jura por los pasos disponibles y alcanzaba la cuenca del Ródano en el lago Lemán, donde se unía con otra ruta similar que también venía desde el mar del Norte hasta esta zona siguiendo la cuenca del Rin. Proseguía río arriba por el curso del Ródano para internarse en los Alpes, donde lo abandonaba y se adentraba por los valles alpinos hasta el paso del Gran San Bernardo. Descendía la montaña por la cuenca del Dora Baltea y alcanzaba finalmente el valle del Po.
Sobre la anterior ruta natural se fue definiendo un itinerario formado por la unión de varios caminos regionales y que quedó como una vía estable dotada de infraestructuras como pavimentación, puentes y hospitales. Este itinerario era el más directo para los peregrinos anglosajones que querían alcanzar los Alpes y, por ende, el más utilizado por ellos. Partía desde los puertos en la costa francesa del canal de la Mancha en dirección a Arrás y posteriormente cruzaba la región de Champaña por Reims y Châlons-en-Champagne para dirigirse hasta Besanzón en el Franco-Condado. El tramo anterior era conocido como «Chemin des Anglais». Tras la citada Besanzón, el itinerario continuaba por la zona montañosa del Jura franco-suizo, la cluse de Pontarlier y alcanzaba la ciudad de Lausana junto al lago Lemán. En este lugar se unían las rutas de francos, alemanes, escandinavos e ingleses para afrontar la travesía de los Alpes. El cruce de la montaña se hacía partiendo del lago para subir por el valle del Ródano hasta Saint-Maurice, lugar en que se atravesaba el río para continuar hasta Martigny, donde se abandonaba su cauce para internarse por valles alpinos y alcanzar el Gran San Bernardo. El descenso de los Alpes se efectuaba por el valle del Dora Baltea pasando por Aosta hasta llegar a Ivrea en la llanura del Po, donde abandonaba el cauce del anterior río y se dirigía a Vercelli, punto de unión con otras rutas que llegaban de atravesar los Alpes para cruzar el Sesia.

## El viaje de Sigerico

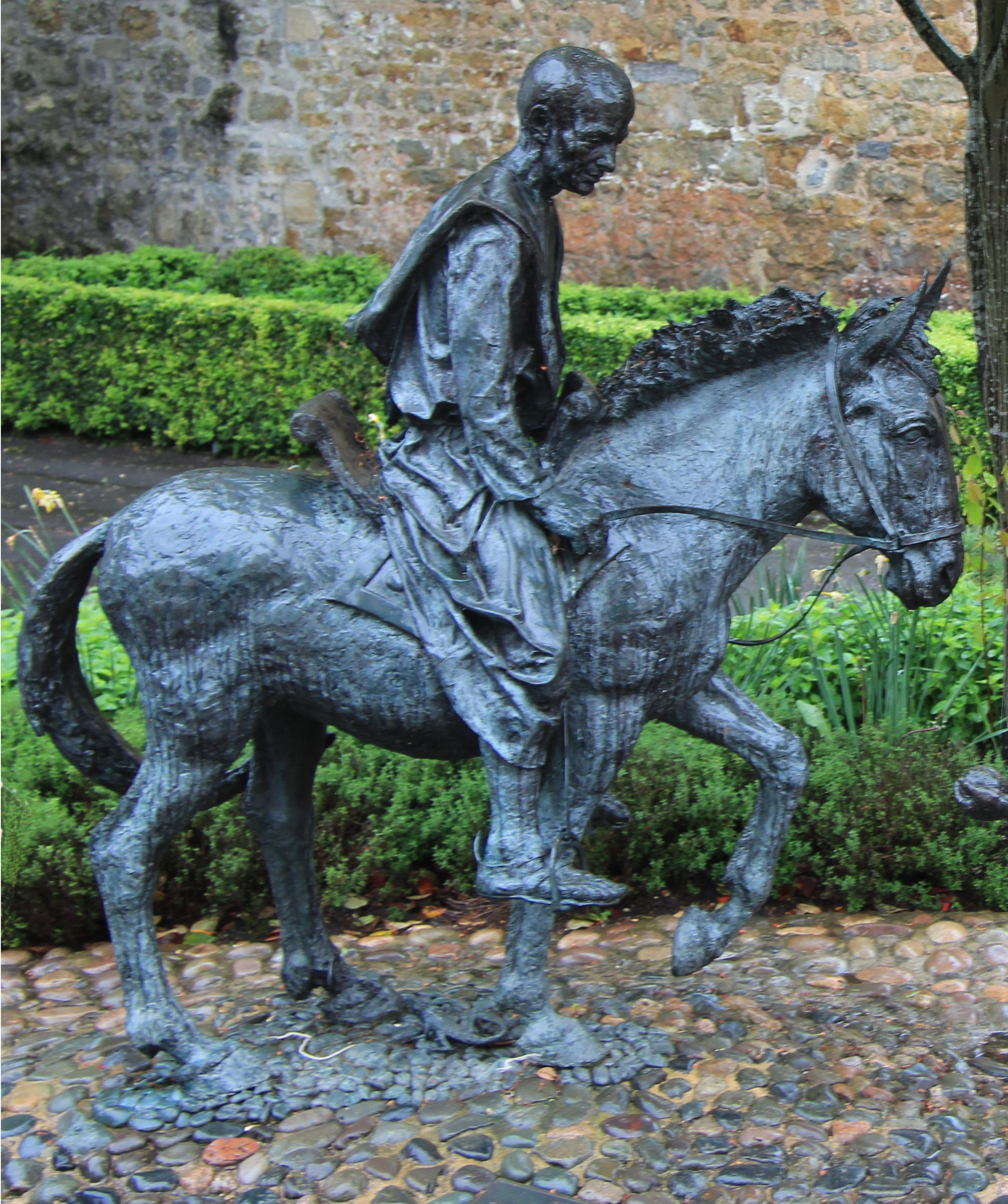
Sigerico el Serio.

Sigerico el Serio fue arzobispo de Canterbury entre 989 y 994. Su mandato tuvo lugar bajo el reinado de Etelredo II y en unos años en los que la isla de Gran Bretaña volvía a sufrir los ataques vikingos, lo que hizo que aconsejase al rey el pago de un tributo —el llamado danegeld— para detener los asaltos (algo que finalmente resultó inútil).
Sigerico realizó un viaje a Roma del que dejó una breve constancia escrita —de poco más de un folio— en la que indicaba las iglesias que había visitado en Roma y una serie de «estaciones» o «submansiones» a lo largo de su viaje de vuelta. El viaje del arzobispo no fue propiamente una peregrinación a la ciudad de San Pedro, sino que vino obligado por la política del Papa Juan XV enfocada a que todos los arzobispos europeos se trasladasen a la sede papal para recibir de su mano el pallium y tener así una relación directa con ellos. Tanto su antecesor en el cargo, Ethelgard, como otros arzobispos franceses, alemanes o italianos tuvieron que realizar el mismo viaje.
El viaje de Sigerico parece que también tuvo un componente diplomático, ya que poco después de su visita al Papa este envió a un legado a Inglaterra con el fin de que mediase entre el monarca Etelredo y Ricardo, duque de Normandía, quienes estaban enfrentados por el apoyo del último a los daneses que comenzaban a atacar territorio inglés. El mediador tuvo éxito y consiguió la paz entre ambos dirigentes.
No se conoce por dónde discurrió el viaje de ida de Sigerico, si viajó solo o acompañado, ni si hizo el viaje a pie o sobre cabalgadura. Tampoco es seguro que las «estaciones» mencionadas en su relato fueran los lugares donde se detuvo a pasar la noche o meras anotaciones de puntos importantes en la ruta. Lo anterior se desprende de la diversidad de distancias entre dichas «submansiones». Frente a trayectos de incluso 46 km en Francia, se dieron separaciones muy cortas —habitualmente en la marca de Toscana—, como los 4 km que separan XXII Sce Dionisii (San Miniato) y XXIII Arneblanca (Fucecchio). Tampoco sabemos las fechas en las que realizó el viaje, aunque la circunstancia del cierre invernal del Gran San Bernardo nos permite hacer una aproximación. Este puerto es transitable actualmente entre mediados de mayo y mediados de octubre. Aceptando la misma circunstancia en el año 990 y un trayecto medio de 25 km diarios —que hace que cada viaje (ida y vuelta) durase unos 70 días—, el arzobispo tuvo que partir de Canterbury entre primeros de mayo y finales de junio; estuvo en Roma entre mediados de julio y primeros de septiembre; la llegada a su sede, finalmente, tuvo que suceder entre finales de septiembre y mediados de noviembre.

## Europa occidental hacia el año 1000

Itinerario de Sigerico en la Europa occidental hacia el año 1000.

La Europa que cruzó Sigerico se encontraba en pleno tránsito de la Alta a la Baja Edad Media y muy cerca del año 1000. La parte occidental del continente vivía las últimas décadas del periodo que la historiografía ha denominado como «segundas invasiones» con el inicio de la segunda era vikinga que se desarrolló hasta mediados del siglo XI y que dio fin a esa etapa. Los poderes locales, y con ellos el feudalismo, se vieron muy reforzados en esta época debido a la incapacidad del poder central de hacer frente a la inseguridad que provocaron estas invasiones. Con todo, «bajo una apariencia aún depresiva, la Cristiandad occidental comenzó a verse beneficiada por una secuencia de fenómenos pausados, lentos, a veces larvados, que especialmente a partir de mediados del siglo X arman una base muy firme para la expansión del siglo XI».
La población europea conoció en el siglo X un crecimiento demográfico favorecido tanto por la mentalidad cristiana imperante, que condujo a un aumento de la natalidad, como por los favorables condicionantes climáticos (ligero aumento de las temperaturas) que ayudaron a un entorno de mayor salubridad y producción agrícola que pudo sostener ese incremento de población. El progreso agrícola devino no solo de las circunstancias climáticas, sino principalmente de lo que se ha denominado la «revolución agrícola medieval», mediante la cual una serie de mejoras técnicas existentes anteriormente, se extendieron de manera generalizada y la superficie de cultivo aumentó por la roturación de nuevas tierras, desecación de pantanos y cultivo de laderas mediante bancales. El comercio, por su parte, empezó a vencer los impedimentos morales, técnicos y de infraestructura que lo habían limitado y experimentaba un progreso apoyado en los mercados semanales, el mantenimiento del sistema monetario carolingio (a pesar de la anarquía de acuñaciones por los señores locales), el incremento de la masa monetaria gracias a las nuevas minas de plata en la Europa central, así como el aumento de las exportaciones a las áreas económicas cercanas (Bizancio, califato de Córdoba y califato de Bagdad), esto último debido en gran parte a las nuevas rutas comerciales abiertas por los vikingos.
La Iglesia también había experimentado cambios favorables y comenzaba a dejar atrás tanto los años oscuros del papado como el proceso de feudalización de sedes episcopales y parroquias. El impulso de renovación surgió en los monasterios y su objetivo fue doble: por un lado, purificar el espíritu cristiano y, por otro, lograr para la iglesia una mayor autonomía de actuación frente a los poderes laicos. El movimiento lo protagonizaron monjes con un alto nivel cultural y partió de áreas centrales del continente, como Borgoña y Lorena; en él tuvieron un especial protagonismo los monasterios de Cluny (Borgoña) y Gorze (Lorena). Este nuevo ambiente religioso permitió —en contra de lo que comúnmente se piensa— que la proximidad del año 1000 no se viviese con una mentalidad apocalíptica por parte de una población europea inmersa en una tímida pero clara recuperación.

## Itinerario de Sigerico entre Canterbury y la Vía Francígena

### Reino de Inglaterra
| Tramo del Itinerario de Sigerico |             |                                   |          |       |                     |
| Entidad política                 | Gobernante  | Parada                            | km (ca.) | Acum. | Equivalencia actual |
| Inglaterra                       | Etelredo II | Desconocida (posiblemente Dubrae) | 27       | 27    | Dover               |

La Inglaterra anglosajona en el año 990 era un reino unido y consolidado desde el reinado de Athelstan en la década de 930. Era la mayor entidad política de la isla de Gran Bretaña y las otras dos áreas —Gales y Escocia— se encontraban divididas en pequeños reinos y señoríos. El monarca inglés en ese año era un joven de 22 años llamado Etelredo II el Indeciso. Aunque en la primera mitad del siglo se había conseguido reconquistar las zonas dominadas por los vikingos, desde 980 se había iniciado una nueva ola de ataques daneses que llevarían primero al pago del danegeld a partir de 991 y finalmente en el 1016 a la coronación de Canuto II de Dinamarca como monarca inglés.
Sigerico no dejó registro de su trayecto en suelo inglés, por lo que es necesario hacer una estimación lógica de acuerdo a las rutas de comunicación en esa época. La ciudad de Canterbury estaba comunicada con los puertos del canal de la Mancha a través de varios ramales de la denominada Watling Street, una antigua ruta usada por los britanos que había sido mejorada por los romanos. De los varios puertos existentes en el canal, es probable que el arzobispo utilizase el de Dover para conectar con Sumeran debido a la cercanía entre ambos. La distancia que tuvo que recorrer en ese caso sería de ca. 27 km

### Reino de Francia

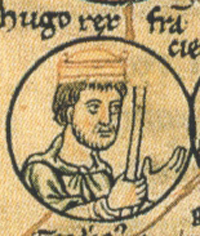
Hugo Capeto.

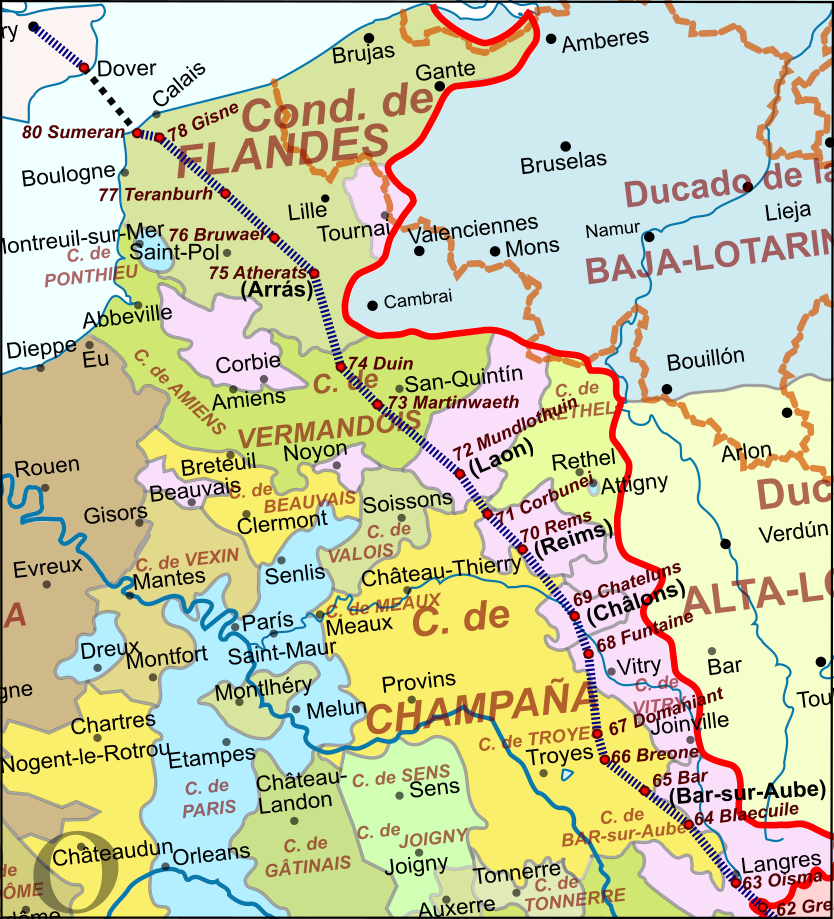
Itinerario de Sigerico dentro del reino de Francia.

Cuando Sigerico atravesó Francia, esta se hallaba en pleno cambio histórico, por el que pasó de ser conocida como la Francia Occidentalis a ser denominada sencillamente Reino de Francia, con una personalidad ya completamente distinta frente al resto del antiguo Imperio de Carlomagno.
El periodo carolingio había llegado a su fin con la subida al trono, tres años antes, de Hugo Capeto, quien dio inicio a una nueva dinastía. El pretendiente carolingio, Carlos de Lorena, no aceptó el ascenso al trono de Hugo y luchó contra él hasta el año 991. Esto hizo que el arzobispo tuviese que atravesar varios territorios en plena situación de disputa entre ambos oponentes.
Como resultado del declive de los sucesores de Carlomagno, el reino se encontraba dividido en una amalgama de entidades políticas prácticamente independientes que, solo en teoría, reconocían la autoridad del monarca. La multitud de ducados, condados, señoríos o, incluso, pequeños “señores de la guerra” hacía que fuesen habituales los conflictos armados de ámbito local, algo que conduciría a que la Iglesia impulsase el movimiento de la paz de Dios a partir de la última década del siglo.
En contraposición con esta descomposición territorial, el reino experimentaba paradójicamente un periodo de prosperidad tras conseguir recuperarse de los ataques vikingos, húngaros y sarracenos que lo habían azotado en tiempos carolingios.

#### Condado de Flandes
| Tramo del Itinerario de Sigerico |             |                  |          |       |                     |
| Entidad política                 | Gobernante  | Parada           | km (ca.) | Acum. | Equivalencia actual |
| Condado de Flandes               | Balduino IV | LXXX Sumeran     | 0        | 27    | Wissant             |
| Condado de Flandes               | Balduino IV | LXXVIII Gisne    | 16       | 43    | Guînes              |
| Condado de Flandes               | Balduino IV | LXXVII Teranburh | 42       | 85    | Thérouanne          |
| Condado de Flandes               | Balduino IV | LXXVI Bruwaei    | 30       | 115   | Bruay-la-Buissière  |
| Condado de Flandes               | Balduino IV | LXXV Atherats    | 30       | 145   | Arrás               |

El condado de Flandes fue creado en 863 por Carlos II el Calvo a quien, veinte años antes, había correspondido la parte de Francia Occidentalis en el tratado de Verdún. El primer conde de Flandes fue Balduino I y el, entonces, pequeño condado lo formaban los territorios de Brujas, Oudenburg y Aardenburg aunque sus sucesores consiguieron ampliar considerablemente la extensión del mismo. Entre los territorios que incorporaron se encontraba la zona costera donde se situaban los puertos que comunicaban con Inglaterra (Boulogne-sur-Mer, Sombre), así como la importante abadía de Saint-Vaast en Arrás.
En el año 990, el VI conde de Flandes era un joven de 10 años llamado Balduino IV, quien en ese momento gobernaba a través de una regencia. Su padre había fallecido meses antes del ascenso al trono de Hugo Capeto, quien contaba con el firme apoyo del condado para su candidatura. Cuando Sigerico cruzó el territorio, la madre de Balduino —Susana de Italia— se había convertido en esposa del hijo de Hugo y futuro rey, Roberto, quien al siguiente año 991 la repudió. Por este motivo, el conde de Flandes se sumó posteriormente a una rebelión contra el rey y pudo recuperar varias villas retenidas por la corona.
Sigerico recorrió unos 118 km en largas jornadas de camino. No indica ninguna «estación» con el número 79 y su manuscrito pasa de la n.º 78 a la n.º 80. Para el viaje de vuelta a Inglaterra no usó el tradicional puerto de Boulogne-sur-Mer, sino el de Sumeran, situado junto a la actual Wissant e inexistente hoy en día. Los otros puntos que reseñó en este condado fueron Gisne (Guînes), Teranburh (Thérouanne), Bruwaei (Bruay-la-Buissière) y Atherats (Arrás) con su importante abadía de Saint-Vaast —que custodiaba las reliquias de Gastón de Arrás— y donde además se encontraba un santuario de Amando de Maastricht. Ambos santos eran muy populares en la Inglaterra de esa época.

#### Condado de Vermandois
| Tramo del Itinerario de Sigerico |              |                    |          |       |                     |
| Entidad política                 | Gobernante   | Parada             | km (ca.) | Acum. | Equivalencia actual |
| Condado de Vermandois            | Herberto III | LXXIV Duin         | 43       | 188   | Doingt              |
| Condado de Vermandois            | Herberto III | LXXIII Martinwaeth | 28       | 216   | Seraucourt-le-Grand |

El condado de Vermandois fue creado en 896 por Herberto I, un miembro secundario de la dinastía carolingia. Los condes de Vermandois fueron rivales encarnizados de sus vecinos, los condes de Flandes, desde que los soldados de Herberto I diesen muerte al hermano del conde de Flandes en 896 y este se vengase matando a Herberto durante un ataque a su condado. Su rivalidad se mantuvo durante la primera mitad del siglo X en pos del dominio del noreste francés hasta que ambos constataron que ninguno era lo suficientemente poderoso para imponerse.
Cuando Sigerico cruzó este condado, el gobernante era Herberto III, quien había sucedido a su padre en 987, el mismo año en que Hugo Capeto fue proclamado rey de Francia, algo a lo que el citado padre se opuso en contraposición con el apoyo prestado por el conde de Flandes.
El arzobispo recorrió unos 71 km y citó dos lugares: Duin (Doingt) junto a Perónne —donde existía una abadía creada por Furseo y de quien se conservaba en Canterbury una reliquia—, así como Martinwaeth (Seraucourt-le-Grand), donde cruzó el río Somme.

#### Señorío eclesiástico de Reims
| Tramo del Itinerario de Sigerico |            |                   |          |       |                                     |
| Entidad política                 | Gobernante | Parada            | km (ca.) | Acum. | Equivalencia actual                 |
| Diócesis de Laon                 | Adalberón  | LXXII Mundlothuin | 46       | 262   | Laon                                |
| Archidiócesis de Reims           | Arnulfo    | LXXI Corbunei     | 23       | 285   | Corbeny                             |
| Archidiócesis de Reims           | Arnulfo    | LXX Rems          | 28       | 313   | Reims                               |
| Diócesis de Châlons-en-Champagne | Gebuino I  | LXIX Chateluns    | 45       | 358   | Châlons-en-Champagne                |
| Archidiócesis de Reims           | Arnulfo    | LXVIII Funtaine   | 25       | 383   | Fontaine-sur-Coole (Faux-Vésigneul) |

El arzobispado de Reims tenía jurisdicción temporal sobre varios territorios que quedaron divididos tras el tratado de Verdún, aunque la mayoría permanecieron dentro de la Francia Occidental. Sigerico pasó por tres de los territorios que formaban el arzobispado: Laon, la propia Reims y Châlons-en-Champagne. Recorrió en ellos unos 167 km.
En el año 990 el obispo de la diócesis de Laon era un personaje singular: Adalberón, sobrino del arzobispo de Reims y quien había sido uno de los apoyos de Hugo Capeto para subir al trono. Cuando Siegrico pasó por este territorio, se hallaba bajo el control de Carlos de Lorena —el pretendiente de la dinastía carolingia que había sido apartado del trono por Hugo—, quien la había conquistado dos años antes (mayo de 988). Tras tomar la ciudad, Carlos puso en prisión a Adalberón pero este pudo escapar y conseguir que el carolingio le volviese a reponer en su puesto de obispo. Esto resultó ser una decisión fatal, ya que en 991 —un año después de la estancia de Sigerico— abrió la ciudad a Hugo y facilitó el apresamiento de Carlos, quien permanecería encarcelado hasta su muerte.  Por este hecho, Aldaberón sería conocido como Vetulus Traditor (viejo traidor). En este arzobispado, Sigerico solo reseñó la propia ciudad de Mundlothuin (Laon).
Reims también se encontraba bajo el poder de Carlos de Lorena. En 990, el arzobispo titular era Arnolfo, considerado hijo ilegítimo del rey Lotario y, por tanto, sobrino de Carlos. Aunque inicialmente apoyó al pretendiente carolingio, se unió a la causa de Hugo, quien lo nombró arzobispo de Reims en marzo de 989, algo que aprovechó Arnolfo para traicionarle meses después y entregar la ciudad a su tío Carlos en agosto del mismo año. Esto condujo a su captura por el capeto en 991 y a su encarcelamiento junto al pretendiente carolingio. Si bien fue destituido de su cargo de arzobispo, tuvo la habilidad de reconciliarse con el rey años después y recuperar su puesto. Dentro de su territorio, Sigerico indicó como estaciones a Corbuney (Corbeny) y Rems (Reims).
En Chateluns (Châlons), el obispo en el año 990 era Gebuino I, hijo del conde de Dijon. Su diócesis no participaba en las luchas entre capetos y carolingios, a diferencia de los anteriores dominios eclesiásticos.
El arzobispo asumió largas jornadas de marcha para poder ir de una sede a otra y solo se detuvo en Corbeny durante el trayecto entre Reims y Laon. En esta última se situaban varias antiguas iglesias fundadas en tiempos merovingios. Corbény entraba dentro de las dependencias de Reims y en ella había un priorato que custodiaba las reliquias de Marculfo. A pesar de las luchas e intrigas que se desarrollaban por su control, cuando Sigerico recorrió el arzobispado, Reims experimentaba un periodo de esplendor tanto intelectual como económico. Era la sede eclesiástica más importante del reino y en ella se coronaban los reyes franceses. En la ciudad destacaban dos abadías que custodiaban las reliquias de los importantes santos Remigio y Nicasio. En la catedral, fundada por Nicasio en el siglo V, había un albergue para peregrinos. Châlons, por su parte, ya disponía de su histórica feria a la que comenzaban a acudir mercaderes italianos.
Rodeando por el este al territorio de Châlons se hallaba la jurisdicción de la castellanía de Vitry (actual Vitry-le-François) perteneciente al arzobispado de Reims, que lo había recibido del rey Lotario. Sobre este territorio transitó Sigerico e indicó como estación a Funtaine (la actual Fontaine-sur-Coole a orillas del río homónimo).

#### Condado de Champaña
| Tramo del Itinerario de Sigerico |             |                 |          |       |                     |
| Entidad política                 | Gobernante  | Parada          | km (ca.) | Acum. | Equivalencia actual |
| Condado de Troyes                | Herberto V  | LXVII Domaniant | 38       | 421   | Donnement           |
| Condado de Troyes                | Herberto V  | LXVI Breone     | 18       | 439   | Brienne-le-Château  |
| Condado de Bar-sur-Aube          | Desconocido | LXV Bar         | 25       | 464   | Bar-sur-Aube        |
| Condado de Bar-sur-Aube          | Desconocido | LXIV Blaecuile  | 35       | 499   | Blessonville        |

A finales del siglo X, el condado de Campaña se encontraba en proceso de formación por la unión de un buen número de condados, vizcondados y señoríos diversos.  Este proceso no finalizaría hasta mediados del siglo XII.
Dentro de él, el arzobispo recorrió unos 116 km.
Entre los territorios que lo acabarían formando figuraba el condado de Troyes en su parte meridional. En el año 990, el conde de Troyes era Herberto V, el Joven, quien también lo era de Meaux, condado localizado en la zona septentrional. Sigerico reseñó dos lugares dentro del condado de Troyes:  Domaniant (Donnement) y Breone (Brienne-le-Château). En esta última población se estima que existía un hospital de peregrinos.
Al este del condado de Troyes se situaba otro dominio que también formaría parte del condado de Champaña. Este era el condado de Bar-sur-Aube del que no se tiene registro claro de sus titulares antes de principios del siglo XI. En su territorio, el arzobispo de Canterbury anotó dos poblaciones: la propia  Bar (Bar-sur-Aube) y Blaecuile (Blessonville).

#### Señorío eclesiástico de Langres
| Tramo del Itinerario de Sigerico |                |             |          |       |                     |
| Entidad política                 | Gobernante     | Parada      | km (ca.) | Acum. | Equivalencia actual |
| Diócesis de Langres              | Bruno de Roucy | LXIII Oisma | 46       | 545   | Saints-Geosmes      |

La diócesis de Langres estaba bajo la autoridad de la archidiócesis de Lyon, cuya sede se encontraba entonces dentro del reino de Borgoña. El obispo titular en 990 era Bruno de Roucy —hijo del conde de Roucy—, quien gabía sido nombrado en 980 a los 24 años de edad. Este obispo desarrolló una notable labor de fomento de las letras y llegó a educar él mismo a sus clérigos. Asimismo recibió en su obispado a monjes cluniacenses con el fin de reformar las abadías de la diócesis.
Sigerico recorrió un corto trayecto por los dominios del obispado, unos 46 km en los que reseñó solo a Oisma (Saints-Geosmes), situada a las puertas de la propia Langres. En esta villa se encontraba la abadía homónima que custodiaba las reliquias de los santos Eleusippus, Speusippus y Meleusippus.

### Reino de Borgoña

Conrado III de Borgoña.

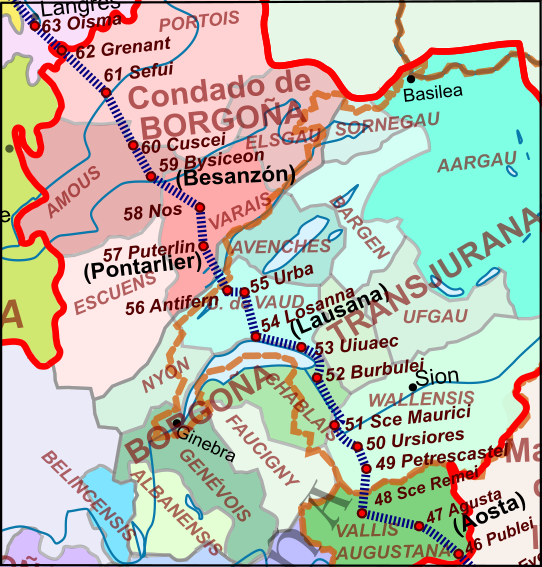
Itinerario de Sigerico dentro del reino de Borgoña.

En 990 Borgoña presentaba una descomposición mayor, si cabe, que la de su vecina Francia. El reino vivía los últimos años de Conrado el Pacífico, quien durante su gobierno no pudo evitar que los señores feudales usurparan paulatinamente sus derechos y prerrogativas para convertirse, de esa manera, en prácticamente independientes. De él se llegó a decir que, a su muerte, “no pudo dejar a su heredero más que una corona”. A diferencia de la Francia carolingia, en la que la descomposición llevó a un cambio de dinastía, en Borgoña condujo a su integración en el Sacro Imperio Romano Germánico a partir del año 1032.
Su territorio había sufrido con especial dureza los ataques húngaros y sarracenos. Estos últimos establecieron importantes bases en su territorio hasta que fueron expulsados en 972. De hecho, dominaron el paso alpino del Gran San Bernardo hasta cerca del año 980. En el ámbito de los monasterios, la decadencia era palmaria y la abadía de Cluny tuvo que desarrollar una decidida labor para reformar un buen número de ellos.

#### Condado de Borgoña
| Tramo del Itinerario de Sigerico |                  |               |          |       |                     |
| Entidad política                 | Gobernante       | Parada        | km (ca.) | Acum. | Equivalencia actual |
| Condado de Portois               | Desconocido      | LXII Grenant  | 25       | 570   | Grenant             |
| Condado de Portois               | Desconocido      | LXI Sefui     | 29       | 599   | Seveux              |
| Condado de Portois               | Desconocido      | LX Cuscei     | 31       | 630   | Cussey-sur-l'Ognon  |
| Archidiócesis de Besanzón        | Guichard         | LIX Bysiceon  | 14       | 644   | Besanzón            |
| Condado de Varais                | Desconocido      | LVIII Nos     | 34       | 678   | Nods                |
| Señorío de Joux                  | Narduino de Joux | LVII Puterlin | 24       | 702   | Pontarlier          |
| Señorío de Joux                  | Narduino de Joux | LVI Antifern  | 19       | 721   | Jougne              |

Tras la finalización de las incursiones húngaras en el año 937, el territorio de la alta Borgoña había quedado cubierto por un gran número de fortalezas defensivas. No existían villas importantes a excepción de la de Besanzón, sede del arzobispado.
El condado de Borgoña, precedente de la actual región francesa del Franco-Condado, fue creado en 993 por Otón-Guillermo tras dominar los cuatro condados preexistentes: Portois (Port), Varais (Varasque), Amous (Amaous), Escuens (Scondigue), además de la ciudad de Besanzón. Parece que el condado de Elsgau formó parte de él igualmente.
Otón-Guillermo era hijo adoptivo de Enrique I, hermano de Hugo Capeto. Cuando Sigerico atravesó este territorio, en el que recorrió unos 176 km, este personaje se hallaba en pleno proceso expansivo de su poder e influencia. 
En el área del condado de Portois indicó a Grenant (Grenant), Sefui (Seveux) —donde había un puente romano que permitía el cruce del río Saona— y Cuscei (Cussey-sur-l'Ognon), en la que también existía otro puente romano para cruzar el río Ognon, afluente del anterior.
Entre Portois y Varais se hallaba Bysiceon (la citada Besanzón) reseñada por el arzobispo y que contaba con una catedral reconstruida en el siglo IX, donde se custodiaban las reliquias de varios santos.
Ya en el territorio de Varais, anotó a Nos (Nods) y Puterlin (Pontarlier), ciudad esta cuya iglesia y hospital mantenían una estrecha relación con la abadía de San Mauricio. La localidad, situada cerca ya de la Borgoña transjurana, estaba en ese momento gobernada por Narduino de Joux, el segundo señor de Joux, unos señores feudales que en los años siguientes controlarían el acceso a los pasos de montaña para cruzar el macizo del Jura. Uno de estos pasos, a los que se accedía desde Pontarlier, era el Puerto de Jougne, junto a la actual población homónima y donde se localizaba Antifern, que también quedó reseñada por el arzobispo.

#### Borgoña Transjurana
| Tramo del Itinerario de Sigerico |             |                                  |          |       |                       |
| Entidad política                 | Gobernante  | Parada                           | km (ca.) | Acum. | Equivalencia actual   |
| Condado de Vaud                  | Teudon      | LV Urba (residencia real)        | 18       | 739   | Orbe                  |
| Condado de Vaud                  | Teudon      | LIV Losanna                      | 33       | 772   | Lausana               |
| Condado de Vaud                  | Teudon      | LIII Uiuaec (residencia real)    | 19       | 791   | Vevey                 |
| Condado de Chablais              | Desconocido | LII Burbulei                     | 22       | 813   | Vouvry                |
| Condado de Valais                | Desconocido | LI Sce Maurici (residencia real) | 19       | 832   | San Mauricio          |
| Condado de Valais                | Desconocido | L Ursiores                       | 34       | 866   | Orsières              |
| Condado de Valais                | Desconocido | XLIX Petrecastel                 | 13       | 879   | Bourg-Saint-Pierre    |
| Condado de Aosta                 | Desconocido | XLVIII Sce Remei                 | 27       | 906   | Saint-Rhémy-en-Bosses |
| Condado de Aosta                 | Desconocido | XLVII Agusta                     | 28       | 934   | Aosta                 |
| Condado de Aosta                 | Desconocido | XLVI Publei                      | 34       | 968   | Pont-Saint-Martin     |

La Borgoña Transjurana era también una amalgama de condados. El itinerario recorría unos 247 km y el primer territorio que un viajero en dirección a Roma encontraba al entrar dentro de él, era el condado de Vaud. Al igual que en el anterior condado de Borgoña, eran habituales las fortificaciones remanentes del reciente pasado de razias húngaras y sarracenas. El conde de Vaud en ese momento era Teudon, quien años más tarde (1009) participó en una conspiración para matar al rey, algo que le supuso la confiscación de sus bienes. En este condado, Sigerico reseñó Urba (Orbe), donde, al igual que en la anterior Pontarlier, se situaba un establecimiento religioso que daba albergue a los peregrinos. En el año 990, esta población era una de las pocas residencias que le quedaban al rey de Borgoña. Junto al lago Lemán estaba Losanna (Lausana), también anotada por el arzobispo, sede de uno de los principales obispados del reino. En 990 llevaba poco tiempo como obispo Enrique de Borgoña, notable personaje que veinticinco años más tarde consiguió que el rey le concediese el título de conde de Vaud y con ello dio inicio al principado episcopal de Lausana que se mantendría hasta 1536. Tras esta ciudad, el itinerario pasaba por Uiaec (Vevey). Esta era una villa bajo jurisdicción real, al igual que la anterior Orbe. La localidad era el punto donde la calzada romana que venía desde Italia se dividía en dos: un ramal hacia el norte y el otro hacia el oeste por Lausana. Como punto de cruce de caminos, en la villa había varios hospitales.
Después de dejar el condado de Vaud, la ruta se internaba en el territorio del condado de Chablais, cuya entrada estaba custodiada por la fortaleza de Chillon, hecha construir por los reyes carolingios para proteger el paso a la montaña. Su territorio se extendía hasta cerca de la abadía de San Mauricio, que quedaba ya en el vecino condado de Valais. La indicación de Sigerico dentro de este condado fue Burbulei (Vouvry).
Sce Maurici, la importante abadía de San Mauricio, se hallaba a la entrada del condado de Valais. Fundada en 515, era un lugar habitual de parada para los peregrinos. La abadía había sido destruida en el año 940 por los invasores musulmanes asentados en la Provenza, quienes controlaron el alto Valais y el paso del Gran San Bernardo hasta su definitiva expulsión entre 972 y 980. Nueve años después del paso de Sigerico, en 999, el rey entregó a Hugo, obispo de Sion, el título de conde de Valais. Además de este lugar, el arzobispo anotó dentro del condado a Ursiores (Orsieres) y Petrescastel (Bourg-Saint-Pierre), lugar este último donde se situaba el albergue más cercano al paso del Gran San Bernardo.
Tras cruzar el Mons Jovis (paso del Gran San Bernardo), el camino entraba en el Vallis Augustana que debía su nombre a la ciudad de Augusta Praetoria Salassorum (Aosta). Este valle y su consiguiente condado se encuentran en los orígenes de la dinastía de Saboya desde que, unos veinte años después de la estancia de Sigerico, Humberto Manosblancas consiguiese su control. Es dudoso quién era el titular del condado de Aosta en 990 y es bastante probable que estuviera vacante en esos años.
Dentro de este valle, Sigerico reseñó tres sitios: Sce Remei (Saint-Rhémy-en-Bosses), antigua mansio de la calzada romana y donde (junto a la anterior Petrescastel) existía el albergue más cercano al puertoː Augusta (Aosta), punto de encuentro con la ruta que procedía del Pequeño San Bernardo, principal ciudad del valle, así como sede de su obispado que era dirigido en ese momento por Anselmo II y Publei, cuya situación exacta es discutida actualmente, aunque una de las opciones barajadas es Pont-Saint-Martin, que está situada en la salida del valle y ha sido un lugar clásico de parada desde tiempos romanos, en cuyos itinerarios aparecía señalada como ad pontem.

### Reino de Italia (Sacro Imperio Romano Germánico)

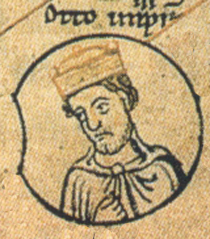
Otón III.

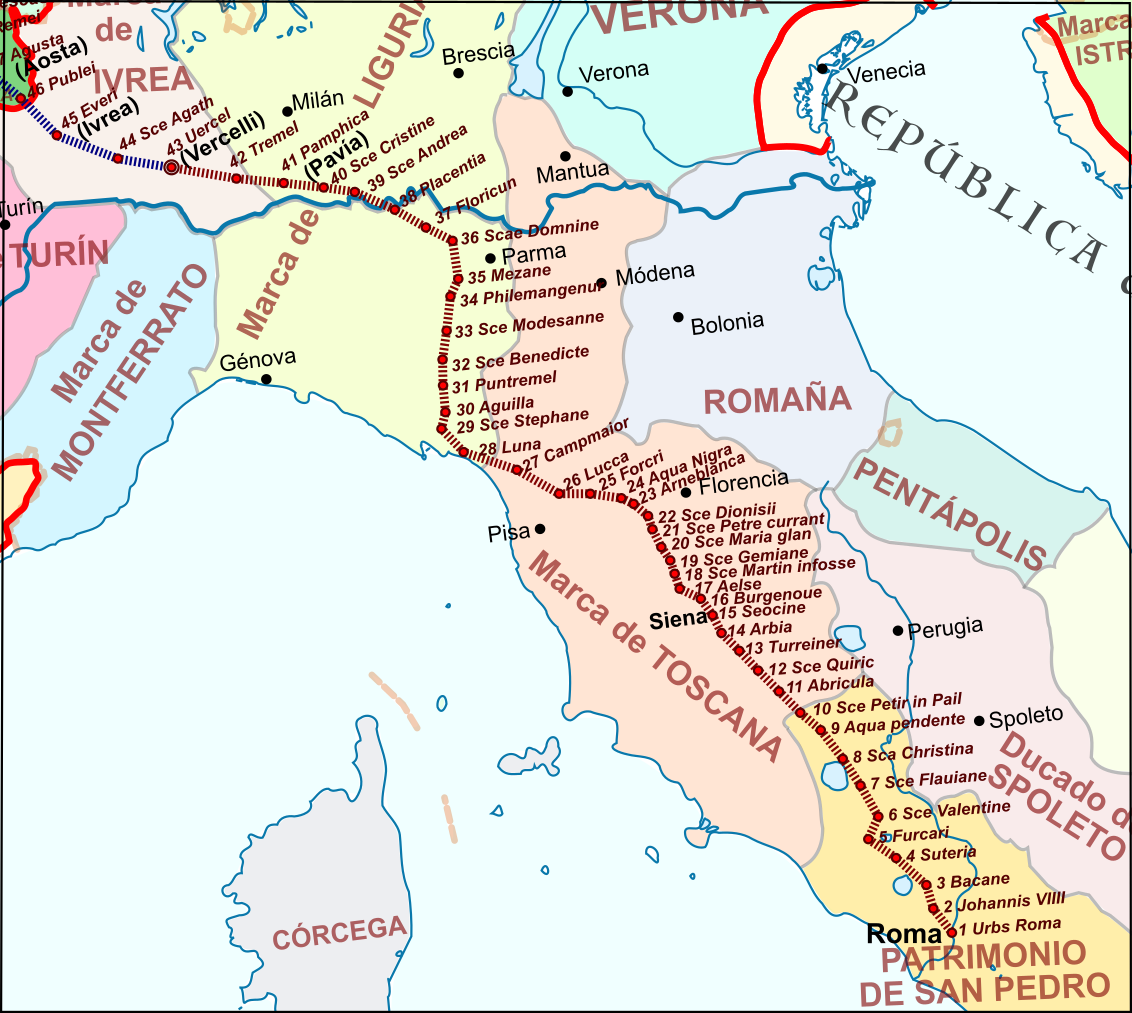
Itinerario de Sigerico dentro del reino de Italia (Sacro Imperio Romano Germánico).

El reino de Italia había quedado dividido, desde mediados de siglo, en varias entidades políticas independientes de facto. La corona pasó a manos de Otón I y se integró como un territorio más dentro del Sacro Imperio. Otón, a pesar de haber sido coronado rey en 951 y emperador en 962, no consiguió ser totalmente aceptado en Italia sino a partir de 966. El área septentrional de Italia, que correspondía con Piamonte, Liguria y Lombardía, estaba dividida en cuatro marcas: arduínica (centrada en Turin), alerámica (con componente rural sin poblaciones importantes), obertenga (ocupando los territorios de Liguria, sureste del Piamonte y el área de Milán) e Ivrea.
En 990, el joven de diez años Otón III (nieto del anterior) era desde 983 el emperador titular y, por tanto, rey de Italia. Debido a su edad, la regencia la desempeñaba su madre Teófano, quien ese año de 990 se encontraba en Roma desempeñando su cargo, aunque sin mezclarse en las disputas entre las facciones aristocráticas de la ciudad.

#### Marca de Ivrea
| Tramo del Itinerario de Sigerico |                  |                |          |       |                     |
| Entidad política                 | Gobernante       | Parada         | km (ca.) | Acum. | Equivalencia actual |
| Marca de Ivrea                   | Arduino de Ivrea | XLV Eueri      | 18       | 986   | Ivrea               |
| Marca de Ivrea                   | Arduino de Ivrea | XLIV Sce Agath | 28       | 1014  | Santhià             |

El primer territorio del Imperio que atravesaba el itinerario era la marca de Ivrea. Se estima que el año en que Sigerico pasó por ella (990), Arduino I se acababa de hacer con el poder al deponer a su primo Conrado. La jurisdicción de la marca había quedado reducida décadas antes para limitar el poder de los marqueses, y tras el convulso periodo de Arduino, finalmente desapareció para convertirse en un condado bajo la jurisdicción de la marca de Turín. Arduino se enfrentó con el obispo de Vercelli —Pedro I— y fue declarado el responsable de su muerte, lo que provocaría su excomunión en 999. Con todo, entre 1002 y 1014 disputaría el trono de Italia al emperador alemán Enrique II.
Dentro de la marca de Ivrea, el itinerario procedente del norte de Europa alcanzaba finalmente la Vía Francígena tras unos 46 km. En este tramo, el arzobispo reseñó dos poblaciones: Eueri (Ivrea), la ciudad central del marquesado, y Sce Agath (Santhià).

## Recorrido de Sigerico por la Vía Francígena

### Marca de Ivrea
| Tramo de la Vía Francígena |                  |              |          |       |                     |
| Entidad política           | Gobernante       | Parada       | km (ca.) | Acum. | Equivalencia actual |
| Marca de Ivrea             | Arduino de Ivrea | XLIII Uercel | 22       | 1036  | Vercelli            |
| Marca de Ivrea             | Arduino de Ivrea | XLII Tremel  | 43       | 1079  | Tromello            |

Dentro de los 65 km que la Vía Francígena recorría en la marca, Sigerico no pudo por menos que reseñar Ucercel (Vercelli). Esta población era el punto de encuentro con las rutas que procedían de los pasos alpinos de Moncenisio y Monginevro a través de la ciudad de Turín. En la localidad se encontraba la sede del obispado homónimo así como varios albergues. El obispo titular en ese momento era el citado Pedro I con quién Arduino se enfrentó decididamente. La otra población que indicó fue Tremel (Tromello), situada junto al río Terdoppio. Antes de llegar a esta villa, la ruta pasaba por Mortara donde se situaba la histórica abadía de san Albino, lugar habitual de parada de peregrinos y que había sido favorecida por Carlomagno tras la batalla sucedida cerca de ella en el año 773.

### Marca de Liguria Oriental
| Tramo de la Vía Francígena |            |                      |          |       |                          |
| Entidad política           | Gobernante | Parada               | km (ca.) | Acum. | Equivalencia actual      |
| Marca de Liguria oriental  | Oberto II  | XLI Pamphica         | 27       | 1106  | Pavía                    |
| Marca de Liguria oriental  | Oberto II  | XL Sce Cristine      | 21       | 1127  | Santa Cristina e Bissone |
| Marca de Liguria oriental  | Oberto II  | XXXIX Sce Andrea     | 17       | 1144  | Corte Sant'Andrea        |
| Marca de Liguria oriental  | Oberto II  | XXXVIII Placentia    | 15       | 1159  | Plasencia                |
| Marca de Liguria oriental  | Oberto II  | XXXVII Floricum      | 25       | 1184  | Fiorenzuola d'Arda       |
| Marca de Liguria oriental  | Oberto II  | XXXVI Scae Domnine   | 14       | 1198  | Fidenza                  |
| Marca de Liguria oriental  | Oberto II  | XXXV Mezane          | 21       | 1219  | Medesano                 |
| Marca de Liguria oriental  | Oberto II  | XXXIV Philemangenur  | 10       | 1229  | Fornovo di Taro          |
| Marca de Liguria oriental  | Oberto II  | XXXIII Sce Modesanne | 35       | 1264  | Berceto                  |
| Marca de Liguria oriental  | Oberto II  | XXXII Sce Benedicte  | 15       | 1279  | Montelungo               |
| Marca de Liguria oriental  | Oberto II  | XXXI Puntremel       | 14       | 1293  | Pontremoli               |
| Marca de Liguria oriental  | Oberto II  | XXX Aguilla          | 22       | 1315  | Aulla                    |
| Marca de Liguria oriental  | Oberto II  | XXIX Sce Stephane    | 10       | 1325  | Santo Stefano di Magra   |
| Marca de Liguria oriental  | Oberto II  | XXVIII Luna          | 15       | 1340  | cercanías de Avenza      |

La marca de Liguria oriental había surgido hacia 951, creada por el rey Berengario II como una de las segregaciones realizadas a la marca de Ivrea. Este monarca otorgó el título de marqués a Oberto I, quien posteriormente se enfrentó a él y apoyó al emperador Otón I como rey de Italia. En 990, este marquesado estaba gobernado por Oberto II, quien en 1002 apoyará a su yerno Arduino de Ivrea en la disputa por el reino de Italia contra el emperador Enrique II.
Los 261 km aproximadamente del recorrido de la Vía Francígena dentro de este territorio en dirección a Roma se pueden dividir en tres tramos: la llegada hasta la Vía Emilia, el recorrido por esta calzada romana y finalmente el cruce de los Apeninos.
En el segmento inicial, la primera población que anotó el arzobispo fue la capital, Pamphica (Pavía), importante ciudad donde se hacían coronar los reyes de Italia y que durante esos años había recuperado su prosperidad tras el saqueo húngaro del año 924. En ella se hallaban las reliquias de Agustín de Hipona. Tras esta, reseñó a Sce Cristine (Santa Cristina e Bissone) y Sce Andrea (Corte Sant'Andrea), donde se procedía a cruzar el Po para llegar a Placentia (Plasencia). A partir de esta ciudad se discurría por la Vía Emilia, de la que indicó las localidades de Floricum (Fiorenzuola d'Arda) y Scae Domnine (Fidenza).
Después de la anterior población, el itinerario abandonaba la tradicional calzada romana y seguía la ruta del Monte Bardone por el valle del río Taro para cruzar los Apeninos. En esta última parte, reseñó como lugares a Mezane (Medesano), Philemangenur (Fornovo di Taro), Sce Modesanne (la abadía de San Moderanus en Berceto), Sce Benedicte (la abadía de San Benedicto en Montelungo), Puntremel (Pontremoli), Aguilla (Aulla con su abadía de San Caprasio), Sce Stephane (Santo Stefano di Magra) y finalmente Luna (Luni)
Luni seguía siendo sede obispal en el año 990. Ciudad de fundación etrusca, contaba con un puerto al que llegaban los peregrinos que usaban la vía marítima. Igualmente llegaban aquí aquellos que habían caminado por la costa a través de la Vía Aemilia Scauri. La ciudad había sido saqueada por musulmanes y normandos en el siglo IX. Tras el paso de Sigerico, en 1016, volvió a ser saqueada por los piratas sarracenos, lo que condujo a que fuera abandonada poco después.

### Marca de Toscana
| Tramo de la Vía Francígena |                |                          |          |       |                                   |
| Entidad política           | Gobernante     | Parada                   | km (ca.) | Acum. | Equivalencia actual               |
| Marca de Toscana           | Hugo el Grande | XXVII Campmaior          | 30       | 1370  | Camaiore                          |
| Marca de Toscana           | Hugo el Grande | XXVI Luca                | 29       | 1399  | Lucca                             |
| Marca de Toscana           | Hugo el Grande | XXV Forcri               | 10       | 1409  | Porcari                           |
| Marca de Toscana           | Hugo el Grande | XXIV Acqua Nigra         | 19       | 1428  | Ponte a Cappiano (Fucecchio)      |
| Marca de Toscana           | Hugo el Grande | XXIII Arneblanca         | 4        | 1432  | Fucecchio                         |
| Marca de Toscana           | Hugo el Grande | XXII Sce Dionisii        | 10       | 1442  | Borgo San Genesio (San Miniato)   |
| Marca de Toscana           | Hugo el Grande | XXI Sce Petre currant    | 13       | 1455  | Coiano (Castelfiorentino)         |
| Marca de Toscana           | Hugo el Grande | XX Sce Maria glan        | 8        | 1463  | Gambassi Terme                    |
| Marca de Toscana           | Hugo el Grande | XIX Sce Gemiane          | 20       | 1483  | San Gimignano                     |
| Marca de Toscana           | Hugo el Grande | XVIII Sce Martin infosse | 6        | 1489  | Molino di Aiano (Bibbiano)        |
| Marca de Toscana           | Hugo el Grande | XVII Aelse               | 10       | 1499  | Gracciano d'Elsa                  |
| Marca de Toscana           | Hugo el Grande | XVI Burgenoue            | 7        | 1506  | Abbadia Isola                     |
| Marca de Toscana           | Hugo el Grande | XV Seocine               | 17       | 1523  | Siena                             |
| Marca de Toscana           | Hugo el Grande | XIV Arbia                | 23       | 1546  | Ponte d'Arbia (Monteroni d'Arbia) |
| Marca de Toscana           | Hugo el Grande | XIII Turreiner           | 13       | 1559  | Torrenieri (Montalcino)           |
| Marca de Toscana           | Hugo el Grande | XII Sce Quiric           | 9        | 1568  | San Quirico d'Orcia               |
| Marca de Toscana           | Hugo el Grande | XI Abricula              | 13       | 1581  | Le Bricole                        |

La marca de Toscana era heredera del antiguo ducado de Tuscia, que había sido creado por los lombardos y cuya capital era Lucca. En la primera mitad del siglo VIII se segregó una parte al sur que fue entregada al papado para la formación del Patrimonio de San Pedro. Ya en la segunda mitad del siglo IX, el conde de Luca, Adalberto, fue elevado al rango de marqués de Tuscia. En 990 estaba al frente de la marca Hugo I, quien fue uno de los mayores apoyos de Adelaida de Italia, abuela de Otón III y la verdadera regente de Italia. Desde 986 también era titular del ducado de Spoleto, favorecido por el gobierno imperial, que vio en él la persona más segura para dirigirlo. Hugo consiguió desarrollar una administración eficaz dentro de su marquesado y fue conocido por sus fundaciones de monasterios y donaciones a la Iglesia.
La Vía Francígena en esta marca discurría por unos 241 km. Sigerico anotó un buen número de lugares habitualmente separados entre ellos por una corta distancia. El primero fue Campmaior (Camaiore) y tras él Luca (Lucca), importante ciudad que en esos años había comenzado su lucha contra la vecina Pisa por el control de las rutas comerciales. Esta población era significativa para los peregrinos anglosajones, ya que en ella estaba enterrado Ricardo el Peregrino, mítico rey inglés que en el año 722 había muerto durante una peregrinación a Roma junto a sus hijos.
La ruta proseguía su camino a través de Forcri (Porcari), Acqua Nigra (Ponte a Capiano) y Arneblanca (Fucecchio) hasta llegar a Sce Dionisii, situada al pie de la colina donde se ubica San Miniato. Esta localidad había sido fortificada antes de la llegada de Sigerico dentro del proceso de incastellamento que se dio en Europa durante ese siglo y el siguiente.
El itinerario pasaba después por las iglesias de Sce Petre currant (Castellfiorentino) y Sce Maria Glan (Gambassi Terme) para llegar a Sce Gemiane (San Gimignano), notable población que creció gracias al comercio y cuyo nombre devenía de Geminiano de Módena, obispo de finales del siglo IV declarado santo.
Continuaba por la parroquia de Sce Martin infosse (cerca de Bibbiano), un puente sobre el río Elsa reseñado como Aelse (junto a Gracciano d'Elsa), la población de Burgenoue (Abbadia Isola) y alcanzaba la importante ciudad de Seocine (Siena). Esta era una antigua colonia militar romana que había prosperado durante el periodo lombardo y posterior carolingio gracias a sus buenas características defensivas. Cuando Sigerico pasó por ella, ya estaba en funcionamiento el importante hospital de peregrinos de Santa Maria della Scala.
El camino seguía y tras Siena cruzaba el río Arbia en Ponte d'Arbia, luego pasaba por la iglesia de Turreiner (Torrenieri) y por Sce Quiric (San Quirico d'Orcia) para llegar a Abricula (Le Bricole), donde había un importante albergue, que fue el último punto señalado por el arzobispo dentro de la marca de Toscana.

### Patrimonio de San Pedro
| Tramo de la Vía Francígena |            |                     |          |       |                                 |
| Entidad política           | Gobernante | Parada              | km (ca.) | Acum. | Equivalencia actual             |
| Patrimonio de San Pedro    | Juan XV    | X Sce Petir in pail | 11       | 1592  | cercanías de Radicofani         |
| Patrimonio de San Pedro    | Juan XV    | IX Aqua pendente    | 22       | 1614  | Acquapendente                   |
| Patrimonio de San Pedro    | Juan XV    | VIII Sca Christina  | 20       | 1634  | Bolsena                         |
| Patrimonio de San Pedro    | Juan XV    | VII Sce Flauiane    | 15       | 1649  | Montefiascone                   |
| Patrimonio de San Pedro    | Juan XV    | VI Sce Valentine    | 16       | 1665  | Viterbo                         |
| Patrimonio de San Pedro    | Juan XV    | V Furcari           | 15       | 1680  | cercanías de Vetralla           |
| Patrimonio de San Pedro    | Juan XV    | IV Suteria          | 16       | 1696  | Sutri                           |
| Patrimonio de San Pedro    | Juan XV    | III Bacane          | 36       | 1732  | cercanías de Campagnano di Roma |
| Patrimonio de San Pedro    | Juan XV    | II Johannis VIIII   | 15       | 1747  | La Storta                       |
| Patrimonio de San Pedro    | Juan XV    | I Urbs Roma         | 17       | 1764  | Roma                            |

El Patrimonio de San Pedro era un territorio en el centro de la península itálica, donde el Papa tenía jurisdicción temporal. Había nacido a mediados del siglo VIII como heredero del ducado de Roma tras la desaparición del poder bizantino en Italia. Se consolidó y creció frente al poder lombardo gracias al apoyo de los reyes francos, carolingios primero y otónidas posteriormente.
El gobernante en 990 era el Papa Juan XV, quien había sido elegido cinco años antes tras las disputas entre pontífices apoyados por la autoridad imperial y el antipapa Bonifacio VII, sostenido por los crescencios. Con el fin de aumentar su control personal sobre los arzobispos en Europa, los obligó a desplazarse a Roma para recibir el pallium directamente de sus manos Esto hizo que tanto Sigerico como otros responsables de archidiócesis tuviesen que emprender el viaje a la ciudad.
Juan XV fue bastante impopular entre la población romana y pudo sostenerse principalmente gracias al apoyo imperial, de tal manera que en 995, pocos años tras la muerte de la regente Teófano, tuvo que huir de la ciudad y refugiarse en Sutri, desde donde pidió ayuda al emperador.
En estos dominios papales, la Vía Francígena recorría sus últimos 183 km. Los primeros lugares en dirección a Roma que quedaron reseñados por Sigerico dentro de este territorio, fueron Sce Petir in Pail (un monasterio a orillas del río Paglia, cerca de la actual Radicofani) y Acqua pendente (Acquapendente), donde ya existía la reproducción de la iglesia del Santo Sepulcro de Jerusalén que puede visitarse actualmente.
El camino llegaba al lago Bolsena, donde retomaba la Vía Cassia que había abandonado anteriormente en Lucca. Desde este punto, el arzobispo indicó a Sce Christina (Bolsena), Sce Flauiane (un suburbio de Montefiascone), Sce Valentine (también un suburbio, esta vez de Viterbo), lugar en el que desde el siglo VII se ubicaba un puesto fortificado, Furcari (donde había un hospital), Suteria (Sutri), la última parada significativa de los peregrinos antes de llegar a Roma, Bacane (cerca de Campagnano di Roma) y Johannis VIIII (cerca de La Storta), que era donde se abandonaba la Vía Cassia. Desde esta última parada, a un peregrino le restaban 17 km para llegar a la basílica de San Pedro dentro de la Urbs Roma.

## Recuperación del itinerario de Sigerico

### Redescubrimiento y reconocimiento oficial europeo
Los primeros trabajos realizados para redescubrir el trayecto recorrido por Sigerico, se deben al historiador inglés William Stubbs, quien en 1874 publicó un estudio con el detalle del recorrido del arzobispo y la equivalencia actual de las estaciones mencionadas en el relato de su viaje.

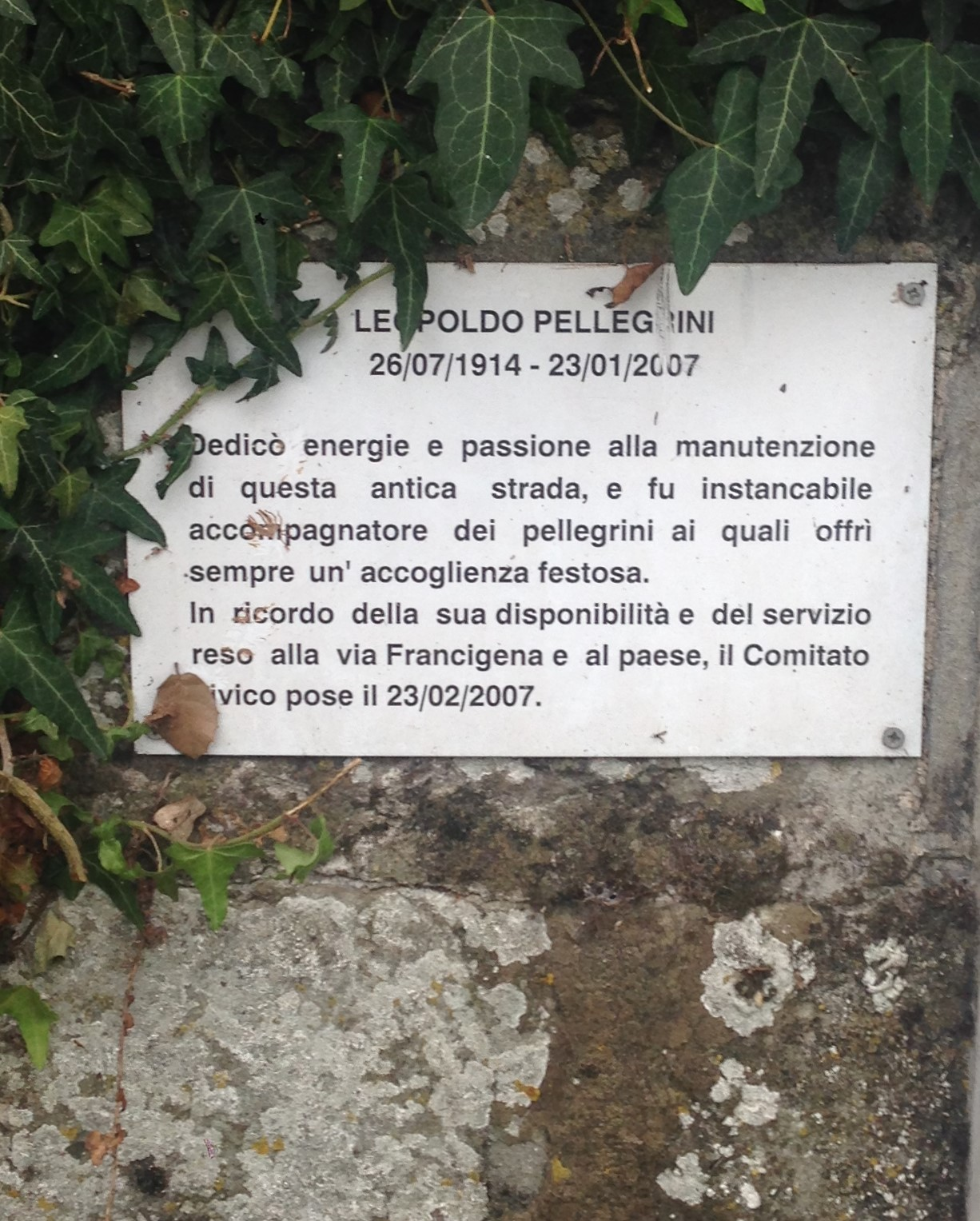
Placa conmemorativa para recordar a un voluntario italiano de la Vía Francígena.

Poco antes de la Segunda Guerra Mundial, se publicó un trabajo sobre la parte del trayecto que discurre en la región de Toscana, el cual fue ampliado por historiadores locales entre 1970 y 1980. En esa década de 1980, el antropólogo italiano Giovanni Caselli se interesó por las antiguas rutas medievales y comenzó una serie de trabajos que culminaron en 1985 con una reconstrucción detallada del trazado entre Canterbury y Roma. Sobre la base de sus estudios, el Instituto Geográfico Militar Italiano confeccionó un mapa completo de la ruta y en 1990 se publicó en italiano por una editorial de Florencia la primera guía moderna de la ruta con el título «Via Romea, cammino di Dio».

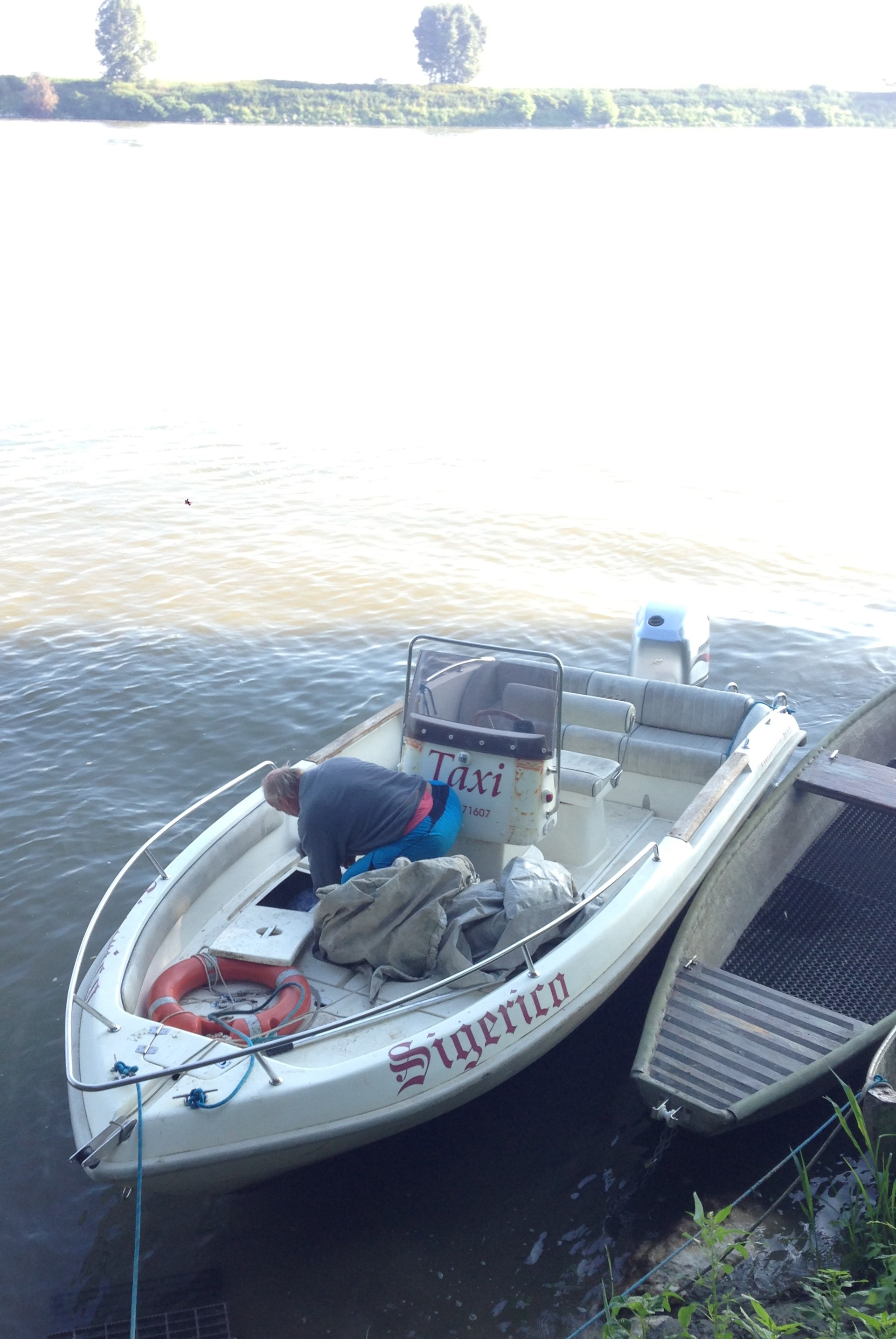
Barca taxi para realizar el Transitus Padi (cruce del río Po).

En 1987 se creó por el Consejo de Europa el programa denominado «Itinerarios Culturales Europeos» con el objetivo de demostrar, a través de rutas históricas, cómo el pasado cultural de las diversas naciones europeas ha contribuido a una herencia cultural común. El primer recorrido al que se le otorgó dicha mención en 1987 fue el Camino de Santiago y unos años después, en 1994, el itinerario de Sigerico fue la quinta ruta en ser incorporada a este programa bajo la denominación de «Vía Francígena». Diez años más tarde, en 2004, ambos caminos de peregrinación obtuvieron la calificación de «Gran Itinerario Cultural Europeo».
Desde 1998 se mantiene un registro del Transitus Padi o cruce del río Po en barca (dentro de la etapa desde Orio Litta hasta Plasencia, a unos 700 km de Roma). Aunque este registro no comprende a quienes cruzan el río por algún puente ni tampoco incluye a los que comienzan su peregrinación en algún punto más cercano a Roma, es un buen indicativo para la evolución del uso de la Vía Francígena y muestra un aumento constante desde el año 2006 hasta 2014. Con todo, las cifras se mantienen bien lejanas de las que alcanzan las rutas jacobeas.
| Nacionalidad                                                                                       | 1998 | 1999 | 2000 | 2001 | 2002 | 2003 | 2004 | 2005 | 2006 | 2007 | 2008 | 2009 | 2010 | 2011 | 2012 | 2013 | 2014 | Total |
| -------------------------------------------------------------------------------------------------- | ---- | ---- | ---- | ---- | ---- | ---- | ---- | ---- | ---- | ---- | ---- | ---- | ---- | ---- | ---- | ---- | ---- | ----- |
| Totales                                                                                            | 2    | 20   | 100  | 80   | 68   | 70   | 87   | 60   | 94   | 152  | 263  | 338  | 317  | 350  | 533  | 520  | 735  | 3789  |
| Italia                                                                                             | -    | 10   | 82   | 48   | 41   | 45   | 67   | 44   | 71   | 54   | 128  | 178  | 133  | 163  | 244  | 221  | 303  | 1845  |
| Alemania                                                                                           | 1    | 2    | 4    | 7    | 6    | 5    | 2    | 2    | 9    | 9    | 37   | 45   | 34   | 32   | 51   | 90   | 93   | 429   |
| Suiza                                                                                              | -    | 2    | 6    | 15   | 10   | 10   | 10   | 6    | 4    | 33   | 40   | 24   | 35   | 23   | 73   | 52   | 62   | 406   |
| Francia                                                                                            | -    | -    | 4    | 6    | 6    | 4    | 2    | 2    | 2    | 26   | 25   | 28   | 36   | 35   | 52   | 65   | 90   | 383   |
| Países Bajos                                                                                       | 1    | -    | 4    | -    | -    | 4    | 2    | 2    | 2    | 5    | 16   | 25   | 25   | 27   | 26   | 32   | 51   | 222   |
| Reino Unido                                                                                        | -    | -    | *    | -    | 2    | 2    | 4    | 2    | -    | 5    | 2    | 5    | 11   | 17   | 16   | 9    | 17   | 92    |
| Bélgica                                                                                            | -    | -    | *    | -    | -    | -    | -    | *    | -    | 3    | 5    | 7    | 9    | 14   | 4    | 4    | 20   | 66    |
| Australia                                                                                          | -    | -    | *    | -    | -    | -    | -    | *    | -    | -    | -    | 1    | 8    | 7    | 14   | 3    | 21   | 54    |
| Estados Unidos                                                                                     | -    | -    | *    | -    | -    | -    | -    | *    | -    | 2    | 2    | 7    | 5    | 8    | 10   | 3    | 14   | 51    |
| España                                                                                             | -    | 6    | -    | 1    | -    | -    | -    | -    | 1    | 6    | 1    | 1    | 3    | 3    | 5    | 4    | 16   | 47    |
| Austria                                                                                            | -    | -    | *    | -    | 3    | -    | -    | *    | 2    | 4    | 3    | 7    | 2    | 4    | 9    | 3    | 2    | 39    |
| Canadá                                                                                             | -    | -    | *    | 3    | -    | -    | -    | *    | 3    | -    | 2    | 2    | *    | 1    | 6    | 6    | 12   | 35    |
| Noruega                                                                                            | -    | -    | *    | -    | -    | -    | -    | *    | -    | -    | -    | -    | 1    | 5    | 8    | -    | -    | 14    |
| Suecia                                                                                             | -    | -    | *    | -    | -    | -    | -    | *    | -    | 1    | -    | 4    | 7    | 1    | -    | -    | -    | 13    |
| Dinamarca                                                                                          | -    | -    | *    | -    | -    | -    | -    | *    | -    | -    | -    | -    | *    | 3    | 2    | 2    | 6    | 13    |
| Polonia                                                                                            | -    | -    | *    | -    | -    | -    | -    | *    | -    | 3    | -    | -    | *    | 1    | 2    | 1    | 4    | 10    |
| Irlanda                                                                                            | -    | -    | *    | -    | -    | -    | -    | *    | -    | -    | -    | -    | 2    | -    | 3    | 2    | 2    | 9     |
| Portugal                                                                                           | -    | -    | *    | -    | -    | -    | -    | *    | -    | 1    | -    | -    | *    | -    | 2    | 3    | 1    | 7     |
| Hungría                                                                                            | -    | -    | *    | -    | -    | -    | -    | *    | -    | -    | -    | -    | 2    | -    | -    | 1    | 3    | 6     |
| Rusia                                                                                              | -    | -    | *    | -    | -    | -    | -    | *    | -    | -    | -    | -    | *    | 3    | -    | -    | 2    | 5     |
| Brasil                                                                                             | -    | -    | *    | -    | -    | -    | -    | *    | -    | -    | -    | -    | *    | -    | 2    | -    | 3    | 5     |
| México                                                                                             | -    | -    | *    | -    | -    | -    | -    | 2    | -    | -    | -    | 2    | *    | -    | -    | -    | -    | 4     |
| Luxemburgo                                                                                         | -    | -    | *    | -    | -    | -    | -    | *    | -    | -    | -    | -    | *    | 1    | 1    | 2    | -    | 4     |
| Puerto Rico                                                                                        | -    | -    | *    | -    | -    | -    | -    | *    | -    | -    | -    | -    | *    | -    | 2    | -    | 2    | 4     |
| Argentina                                                                                          | -    | -    | *    | -    | -    | -    | -    | *    | -    | -    | -    | -    | *    | 2    | -    | 1    | -    | 3     |
| Sudáfrica                                                                                          | -    | -    | *    | -    | -    | -    | -    | *    | -    | -    | -    | -    | *    | -    | 1    | -    | 2    | 3     |
| Eslovaquia                                                                                         | -    | -    | *    | -    | -    | -    | -    | *    | -    | -    | -    | -    | *    | -    | -    | 3    | -    | 3     |
| Estonia                                                                                            | -    | -    | *    | -    | -    | -    | -    | *    | -    | -    | 1    | -    | 1    | -    | -    | -    | -    | 2     |
| Liechtenstein                                                                                      | -    | -    | *    | -    | -    | -    | -    | *    | -    | -    | 1    | -    | *    | 1    | -    | -    | -    | 2     |
| Chile                                                                                              | -    | -    | *    | -    | -    | -    | -    | *    | -    | -    | -    | 1    | 1    | -    | -    | -    | -    | 2     |
| Rumania                                                                                            | -    | -    | *    | -    | -    | -    | -    | *    | -    | -    | -    | -    | *    | -    | -    | -    | 2    | 2     |
| Israel                                                                                             | -    | -    | *    | -    | -    | -    | -    | *    | -    | -    | -    | -    | *    | -    | -    | -    | 2    | 2     |
| Indonesia                                                                                          | -    | -    | *    | -    | -    | -    | -    | *    | -    | -    | -    | -    | *    | -    | -    | -    | 2    | 2     |
| Otros países con 1 peregrino                                                                       | -    | -    | *    | -    | -    | -    | -    | *    | -    | 1    | -    | 1    | 1    | -    | 1    | 1    | 8    | 13    |
| Registro del Transitus Padi (cruce del río Po en barca) realizado por peregrinos entre 1998 y 2014 |      |      |      |      |      |      |      |      |      |      |      |      |      |      |      |      |      |       |

La recuperación de la Vía Francígena ha permitido que sea usada también en Italia por peregrinos que se dirigen a otros lugares. La misma estadística anterior muestra que estos peregrinos la recorren para alcanzar alguno de los otros grandes destinos (Santiago y Jerusalén), así como para destinos nacionales italianos, como Asís. 
| Destino | 1998 | 1999 | 2000 | 2001 | 2002 | 2003 | 2004 | 2005 | 2006 | 2007 | 2008 | 2009 | 2010 | 2011 | 2012 | 2013 | 2014 | Total |
| --- | ---- | ---- | ---- | ---- | ---- | ---- | ---- | ---- | ---- | ---- | ---- | ---- | ---- | ---- | ---- | ---- | ---- | ----- |
| Roma | 2    | 20   | 100  | 80   | 68   | 60   | 80   | 50   | 70   | 130  | 220  | 250  | 230  | 240  | 361  | 379  | 490  | 2830  |
| Asís | 1    | -    | *    | -    | -    | -    | -    | *    | -    | -    | 5    | 4    | 5    | 3    | 11   | 17   | 4    | 50    |
| Jerusalén | 1    | -    | *    | -    | -    | -    | -    | *    | -    | 9    | -    | 1    | 4    | 4    | 1    | 2    | 18   | 40    |
| Santiago de Compostela | -    | -    | *    | -    | -    | -    | -    | 2    | 3    | -    | 4    | 1    | 4    | 3    | 6    | 7    | 5    | 35    |
| Bobbio | -    | -    | *    | -    | -    | -    | -    | *    | -    | -    | -    | -    | *    | 6    | 11   | -    | 9    | 26    |
| Monte Sant'Angelo | -    | -    | *    | -    | -    | -    | -    | *    | -    | -    | 5    | -    | *    | 1    | 7    | 5    | 3    | 21    |
| Sacra di San Michele | -    | -    | *    | -    | -    | 1    | -    | *    | -    | -    | -    | -    | 1    | -    | 1    | 2    | -    | 5     |
| Novalesa | -    | -    | *    | -    | -    | -    | -    | *    | -    | -    | -    | -    | 4    | -    | -    | -    | -    | 4     |
| Međugorje | -    | -    | *    | -    | -    | -    | -    | *    | -    | -    | -    | -    | *    | -    | 1    | -    | 1    | 2     |
| Monte Saint-Michel | -    | -    | *    | -    | -    | -    | -    | *    | -    | -    | -    | -    | *    | -    | -    | -    | 1    | 1     |
| Destinos de peregrinación declarados por quienes realizaron el Transitus Padi (cruce del río Po en barca) entre 1998 y 2014 |      |      |      |      |      |      |      |      |      |      |      |      |      |      |      |      |      |       |

### Puesta al día del recorrido e infraestructuras

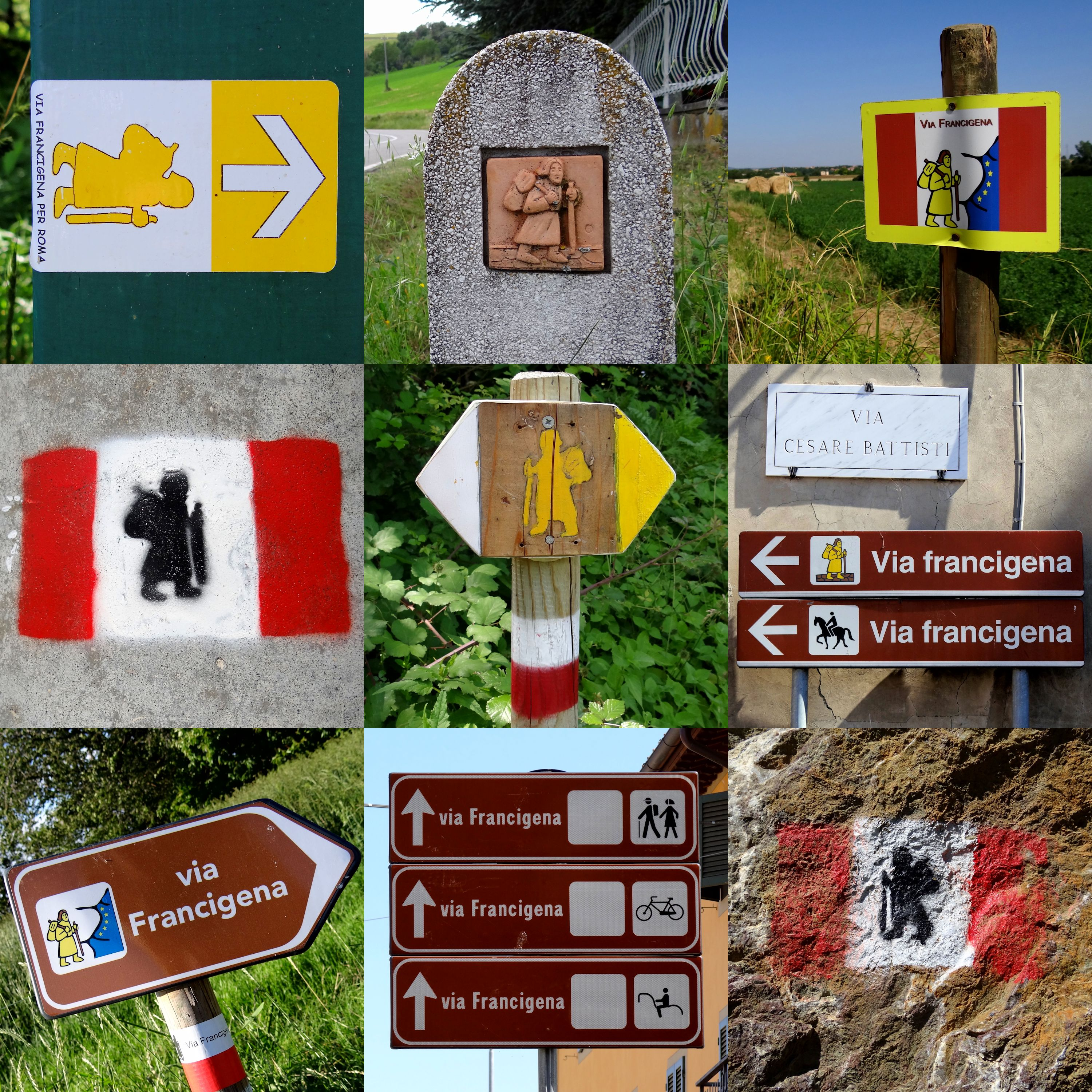
Varios tipos de señalización en la Vía Francígena.

La puesta al día de la ruta con su señalización e infraestructuras ha corrido a cargo de entidades locales y asociaciones de voluntarios.
En 1997 se fundó en Martigny (Suiza) la International Association Via Francigena (AIVF) que actualmente cuenta con 1860 miembros de 27 países. En abril de 2001 se creó en Italia la Asociación de Municipios Italianos de la Vía Francígena con el objetivo de promover el itinerario. Esta asociación se transformó en 2006 en la Asociación Europea de las Vías Francígenas (AEVF), dando entrada en ella a más entidades locales y asociaciones de otros países, incluida España.
En el año 2012 se formó el Comité Europeo para la Coordinación Técnica Interregional de la Vía Francígena que agrupa a las 14 regiones europeas por las que pasa el recorrido y cuya finalidad es coordinar acciones para el desarrollo de la ruta, tales como medidas de seguridad, señalización o alojamiento. Con todo, el estado actual (2016) de la recuperación de la Vía Francígena es dispar según el país. 

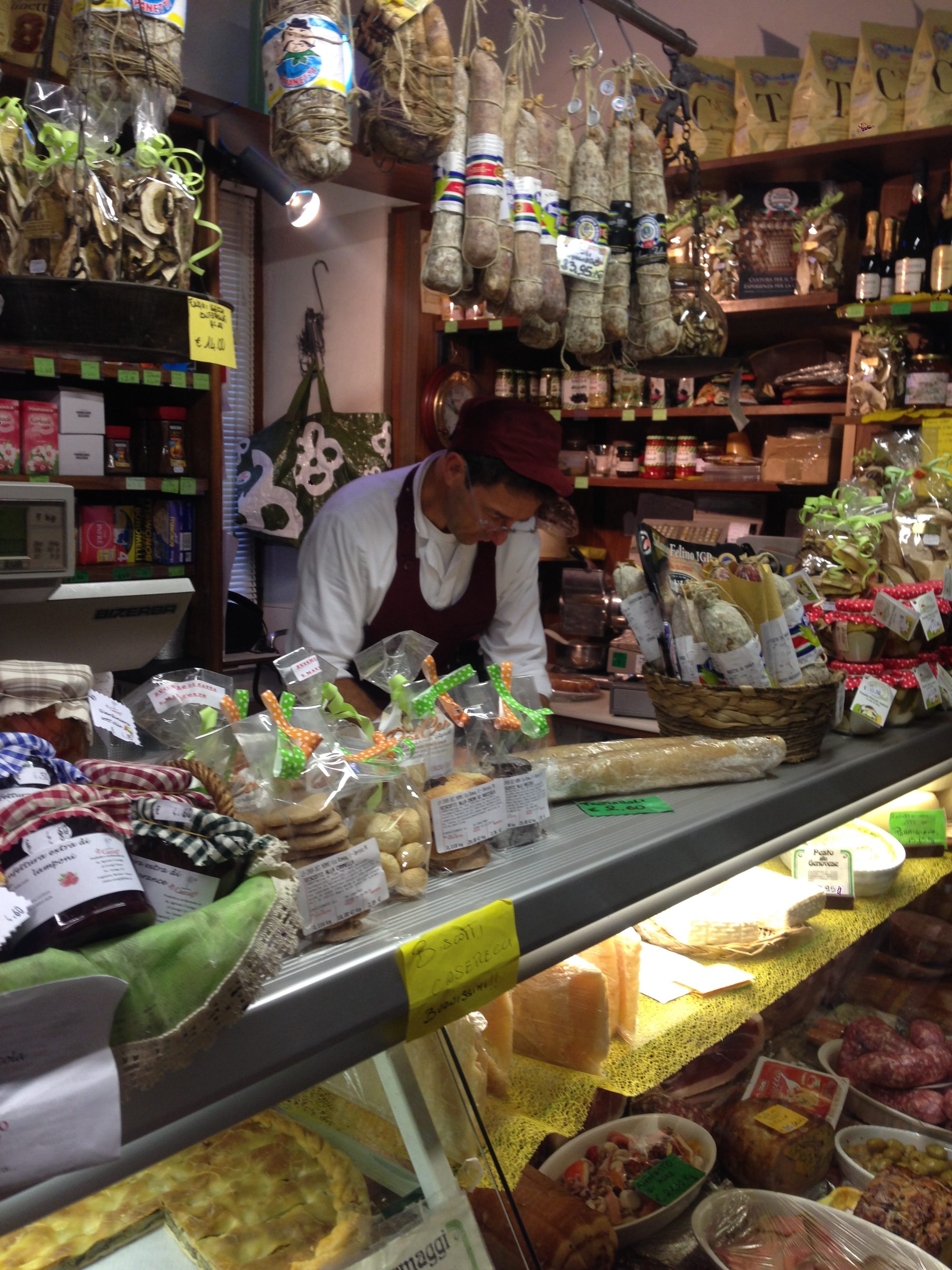
Típica tienda de alimentación italiana (en Berceto), donde el peregrino se puede abastecer de comida.

En Francia no se ha determinado un recorrido «oficial», lo que provoca que el trayecto varíe ligeramente según la guía utilizada tanto en el trazado como en la división en etapas. Igualmente, la señalización es escasa y la infraestructura de alojamiento muy limitada. En este artículo se utiliza el trazado y división de etapas ofrecido para este país por la asociación de voluntarios «Camminando sulla Via Francigena», ya que la información y mapas están disponibles de manera gratuita en internet. Esta asociación ha comparado varias guías y se ha basado en la seguridad de las carreteras, así como las posibilidades de alojamiento para determinar recorrido y etapas.

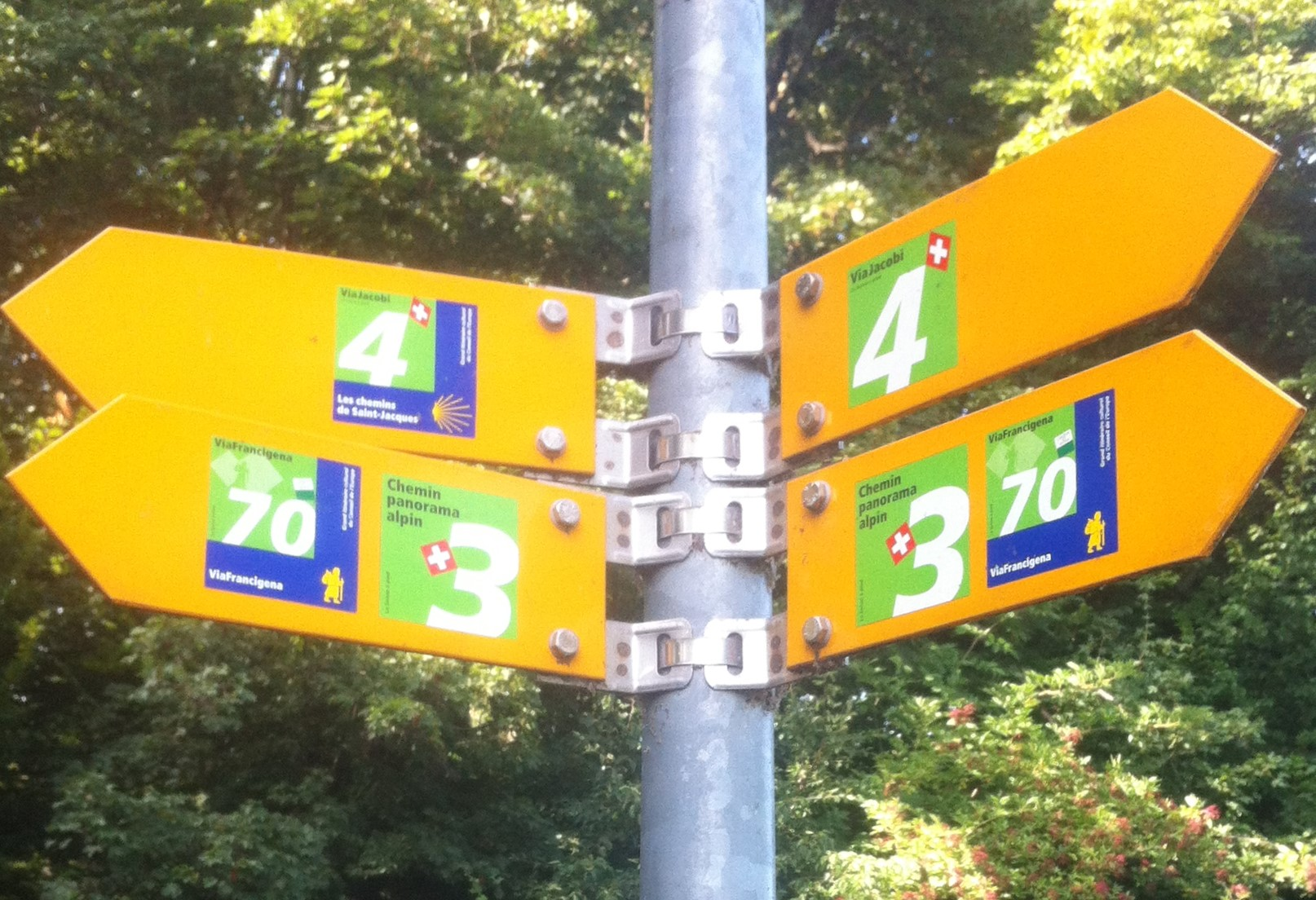
Doble señalización —Camino de Santiago y Vía Francígena— en Suiza cerca de Lausana.

En Suiza, la situación es mejor, ya que el recorrido se encuentra muy bien determinado y señalizado como la n.º 70 de la red helvética de rutas de senderismo, a la vez que mapas muy detallados e información del trazado para cada etapa son accesibles también de manera gratuita en internet.
En Italia es donde la recuperación de la ruta ha alcanzado un mayor avance a través de los gobiernos regionales y asociaciones particulares. El recorrido se encuentra notablemente bien señalizado y la división en etapas claramente determinada. A través de la página oficial de la Asociación Europea de las Vías Francígenas es posible obtener mapas detallados de cada etapa con perfil altimétrico, indicación de distancias parciales, puntos de abastecimiento, así como datos de los alojamientos disponibles. Igualmente se ha desarrollado en 2015 una aplicación gratuita para móviles con GPS que permite al caminante situar en todo momento en qué parte de la ruta se encuentra.

### Infraestructuras de alojamiento

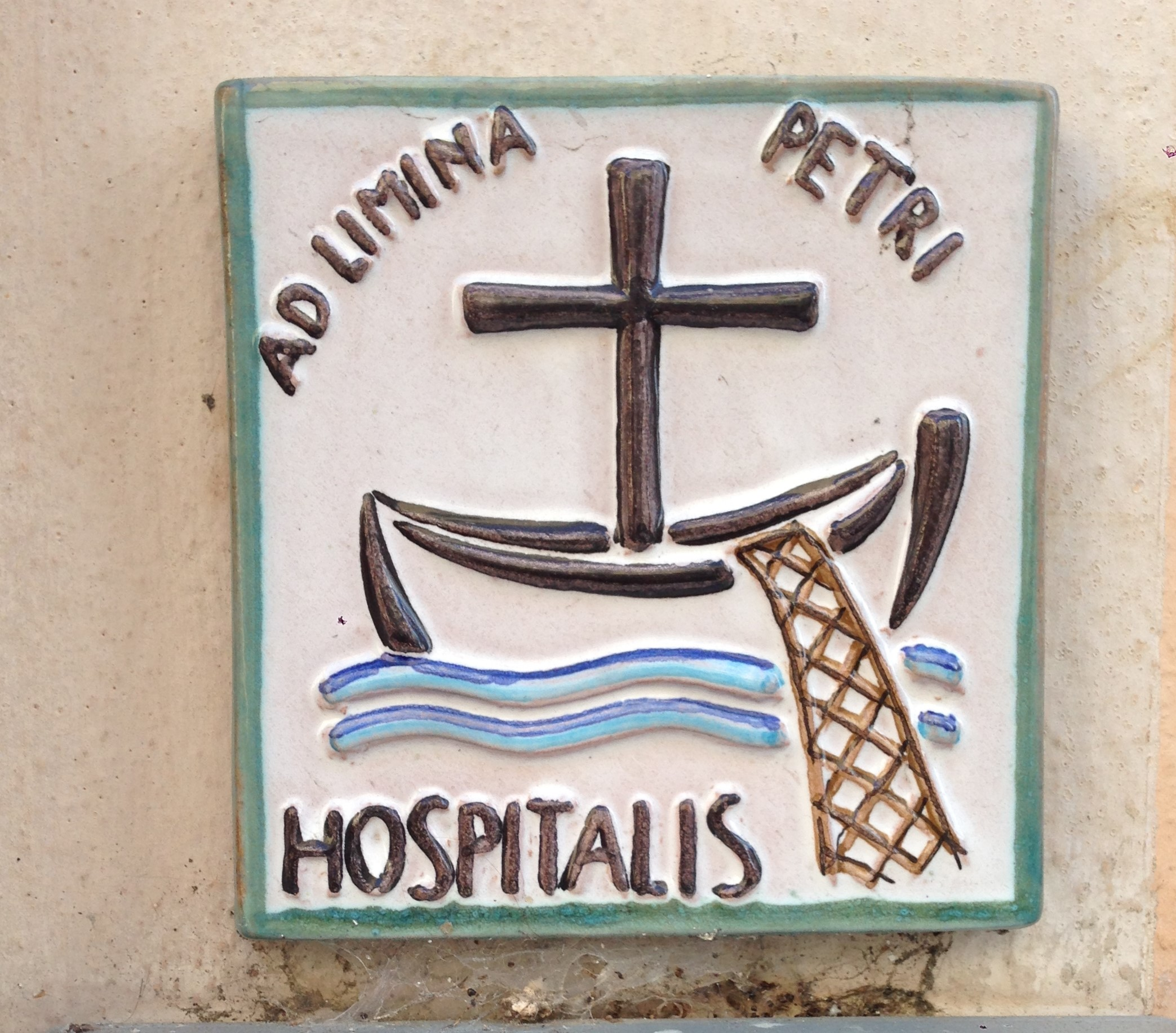
Símbolo de albergue para los peregrinos a la tumba de san Pedro.

Las infraestructuras de alojamiento también resultan muy diferentes dependiendo del país y no alcanzan el nivel que tiene actualmente el Camino de Santiago. Hoy en día (2016), varias asociaciones ponen gratuitamente a disposición de los peregrinos amplios listados de alojamientos, tanto para la ruta completa («urcamino»), el cantón suizo de Valais e Italia (AEFV) o exclusivamente para el tramo italiano (Camminando sulla Via Francigena, Ad Limina Petri). Las instalaciones de acogida se pueden clasificar en dos tipos: una «para peregrinos» muy económica, formada por instituciones religiosas, albergues y pensiones y otra «para turistas», compuesta por alojamientos bed and breakfast, casas rurales y hoteles.

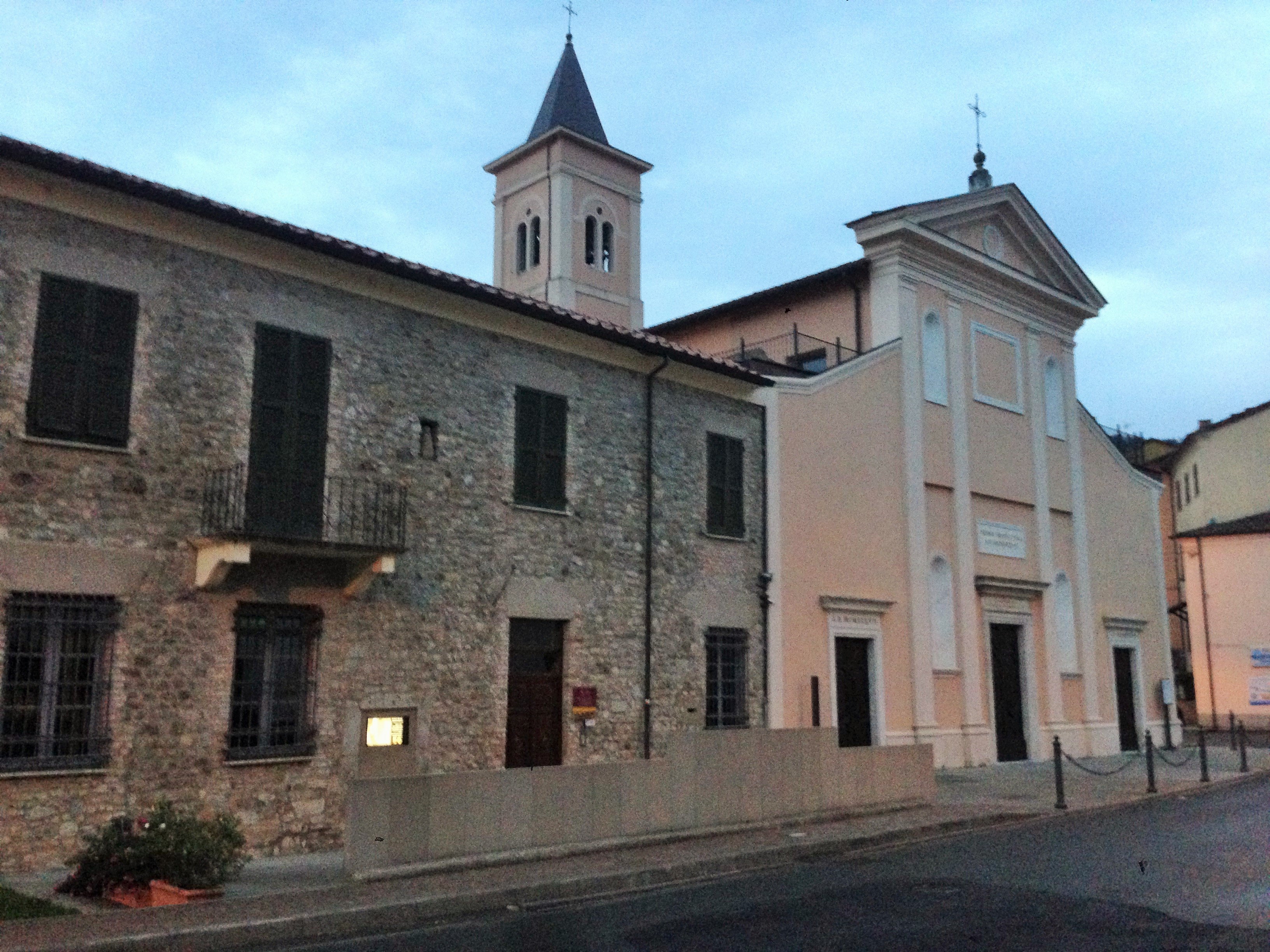
La Abazzia di San Caprasio en Aulla (Italia) cuenta con un albergue para peregrinos.

En Francia los albergues para peregrinos son escasos y solo unos pocos monasterios proporcionan alojamiento. La infraestructura se basa mayoritariamente en casas rurales, hostales, hoteles y cámpings.
En Suiza tampoco existen casi albergues proporcionados por instituciones religiosas, y las posibilidades para pernoctar se basan en el uso de alojamientos turísticos como en Francia. Los alojamientos para peregrinos se hallan principalmente en el cantón de Valais.
En Italia, al contrario, la ruta dispone de una amplia red de alojamientos específicos para peregrinos, ofrecida mayoritariamente por instituciones religiosas, cuya comodidad puede variar desde un colchón en el suelo hasta habitaciones individuales. Las tarifas suelen ser de dos tipos: prefijadas (entre 10 y 20 euros) o bien a offerta (la voluntad) En este tipo de establecimientos, la pernoctación se realiza en literas dentro de habitaciones compartidas y con baños comunes. Igualmente, un buen número de ellos tiene concertado con restaurantes cercanos un «menú del peregrino» a precio económico.

## Recorrido actual de la Vía Francígena

### Reino Unido

Trazado de la Vía Francígena en la región de Kent.

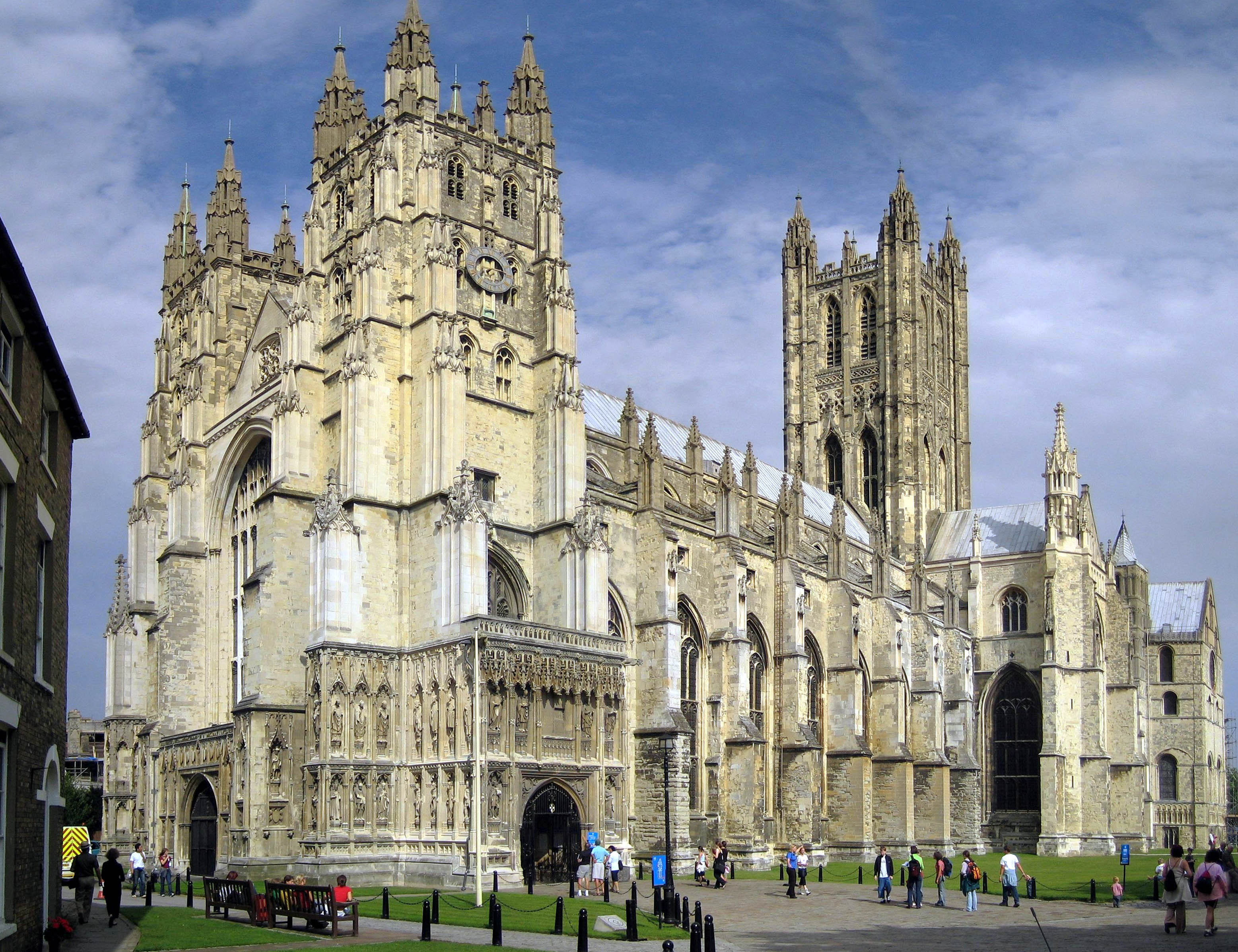
La Catedral de Canterbury. Desde esta ciudad partió Sigerico para su viaje a Roma.

El trazado actual de la Vía Francígena cuenta con un pequeño trayecto en el Reino Unido —entre las poblaciones de Canterbury y Dover— que se realiza en una sola etapa de 31 km por terreno de suaves colinas en los que se asciende 230 m y se desciende 231 m. Su inclusión dentro del recorrido se debe a que la primera ciudad fue el lugar de partida de Sigerico y, aunque no la cite en la crónica de su viaje, tuvo que realizar esta etapa para regresar a su diócesis. 
Canterbury ha sido, desde la llegada en el año 597 del misionero Agustín, el centro de la religión cristiana en Gran Bretaña. Como tal, fue en la Edad Media un importante destino de peregrinación por albergar las sepulturas de este apóstol de Inglaterra y la de Tomás Becket. Esto hizo que su catedral fuera un punto habitual de paso y reunión para los peregrinos de Gran Bretaña que afrontaban el viaje a Roma, peregrinación muy popular en la Inglaterra anglosajona. La etapa en el Reino Unido se puede considerar que representa el trayecto desde este significativo lugar hasta el puerto de embarque hacia el continente.

### Francia

#### Norte-Paso de Calais

Trazado de la Vía Francígena en la región de Norte-Paso de Calais.

La primera región francesa en ser atravesada por la Vía Francígena es la de Norte-Paso de Calais, en la que discurre a lo largo de cerca de 190 km que se pueden dividir en nueve etapas. El recorrido es relativamente plano y durante todo él se debe subir un acumulado de 1140 m y bajar 1023 m. La población más importante durante el trayecto es Arrás con 42 000 habitantes.
El inicio de la ruta presenta dos opciones. La primera es por la costa desde Calais hasta Wissant, en cuyas inmediaciones se situaba la estación LXXX Sumeran, última de las reseñadas por Sigerico. En este lugar existía desde tiempos romanos un importante puerto de embarque para Inglaterra, que fue perdiendo importancia desde el siglo XVI a favor del puerto de Calais. La opción alternativa es saltarse esta etapa y dirigirse directamente a Guînes siguiendo el trazado de un canal. Tras esta población, continúa atravesando la región en dirección sureste hasta Arrás y posteriormente al límite con Picardía.

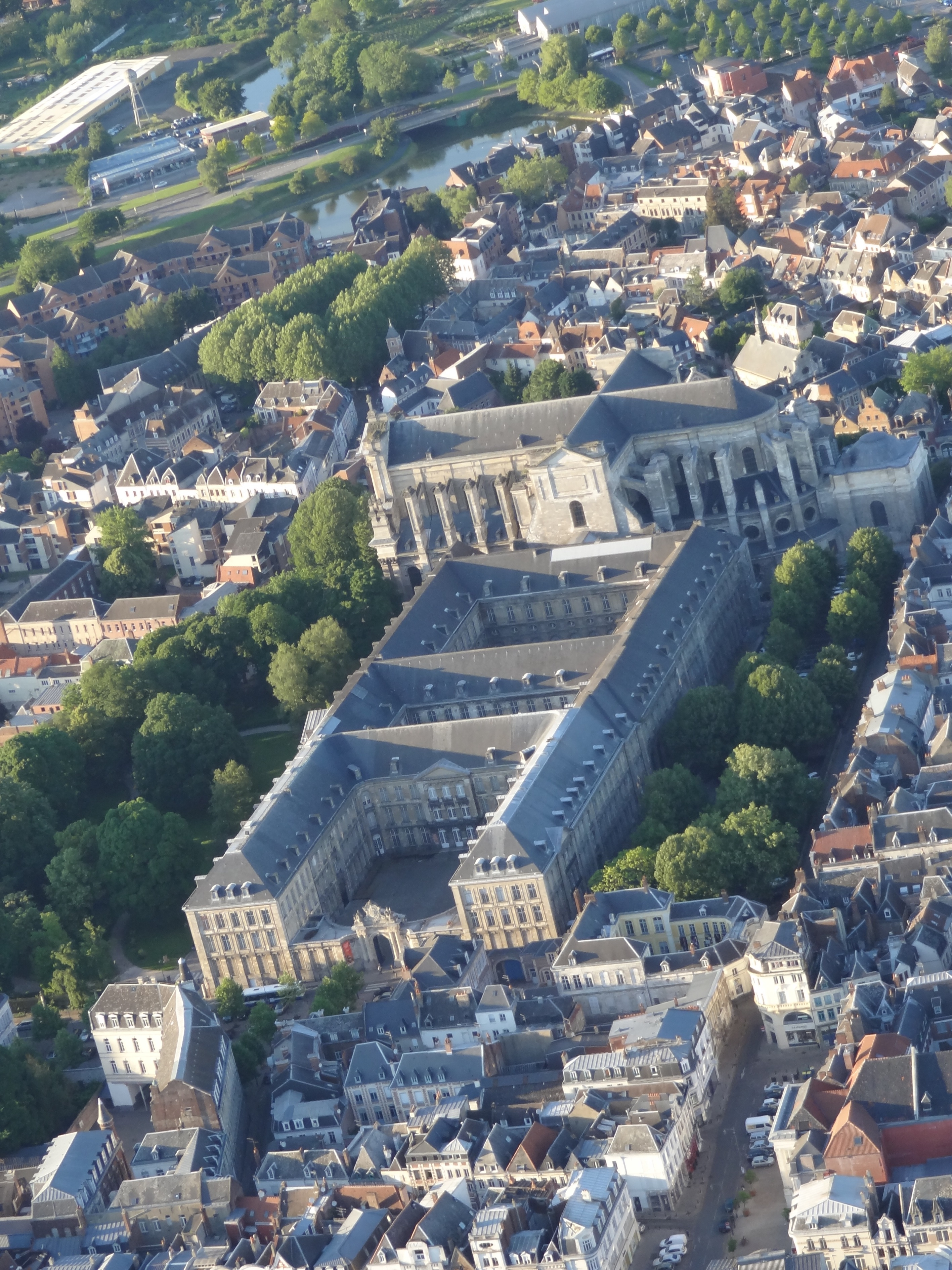
Catedral y abadía en Arrás.

La escasa señalización, el trazado a través de caminos campestres y la tipología de alojamiento para peregrinos hacen recomendable planificar cada tarde la ruta del día siguiente.
Desde Therouanne (antigua población romana) hasta Arrás, la ruta serpentea por caminos rurales junto a la carretera denominada Chaussée Brunehaut —heredera de una antigua calzada romana—, lo que permite utilizarla en ocasiones para acortar distancias gracias a su trazado rectilíneo.
Son reseñables durante el trayecto, la etapa inicial junto a la costa que atraviesa el parque natural denominado Caps et Marais d'Opal por donde la ruta discurre durante algunas etapas; la presencia de cementerios militares provenientes de las luchas que se desarrollaron en esta zona durante las guerras mundiales., así como una antigua cuenca minera que comenzó a explotarse a mediados del siglo XIX y de la que una multitud de elementos han sido catalogados como Patrimonio de la Humanidad.
Igualmente son dignos de mención la ciudad de Arrás con varios elementos (ciudadela y Ayuntamiento) declarados también Patrimonio de la Humanidad o la casa natal de Benito José Labre —patrón de los peregrinos— en Amettes (un pequeño pueblo de 500 habitantes que desde el Jubileo de la Misericordia cuenta con una puerta santa en su iglesia).
Arrás es el primer punto de encuentro con los Caminos de Santiago que la Vía Francígena tiene a lo largo de su recorrido; en este caso con la ruta denominada Route des Pays-Bas que viene desde Ámsterdam y Brujas en dirección a París.

#### Picardía

Trazado de la Vía Francígena en la región de Picardía.

En la región de Picardía ,la vía recorre un corto trayecto de 132 km dividido en cinco etapas. El trazado continúa siendo mayoritariamente plano, ya que el total de subida son 700 m y de bajada 732 m. La ruta sigue hacia el sureste con el objetivo de alcanzar la ciudad de Reims, ya en la región de Champaña-Ardenas. En su trayecto atraviesa tres ríos importantes: Somme, Oise y Aisne.

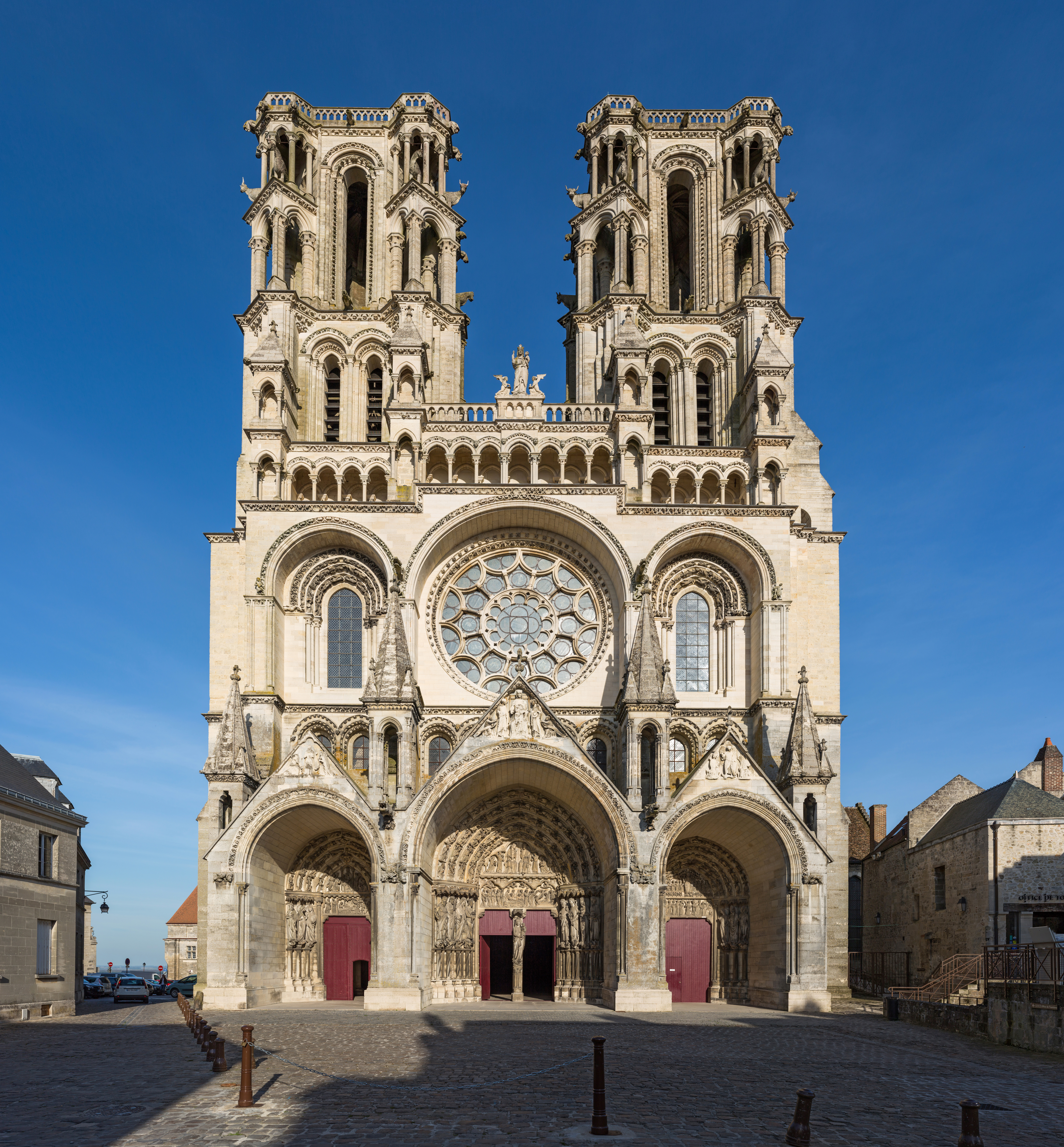
Catedral de Laon.

La ruta continúa entre comarcas muy marcadas por las pasadas guerras mundiales y en cuyos campos todavía se siguen encontrando las denominadas «cosechas de hierro», restos del armamento usado en aquellas.
Poco después de entrar en la región, la ruta alcanza Péronne, situada a orillas del río Somme y que fue completamente destruida en la guerra. Como en la región anterior, el trazado y la estructura de las etapas también varían según la guía que se consulte y se presentan varios recorridos alternativos en función de pasar o no por San Quintín.
Tras Péronne, la ruta cruza el río Somme en Seraucourt-le-Grand y el Oise en Tergnier para llegar a Laon, la principal ciudad por la que pasa en Picardía. Esta es una población de 25 000 habitantes que cuenta con una notable catedral. Tras esta localidad continúa para cruzar el río Aisne a la altura de Berry-au-Bac junto al límite con Champaña-Ardenas.
La Vía Francígena se vuelve a cruzar en esta región con otro de los Caminos de Santiago, en concreto con el denominado Route du Danemark que parte de Aarhus para llegar a París y conectar con el camino de Tours.

#### Champaña-Ardenas

Trazado de la Vía Francígena en la región de Champaña-Ardenas.

En la región de Champaña-Ardenas, la Vía Francígena recorre 259 km que se pueden dividir en ocho etapas, durante las que se sube un total de 1710 m y se bajan 1330 m. La ruta prosigue hacia el sureste en dirección al macizo del Jura y atraviesa el río Marne a la altura de Châlons-en-Champagne.

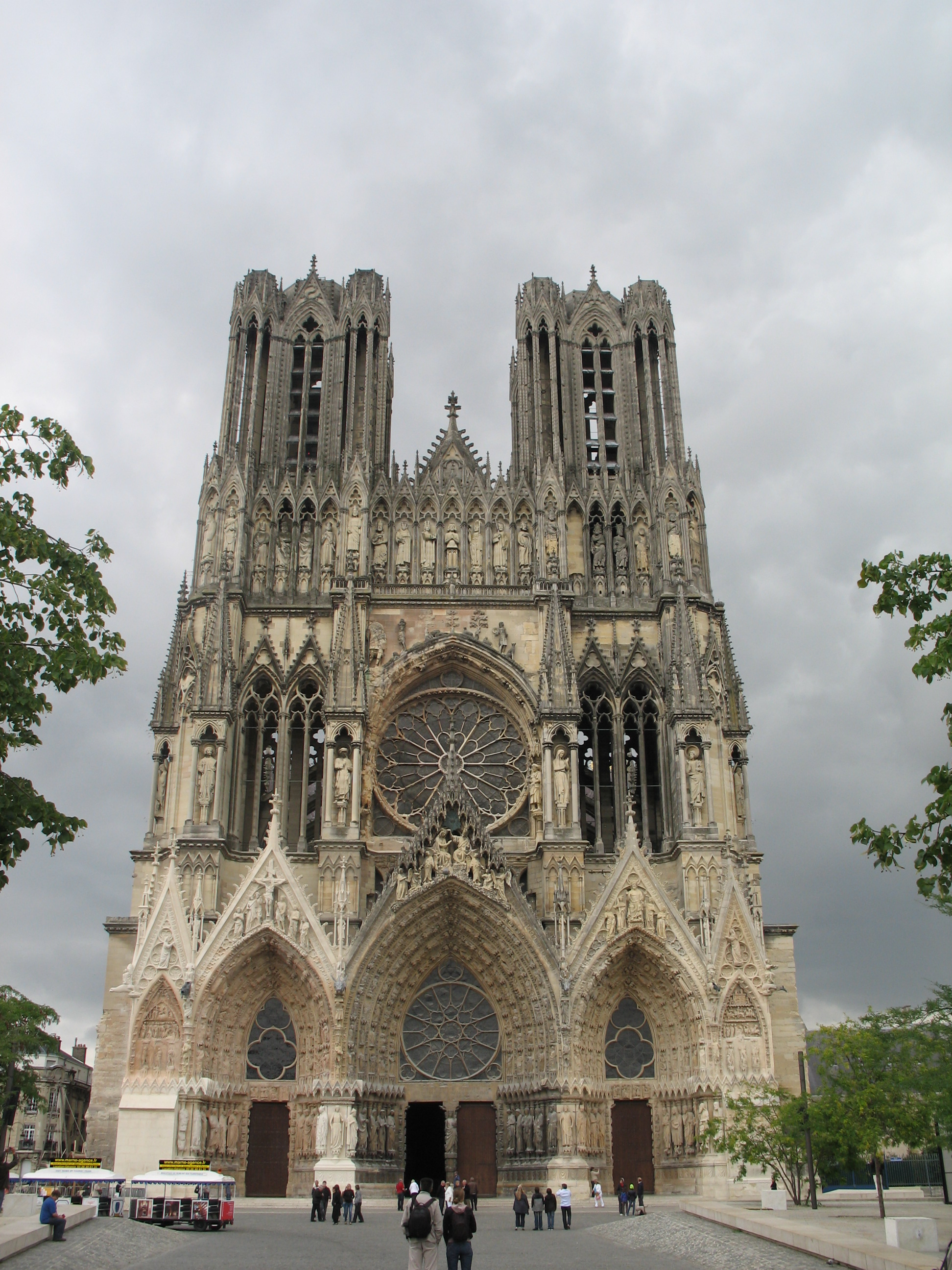
La Catedral de Reims.

En este tramo de la ruta se encuentra Reims, la ciudad más importante de la parte francesa, y es de destacar también Châlons-en-Champagne con 46 000 habitantes. 
La ruta en esta zona está señalizada en su mayor parte como la GR-145, aunque el trazado propuesto y la división en etapas varía según la guía que se consulte. Entre Trepail y Châlons-en-Champagne el itinerario coincide con un Camino de Santiago que conduce a Vezelay, bien señalizado como GR-654 y con el que vuelve a cruzarse poco después en Bar-sur-Aube.
En esta región siguen presentes los restos de las pasadas guerras mundiales que pueden observarse junto a la ruta y entre los que destaca el cementerio militar cerca de Sillery. La ciudad de Reims cuenta con varios monumentos declarados Patrimonio de la Humanidad, entre los que destaca su histórica catedral. A la salida de la población, la ruta pasa junto a la Colline Saint-Nicaise, recientemente clasificada por la Unesco, y seguidamente, una vez pasado Sillery, discurre por el parque natural de la Montagne de Reims hasta Ambonnay. Más avanzado el camino, en Châlons-en-Champagne, se encuentra la colegiata de Notre-Dame-en-Vaux, la cual también está incluida en el Patrimonio de la Humanidad como parte de los Caminos de Santiago en Francia. Poco después de Bar-sur-Aube, en Clairvaux la ruta pasa posteriormente por las cercanías de la histórica abadía de Claraval, fundada por Bernard de Fontaine en 1115.
El territorio de Champaña fue famoso en la Edad Media por las ferias que tenían lugar en él y que atraían a comerciantes italianos y flamencos. En Bar-sur-Aube —una de las poblaciones atravesadas por la Vía Francígena— se celebraba una feria anual durante el mes previo a la Semana Santa.

#### Franco Condado

Trazado de la Vía Francígena en la región de Franco Condado.

En la región de Franco-Condado, la Vía Francígena discurre por un total de 210 km que se pueden dividir en ocho etapas durante las que se sube un total de 2730 m y se bajan 2129 m. La ruta continúa en dirección sureste a la búsqueda de Besanzón desde donde afronta el cruce del macizo del Jura, la primera de las tres formaciones montañosas que atraviesa la Vía Francígena (las otras dos son los Alpes y los Apeninos). Dicha cadena montañosa se cruza por el denominado Cluse de Pontarlier, un paso de montaña utilizado ya en tiempos prerromanos y que desde época medieval era vigilado por el Fort de Joux. La familia Joux fue una saga de señores feudales que se enriquecieron con el cobro de peaje a los que utilizaban dicho paso. La ruta franquea en esta región los ríos Saona y Doubs, este último dos veces.

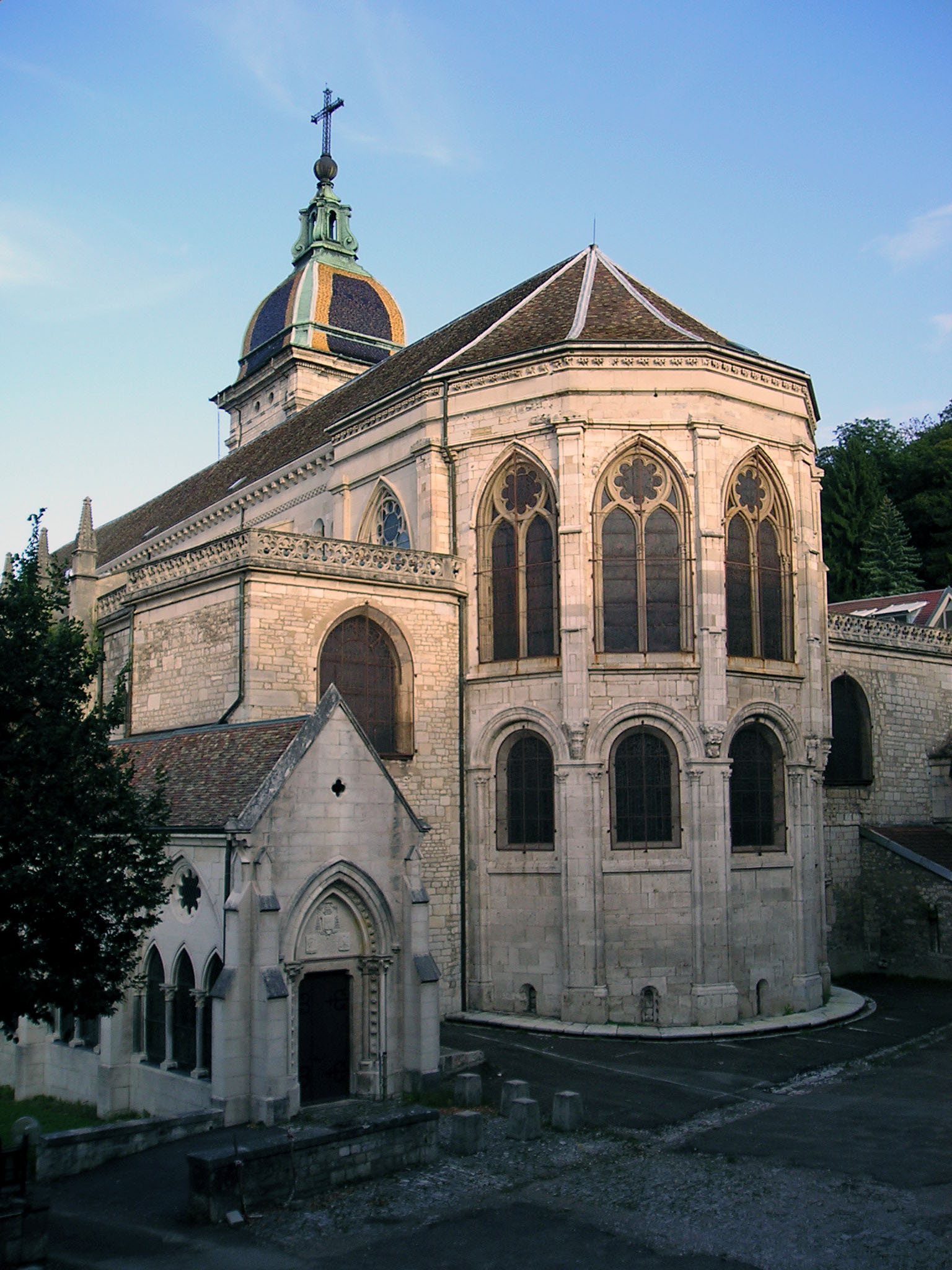
Catedral en Besanzón.

De manera similar a las secciones anteriores en Francia, se hace recomendable aprovisionarse de comida y bebida para evitar problemas en caso de atravesar largos tramos sin encontrarlas. Igualmente, se siguen dando varias alternativas de trazado y división de etapas según la guía que se consulte.
El recorrido discurre inicialmente por carreteras locales cerca del pequeño río Salon hasta cruzar el Saona a la altura de Mercey-sur-Saône; continua por el mismo tipo de carretera hasta llegar a Besanzón, punto central de la ruta en la región y donde cruza el río Doubs por primera vez. Después de esta ciudad, la ruta comienza a utilizar más los senderos en detrimento de las vías asfaltadas hasta llegar a Ouhans tras lo que continúa por carretera local para alcanzar Pontarlier y continuar por sendero hasta La Cluse-et-Mijoux; desde aquí hasta la frontera suiza prosigue otra vez por carretera.
El trayecto en esta región es de una notable belleza paisajística y también es de destacar la ciudad de Besanzón con elementos declarados Patrimonio de la Humanidad. El Franco-Condado es un remanente del antiguo reino de Borgoña que tras perder su independencia osciló entre la pertenencia a Francia y su inclusión dentro del Sacro Imperio Germánico. Reflejo de este pasado es el estilo arquitectónico borgoñón que se puede observar durante la ruta. Al igual que en las anteriores regiones francesas atravesadas por la Vía Francígena, en esta se vuelve a cruzar con el Camino de Santiago en Gy y Besanzón.

### Suiza

#### Cantón de Vaud

Trazado de la Vía Francígena en el cantón de Vaud.

Vaud es el primero de los dos cantones que la Vía Francígena atraviesa en Suiza. A diferencia del anterior, en este país sí que existe un trazado considerado como «oficial» y con una excelente señalización lo que evita las alternativas de trazado que se dan en Francia. Este trazado considerado como «oficial» es la ruta n.º 70, que forma parte de la red de caminos helvética.

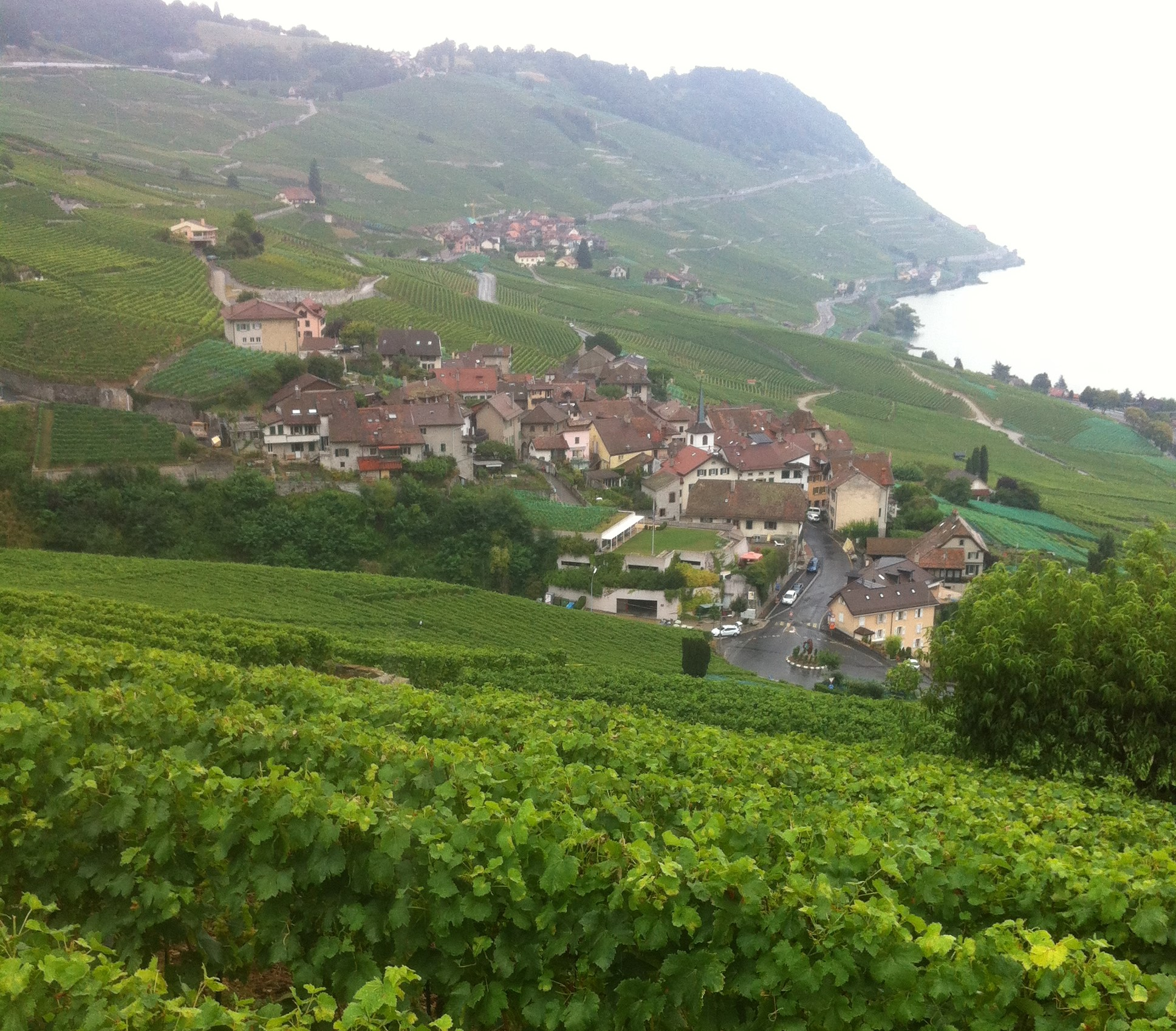
Viñedos en terraza de Lavaux por los que pasa la Vía Francígena en Vaud.

La ruta dentro del cantón de Vaud tiene un recorrido de 134 km que se dividen en seis etapas durante las que se asciende un total de 1220 m y se descienden 1872 m. Se centra en la ciudad de Lausana al borde del lago Lemán, lugar donde convergen las rutas jacobeas que atraviesan el país alpino; de hecho, entre Saint-Sulpice y aquella localidad, el recorrido es común y se da la posibilidad de cruzarse con peregrinos a Compostela caminando en la dirección contraria. También es importante Vevey a la orilla de dicho lago, población donde llegaba una ruta proveniente de Alemania por el valle del Rin.
El recorrido se inicia completando el descenso del macizo del Jura para llegar a Yverdon-les-Bains al borde del lago Neuchâtel. A partir de ahí, se discurre por suaves colinas hasta llegar al lago Lemán a la altura de Saint-Sulpice desde donde transita por la orilla del lago hasta Montreux, para continuar por el valle del río Ródano con el objetivo de iniciar el cruce de los Alpes.
La Vía Francígena dentro de este cantón ofrece una notable belleza paisajística, especialmente al cruzar los viñedos en terraza de Lavaux, una de las dos áreas geográficas (la otra es el Valle de Orcia) declaradas como Patrimonio de la Humanidad que atraviesa la vía en todo su recorrido. También es reseñable el castillo de Chillon, una fortaleza construida a la orilla del lago para controlar la entrada al paso alpino de San Bernardo
y que hoy en día es uno de los monumentos nacionales suizos más visitados.

#### Cantón de Valais

Trazado de la Vía Francígena en el cantón de Valais.

El cantón de Valais es el segundo y último que atraviesa la Vía Francígena en Suiza. La ruta recorre en este cantón un corto trayecto de 80 km que se dividen en cinco etapas durante las que se asciende un total de 3490 m y se descienden 1437 m. El recorrido continúa por la ruta suiza n.º 70 y representa el ascenso a los Alpes a través de los valles que conducen al paso del Gran San Bernardo. Las etapas durante este recorrido van siendo más cortas, sobre todo al final, debido al esfuerzo físico que suponen los largos tramos de ascenso.

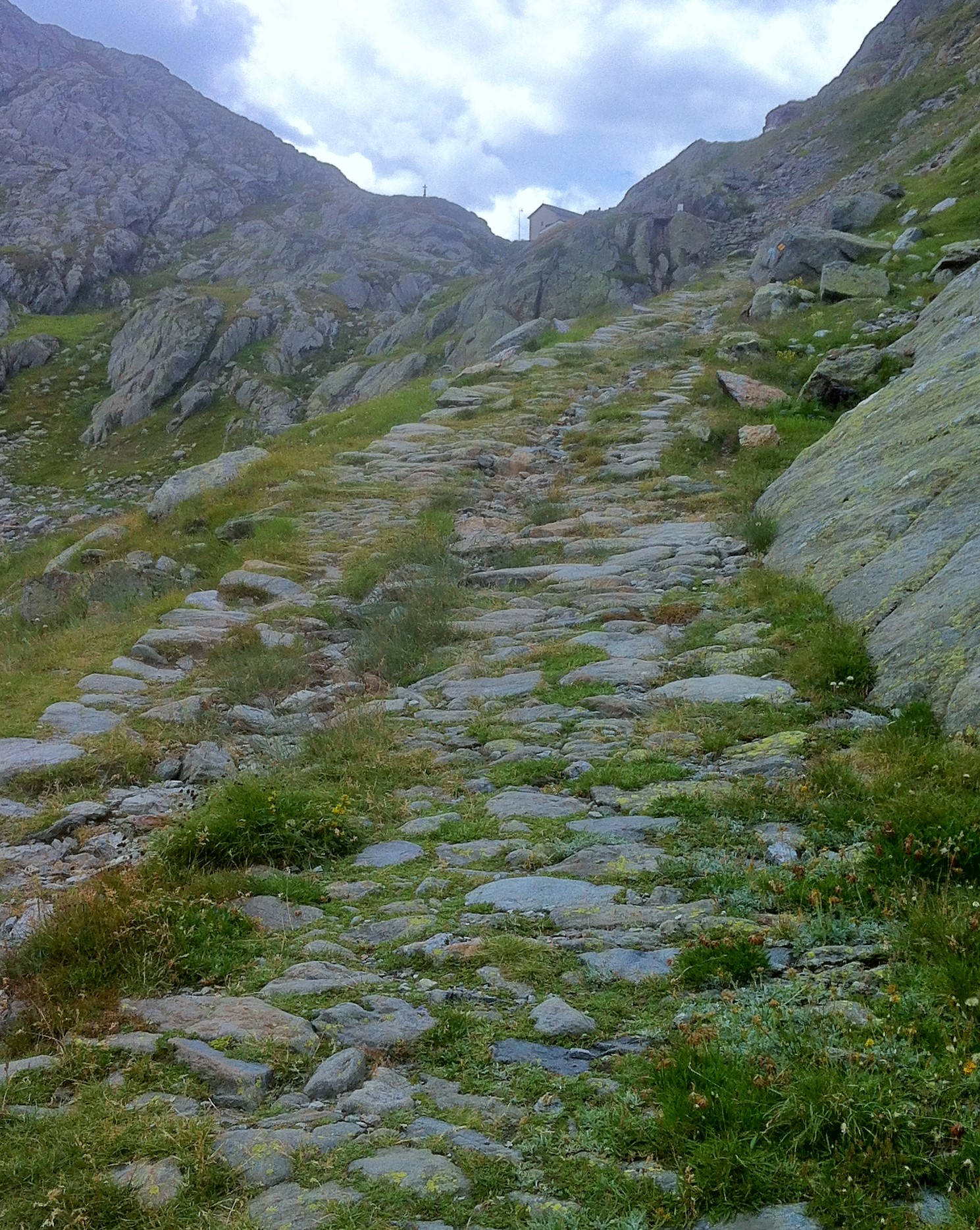
Tramo final del camino que asciende al Gran San Bernardo.

La ruta encuentra la población de San Mauricio al inicio de su recorrido en Valais. En esta localidad se encuentra la abadía territorial de San Mauricio, la más antigua de Europa occidental en funcionamiento. De hecho, esta institución celebró en 2015 su 1500 aniversario.
La siguiente parada a San Mauricio es Martigny, antigua ciudad romana que tuvo una vital importancia para el control del paso del Gran San Bernardo. En esta población se abandona el valle del Ródano y se inicia propiamente el ascenso a dicho puerto de montaña mediante un recorrido de 45 km —con subida de 2640 m y bajada de 640 m— que se realiza en tres etapas con paradas intermedias en Orsières y Bourg-Saint-Pierre. Los diez primeros kilómetros entre Martigny y Sembrancher discurren por la ladera de un estrecho desfiladero y tienen la peculiaridad de ser considerados como los más peligrosos de toda la Vía Francígena por lo que, en caso de mal tiempo, se recomienda utilizar el tren para salvar este tramo.
La posibilidad de ascenso al paso del Gran San Bernardo está limitada por la climatología —de hecho, este puerto de montaña se cierra entre octubre y mayo dependiendo de las condiciones meteorológicas— por lo que, en caso de no ser recomendable a la subida a pie, se puede tomar un autobús entre Bourg-Saint-Pierre y Aosta que circula por el túnel existente para salvar el puerto. Esta limitación es determinante para establecer la fecha de inicio del viaje por parte de los peregrinos si se quiere cruzar el paso por uno mismo.
Llegar al paso del Gran San Bernardo situado a una altitud de 2473 m s. n. m. tiene una notable carácter simbólico, no solo por el esfuerzo que hay que realizar y por lo impresionante del lugar, sino también porque representa la mitad del recorrido entre Canterbury y Roma. En este lugar se sitúa uno de los más famosos albergues de toda la vía que fue fundado por Bernardo de Menthon hacia el año 1050 y que ha permanecido en funcionamiento ininterrumpido desde entonces regentado por la Congregación de Canónicos del Gran San Bernardo.

### Italia

#### Valle de Aosta

Trazado de la Vía Francígena en el Valle de Aosta.

El Valle de Aosta es la primera región que atraviesa la Vía Francígena en Italia. Cuenta con un estatuto especial dentro de este país y en la Edad Media formó parte del reino de Arlés junto a la parte de Suiza atravesada por la ruta y el territorio de Francia alrededor de Besanzón. La vía recorre en esta región un total de 94 km que se dividen en cinco etapas. Los tramos en descenso suman 3723 m y los de ascenso 1595 m. Las partes de ascenso se deben a que, en varios segmentos, la ruta sube y baja por la ladera de la montaña por la imposibilidad de usar la carretera que discurre por el fondo de los valles.

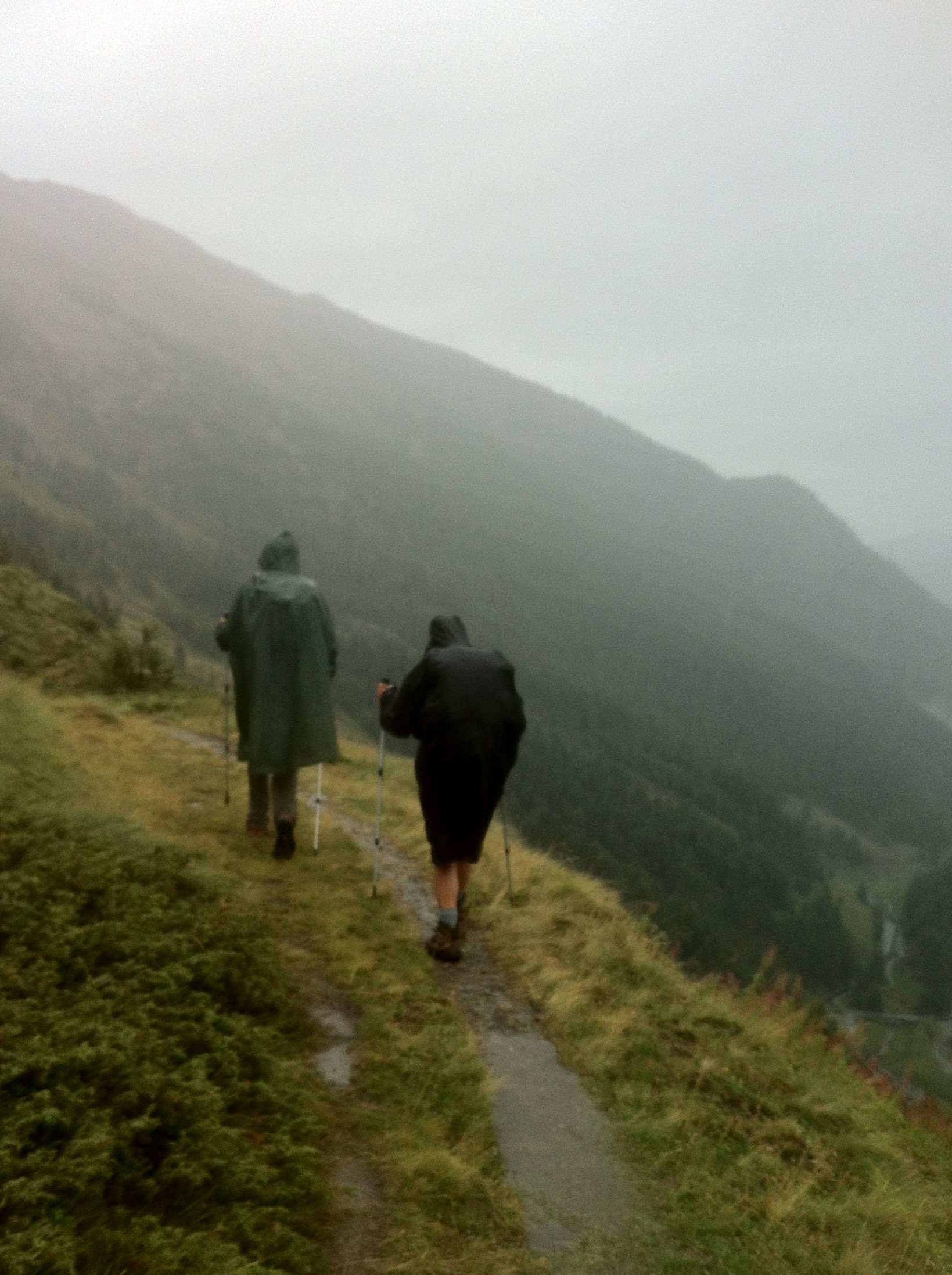
Dos peregrinos bajando el Gran San Bernardo.

Si el recorrido anterior en el cantón de Valais representaba el ascenso a los Alpes, el del Valle de Aosta representa el descenso de esta cordillera. En los primeros kilómetros el camino baja de manera pronunciada hasta cerca de Saint-Rhémy-en-Bosses y a partir de ahí utiliza los valles de varios torrentes (torrente del Gran San Bernardo, Artanavaz y Buthier) para llegar a Aosta desde donde continúa por el valle del río Dora Baltea hasta Pont-Saint-Martin e Ivrea (ya en Piamonte).
El recorrido por el Valle de Aosta es de una notable belleza por los paisajes alpinos. Destacan además, la población de Aosta con sus ruinas romanas —la ruta inicia su salida de la ciudad pasando por la Porta Pretoria y el arco de Augusto— así como Pont-Saint-Martin con un notable puente romano. Antes de la llegada a esta población, se pasa por uno de los puntos más típicos de la Vía Francígena: un pequeño tramo en el que se camina por la antigua vía romana pasando bajo un arco excavado en la piedra. Durante el trayecto pueden observarse también numerosas fortalezas remanentes de un pasado medieval fuertemente feudalizado.

#### Piamonte

Trazado de la Vía Francígena en la región de Piamonte.

La Vía Francígena en la región de Piamonte tiene un corto trayecto de 85 km que se recorren en cuatro etapas. Los tramos de bajada suman un descenso de 820 m y los de subida un ascenso de 614 m. Representa el final de la salida de los Alpes y la entrada en la llanura padana por la que se dirige hacia el este en dirección a la ciudad de Pavía, antigua capital lombarda. La ruta en esta región se centra en Vercelli, punto de encuentro con otras Vías Romeas y Caminos de Santiago así como comienzo de la Vía Francígena propiamente dicha. Esta población es actualmente el inicio —o final— de la ruta denominada «Vía Alta» o «Vía Domitia» la cual pasa por Turín, cruza los Alpes por el Colle del Monginevro y llega a Arlés donde empalma con la Vía Tolosana. Un buen número de peregrinos italianos con destino Compostela recorren la Vía Francígena en sentido inverso hasta llegar aquí, por lo que a partir de este punto es común cruzarse con ellos caminando en la dirección contraria. Esta ruta hace posible también que, desde España y usando los Caminos de Santiago, sea posible llegar a Roma (ver más delante el apartado al respecto).

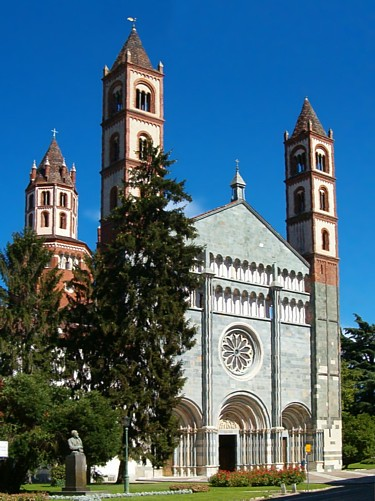
Basilica di Sant'Andrea en Vercelli.

En las primeras dos etapas el relieve es algo ondulante y pasa a ser completamente llano en las posteriores. Cerca de Vercelli se entra de lleno en una amplia zona de arrozales por donde discurrirá el camino durante las etapas posteriores. La gran cantidad de agua estancada hace que, durante el recorrido, los mosquitos sean una presencia constante. La ruta serpentea por senderos con el fin de evitar la carretera lo que alarga el trayecto respecto a lo que tuvo que ser el recorrido original.
Destaca durante este tramo el lago Viverone, junto a la población homónima, así como los centros urbanos de Ivrea y Vercelli las localidades más importantes del camino dentro de la región piamontesa. Por otro lado son llamativas las denominadas «torre reloj» o «torre campanaria» que se encuentran en varios pueblos y por debajo de las cuales suele pasar la vía.

#### Lombardía

Trazado de la Vía Francígena en la región de Lombardía.

La Vía Francígena en Lombardía continúa atravesando la llanura padana en dirección este para buscar el punto de cruce del río Po. El tramo en esta región tiene como eje central a Pavía, antigua capital del reino lombardo. El trayecto en Lombardía tiene 127 km que se completan en seis etapas. El desnivel durante el recorrido es mínimo, acorde con la naturaleza de la planicie que se atraviesa: un total de 102 m de subida y 182 m de bajada.

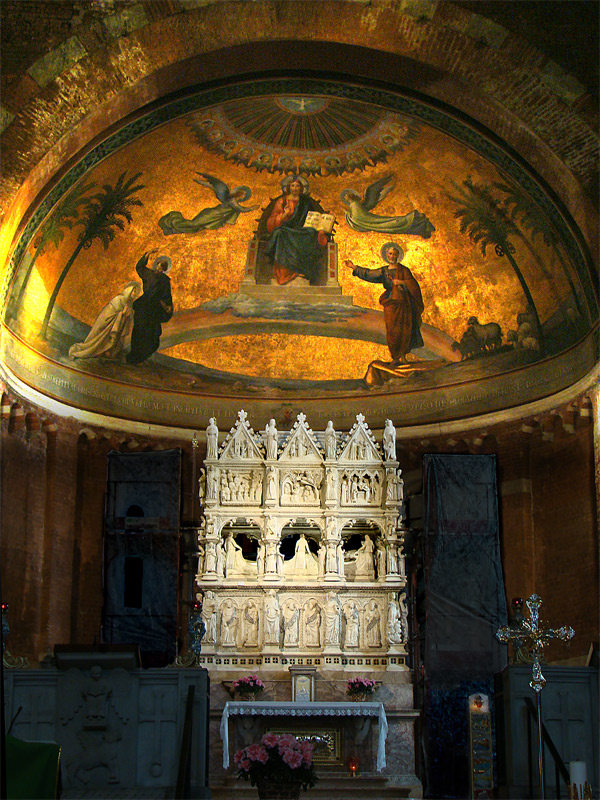
Mausoleo de Agustín de Hipona en Pavía.

El camino prosigue entre cultivos agrícolas, principalmente arrozales durante las primeras etapas. Tiene en Mortara uno de sus puntos destacados; cerca de la localidad se encuentra la abbazia di Sant'Albino fundada en el siglo V y que actualmente ofrece alojamiento a los peregrinos de la Vía Francígena.
Pavía es la localidad más importante en este tramo. Al llegar a ella se atraviesa un parque natural y se cruza el río Ticino por un bello puente cubierto. La ciudad de 72 000 habitantes cuenta con un destacado centro histórico y en una de sus iglesias —San Pietro in Ciel d'Oro— se encuentran los restos atribuidos a Agustín de Hipona conservados en un notable mausoleo. Tras esta ciudad, el camino se dirige hasta Orio Litta desde donde se procederá al cruce del Po.

#### Emilia-Romaña

Trazado de la Vía Francígena en la región de Emilia-Romaña.

La Vía Francígena en Emilia-Romaña recorre un total de 148 km divididos en seis etapas. El tramo en esta región representa el final del cruce de la llanura padana y el ascenso de los Apeninos. Esto hace que la orografía sea bien diferente entre las dos mitades: las tres primeras etapas del recorrido continúan siendo prácticamente planas (123 m de ascenso y 110 m de descenso) mientras que las tres últimas cuentan con tramos de subida y bajada que suponen un ascenso total de 2417 m y un descenso de 1451 m. De hecho, la 5.ª etapa Fornovo di Taro-Cassio es la etapa de toda la Vía Francígena en la que los tramos de subida suponen el mayor ascenso acumulado: 1102 m.

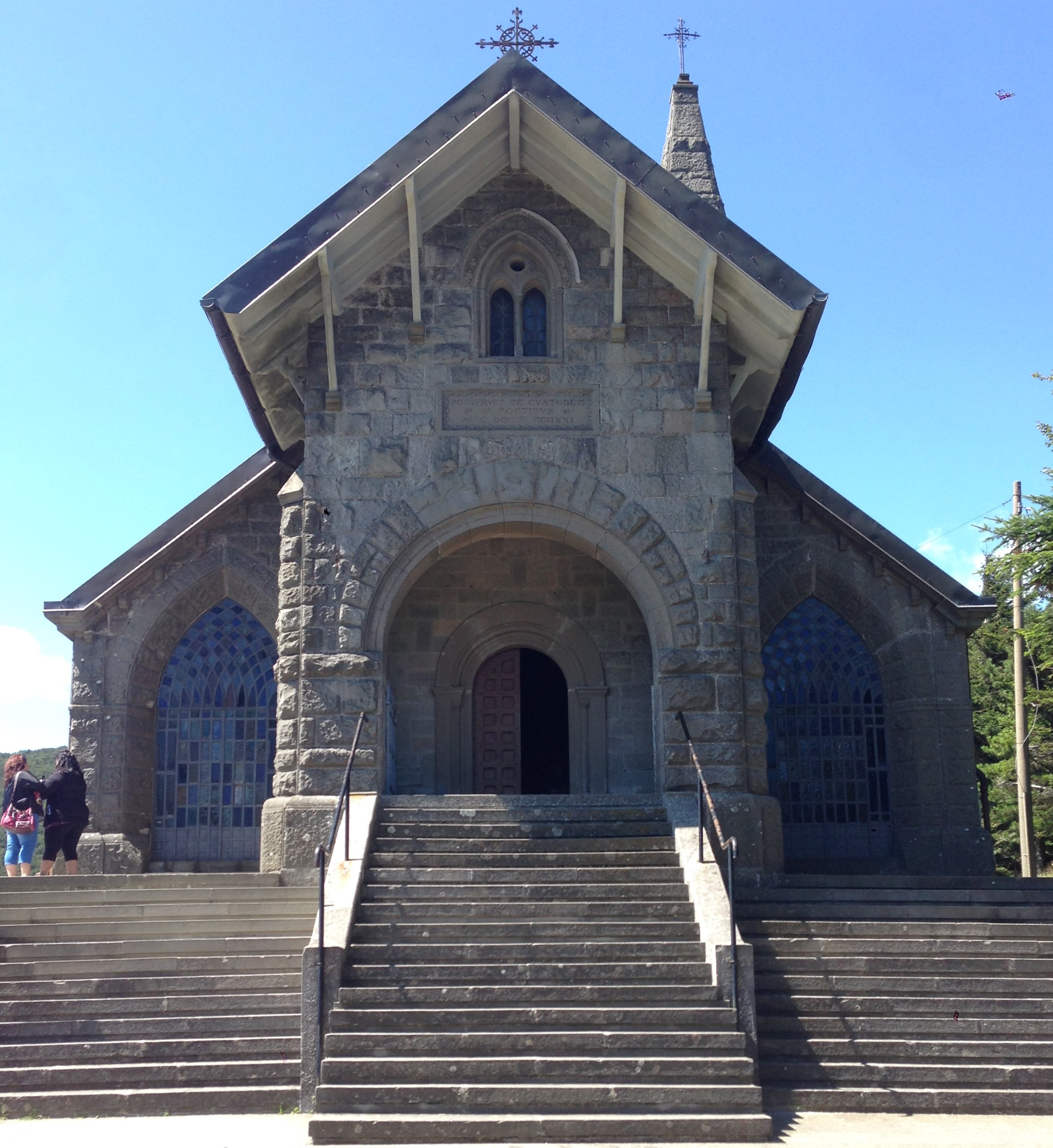
Ermita de Nostra Signora della Guardia situada en el paso de la Cisa.

También la entidad de las poblaciones es diferente entre ambas mitades. En la primera se pasa por Plasencia con 102 000 habitantes, Fiorenzuola d'Arda con 15 400 hab. y Fidenza con 26 600 hab.. En la segunda mitad, en cambio, las localidades que se atraviesan son de pequeña entidad hasta llegar al paso de la Cisa.
El trayecto en esta región comienza con una de las etapas más destacadas de toda la Vía Francígena. Durante ella se cruza el río Po en una barca conducida por Danilo Paresi; persona que se ha convertido en famosa por su servicio a los peregrinos y además regenta un albergue. También mantiene una estadística de los cruces realizados desde 1998 tanto en dirección Roma como en dirección Santiago de Compostela.
Plasencia es la mayor ciudad que atraviesa la ruta en esta región y es muy conocida por la denominada Piazza dei Cavalli además de por su catedral. Aparte de esta ciudad, es notable la población de Fidenza. En ella tiene su sede la Asociación Europea de las Vías Francígena y en el exterior de su catedral de San Donino se encuentra un relive de peregrinos camino a Roma que se ha convertido en una imagen icónica de la Vía Francígena.
El ascenso a los Apeninos ocupa la segunda mitad del tramo en esta región y permite contemplar unos paisajes más bellos que en las etapas anteriores. Culmina con la llegada al citado paso de la Cisa situado a 1041 m s. n. m. y donde el camino abandona Emilia-Romaña para comenzar en Toscana.

#### Toscana

Trazado de la Vía Francígena en la región de Toscana.

Toscana es la región en la que la Vía Francígena recorre más distancia en todo su trayecto, un total de 368 km divididos en catorce etapas. Debido a su orografía de colinas, el recorrido es bastante fatigoso con constantes tramos de subida y bajada que suponen un ascenso acumulado de 5887 m y un descenso de 6151 m.
La ruta comienza hacia el sur descendiendo el Apenino durante las tres primeras etapas hasta llegar al nivel del mar junto a Avenza. Poco antes de esta población, pasa por Sarzana, localidad desde donde —al igual que en la anterior Vercelli— parte un camino hacia el norte en dirección a Santiago de Compostela. Esta es la denominada Via della Costa o Vía Aurelia que llega por Génova hasta la frontera francesa en Ponte San Ludovico donde conecta con la ruta GR-653-A la cual continúa por Menton para llegar a Arlés donde conecta con la Vía Tolosana. Esta vía es una alternativa a la anteriormente citada «Via Alta» o «Via Domitia» como manera de peregrinar desde España con destino Roma.
Después de Avenza, la ruta abandona la costa y se dirige hacia el interior recorriendo el área de las famosas minas de mármol de Carrara tras lo que llega a Lucca, ciudad de gran belleza y la primera de las dos importantes por las que pasa en Toscana. Tras Lucca continúa en terreno plano y alcanza Altopascio, población significativa ya que está muy ligada a los caballeros del Tau, orden de caballería dedicada a la protección de los peregrinos a Roma y Compostela. El hospital creado en el siglo XII por dicha orden en esta localidad experimentó un gran desarrollo y los caballeros del Tau extendieron su actividad en otras partes de Italia, Alemania, Francia y España.

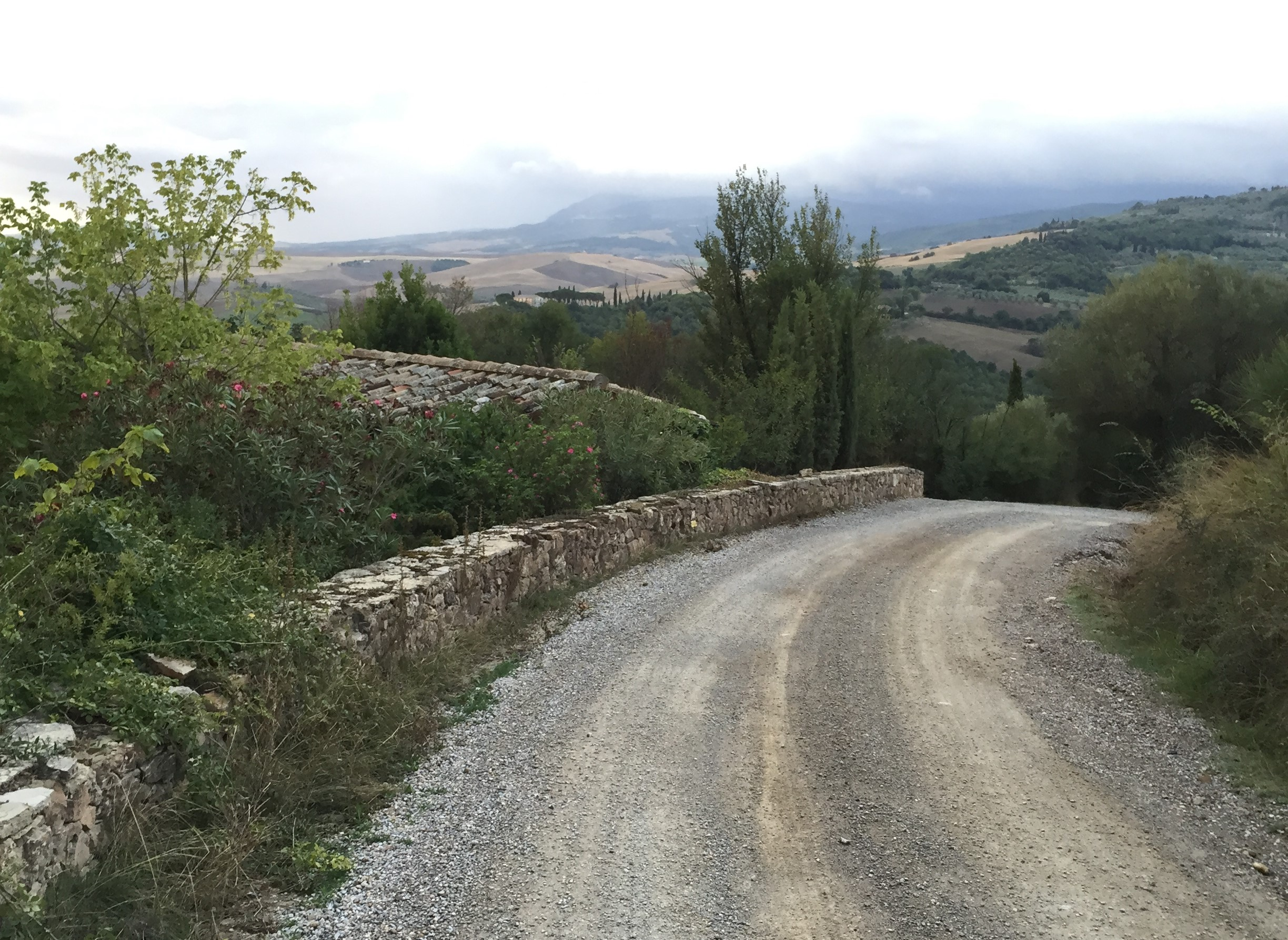
Camino de la Vía Francígena en el Valle de Orcia.

La vía continúa por las colinas toscanas atravesando bellas poblaciones medievales entre las que sobresalen San Gimignano (cuyo centro está declarado Patrimonio de la Humanidad) y Monteriggioni (antiguo pueblo amurallado medieval muy bien conservado). Posteriormente alcanza Siena —la segunda ciudad importante que atraviesa en la región— que cuenta con un centro histórico también declarado Patrimonio de la Humanidad donde destacan la Piazza del Campo y la catedral con su exterior de mármol.
Tras Siena, el camino continúa dirección sureste por el mismo tipo de terreno ondulado y entra en el valle de Orcia de notable belleza y que también está declarado Patrimonio de la Humanidad. En este valle pasa por más poblaciones medievales y culmina con la etapa entre San Quirico d'Orcia y Radicofani de gran belleza pero con un nivel muy alto de dificultad. Radicofani, fortaleza medieval situada en alto, representa el final del tramo toscano de la Vía Francígena.

#### Lacio

Trazado de la Vía Francígena en la región de Lacio.

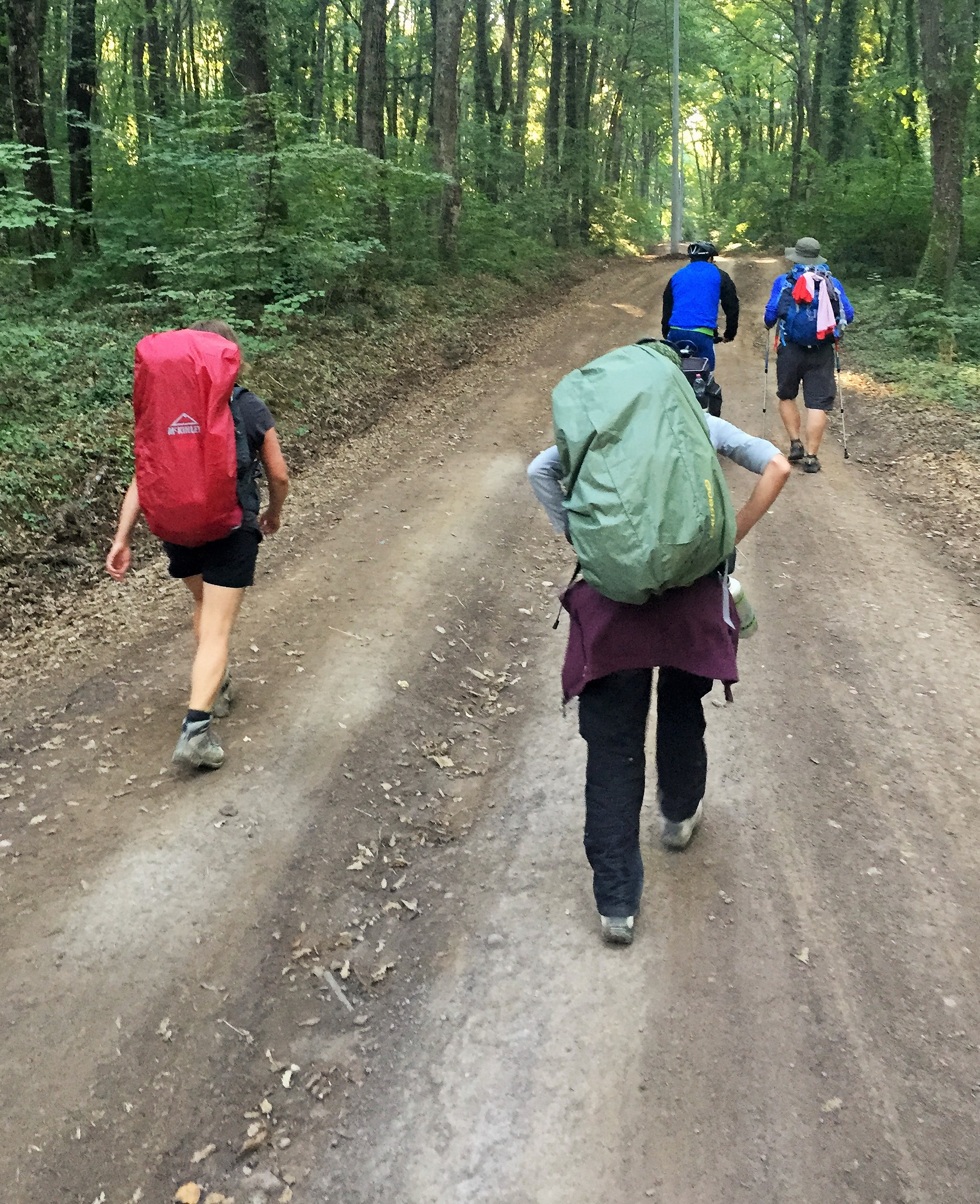
Camino de la Vía Francígena entre Vetralla y Sutri.

El Lacio es la última región que atraviesa la Vía Francígena. Representa el tránsito por los antiguos Estados Pontificios hasta llegar a Roma. El camino recorre en esta región un total de 193 km que se dividen en nueve etapas articuladas en torno a Viterbo, la principal ciudad por la que pasa antes de alcanzar la capital. El trayecto continúa siendo ondulado y a lo largo del mismo los tramos de subida suman un ascenso acumulado de 2213 m y los de bajada un descenso de 2954 km.
La ruta se inicia descendiendo desde Radicofani hasta llegar a Acquapendente, localidad en la que dentro de su catedral existe la reproducción más antigua en Europa de la antigua iglesia del Santo Sepulcro de Jerusalén. Esta población es importante ya que se debe recorrer la Vía Francígena al menos desde aquí para cumplir con el requisito de andar 140 km necesario para obtener el «Testimonium» (equivalente a la Compostela en el Camino de Santiago) que acredita la peregrinación «devotinis causa» a la tumba de san Pedro. Tras esta ciudad, el camino bordea por el este el lago de Bolsena parando en la población homónima —donde la tradición sitúa el milagro que dio origen a la festividad del Corpus Christi— y en Montefiascone, ambas de notable belleza. 

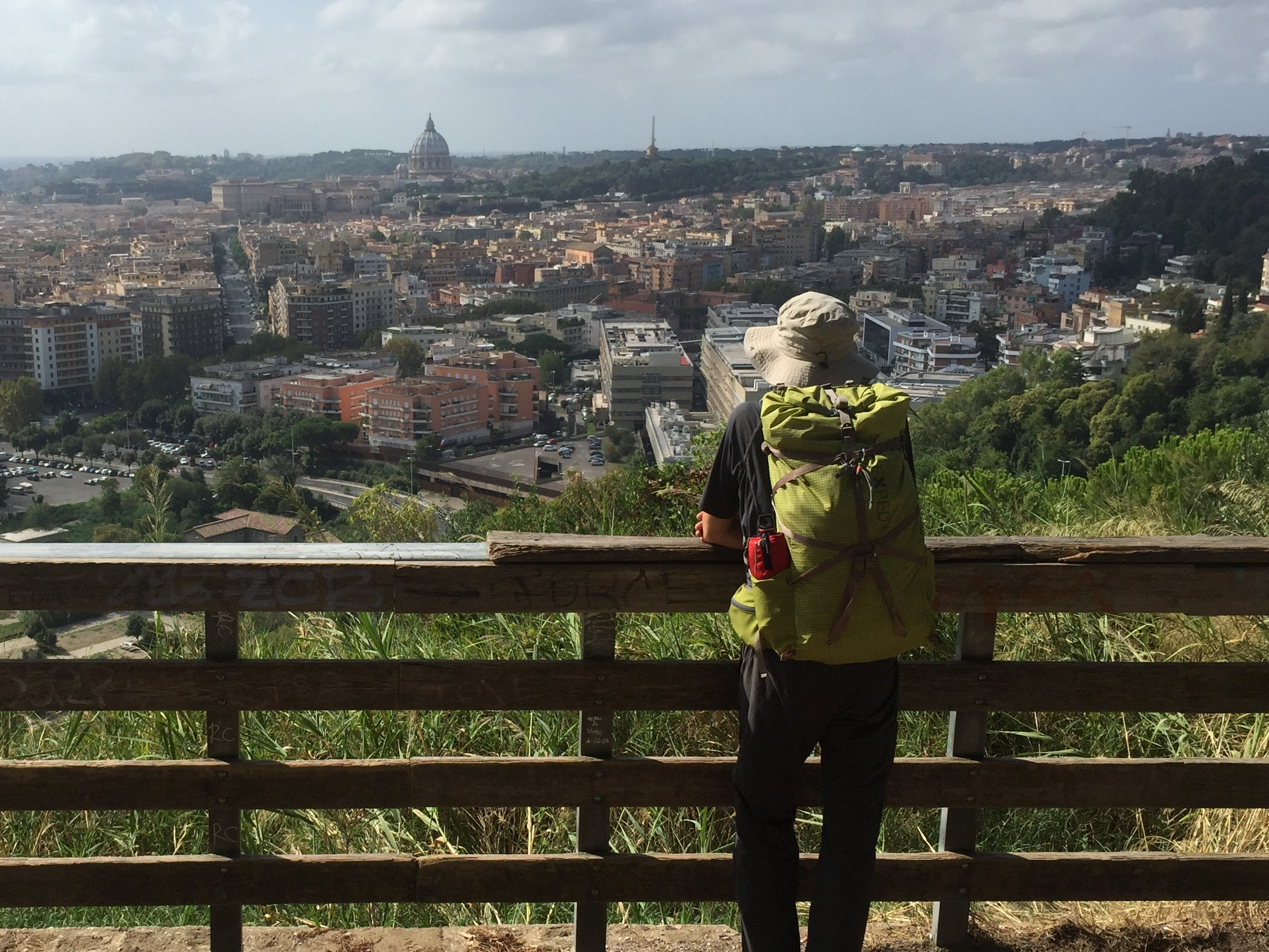
Un peregrino contemplando la cúpula de San Pedro desde el Monte Mario.

El camino avanza por suaves colinas hasta llegar a la ciudad de Viterbo, que también fue una importante residencia papal. La patrona de la ciudad es Rosa de Viterbo cuyo cuerpo incorrupto puede verse en la catedral y en cuyo honor se celebra una procesión anual que ha merecido la catalogación como Patrimonio Inmaterial de la Humanidad. Tras Viterbo, el camino bordea por el oeste el lago de Vico pasando por zonas boscosas hasta llegar a Sutri y después circunda, ahora por el este y atravesando Campagnano di Roma, otro lago, el de Bracciano. Entre la anterior localidad y la siguiente parada, La Storta, la vía discurre dentro del Parco di Veio, un notable parque natural regional con atractivos paisajes.
La Storta supone el inicio de la entrada en Roma. La ruta discurre junto a un tráfico intenso y la señalización es escasa. Alcanza La Giustiniana desde donde continúa por la Via Triunfale hasta llegar al Monte Mario, una colina boscosa protegida en la que, desde su mirador, se puede contemplar una destacada vista de la ciudad en la que sobresale la cúpula de San Pedro.

### Roma y Ciudad del Vaticano

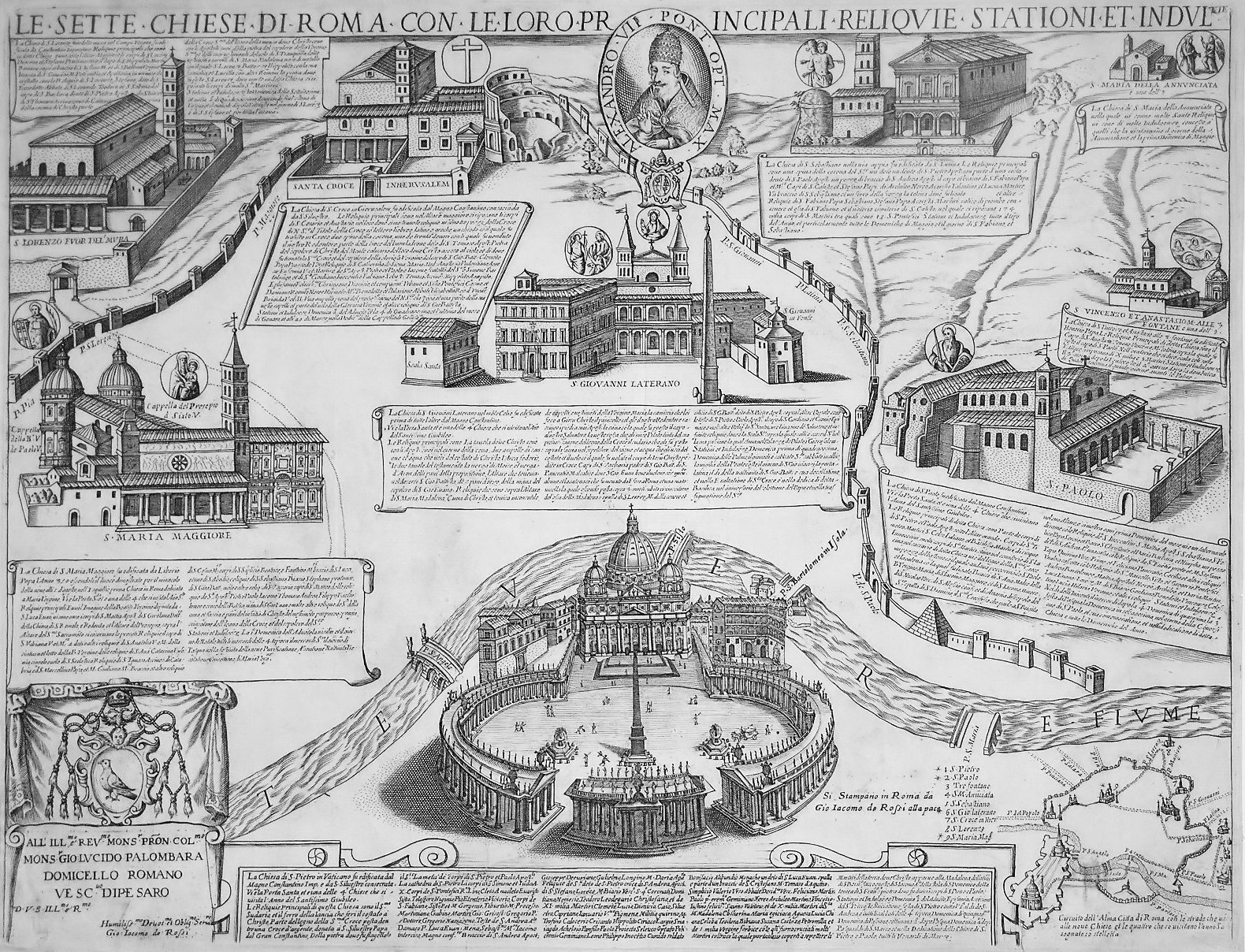
Mapa representando las siete iglesias de Roma utilizado para el año santo de 1600.

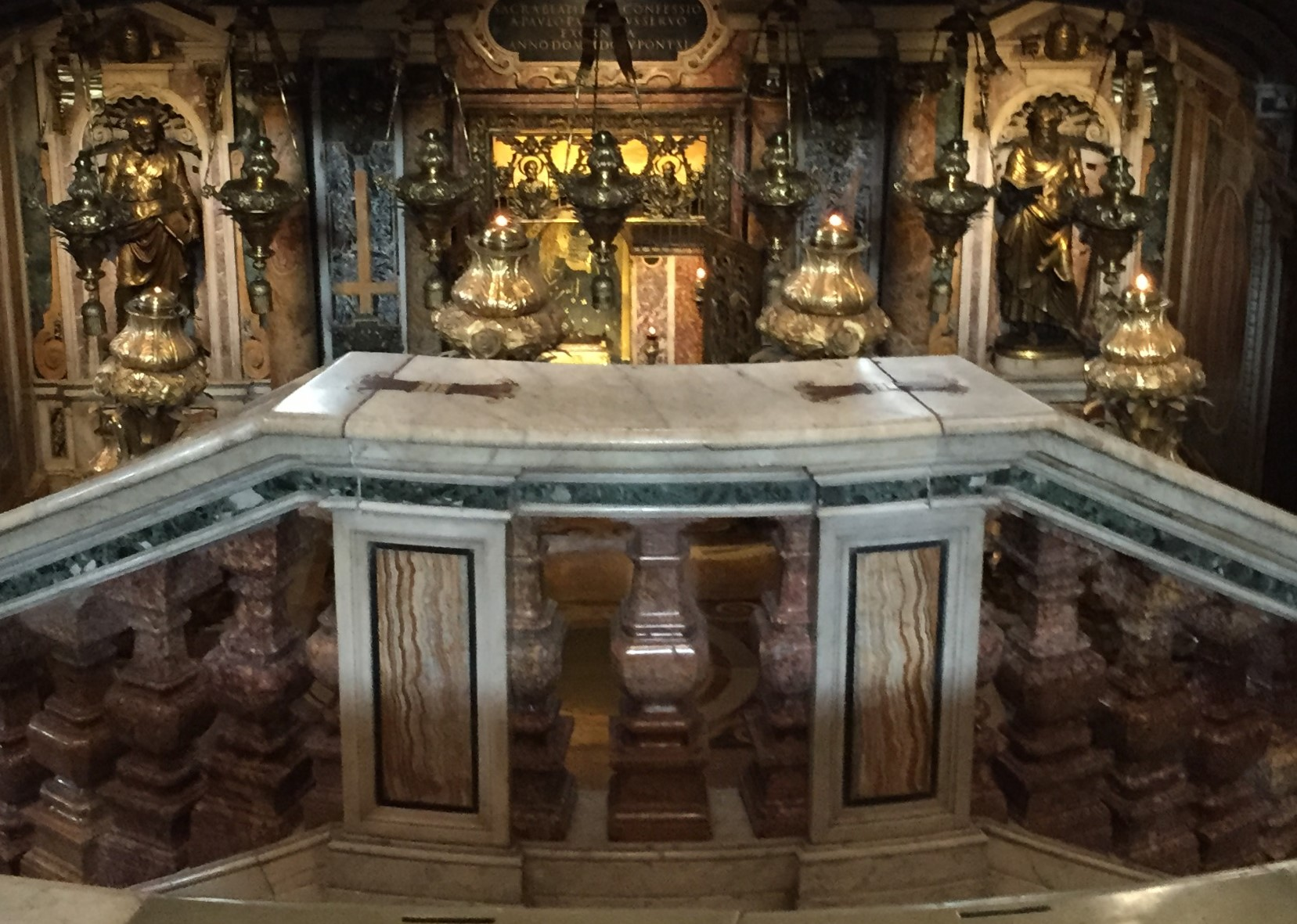
Tumba de Simón Pedro.

Roma es del destino de la Vía Francígena y la plaza de San Pedro en la Ciudad del Vaticano, su punto final. En esta plaza se encuentra la basílica homónima con la tumba de Simón Pedro. Los peregrinos que han llegado hasta aquí, si así lo desean, pueden obtener un certificado de haber realizado la peregrinación «devotionis causa» denominado «Testimonium». El documento se puede solicitar en dos sitios: en el Palazzo della Canonica y en las dependencias de la Opera Romana Pellegrinaggi. También es posible pedirlo por correo en el caso de no poder acudir personalmente a los anteriores lugares.

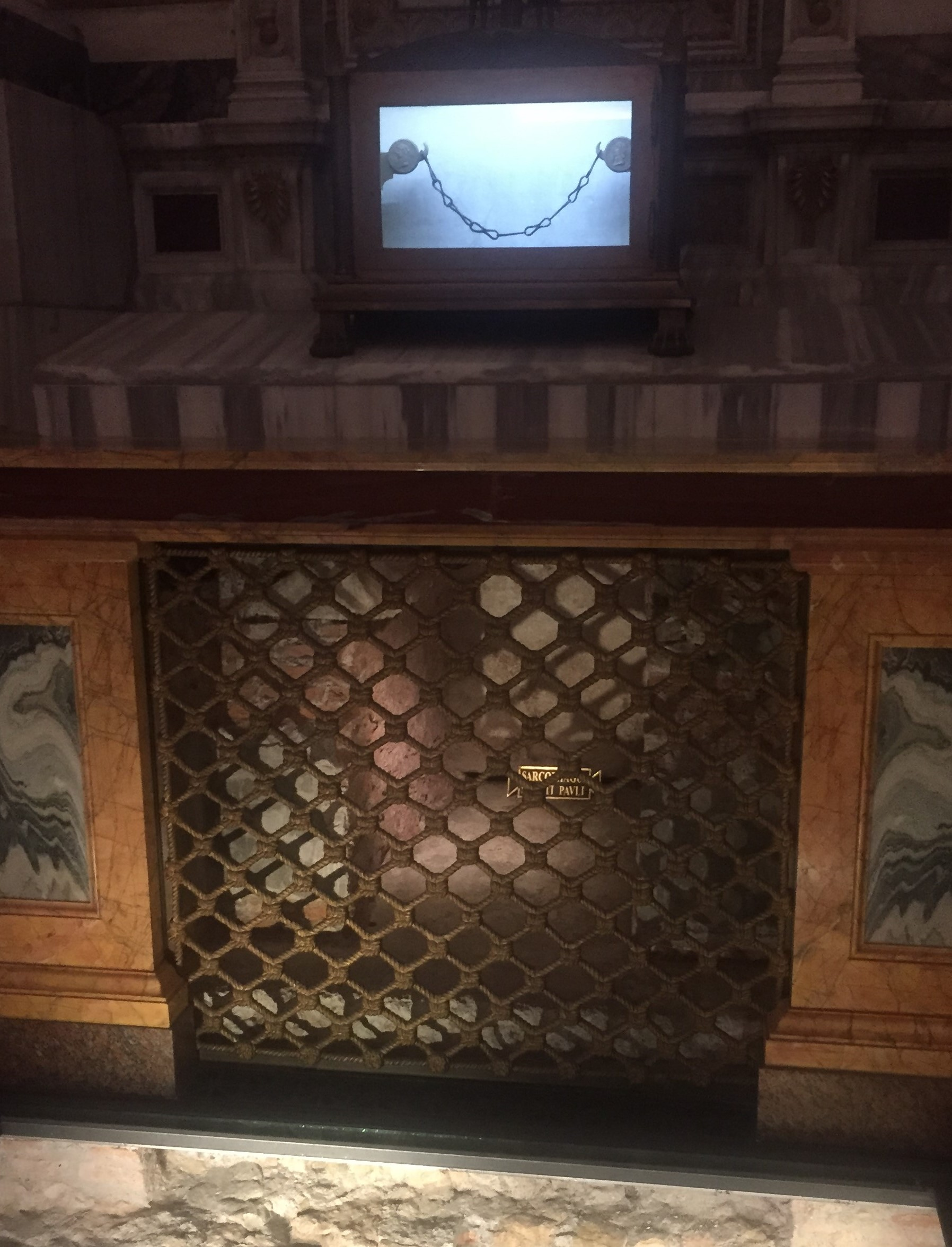
Tumba de Pablo de Tarso.

El alojamiento en Roma se puede conseguir en un amplio número de establecimientos, entre los que se puede citar el Spedale della Provvidenza di San Giacomo e San Benedetto Labre situado en Trastévere a unos 30 minutos de la plaza de San Pedro. El albergue ofrece un alojamiento básico a los peregrinos llegados a pie o en bicicleta y que hayan recorrido al menos 100 km (a pie) o siete jornadas (en bicicleta) siendo atendido por voluntarios así como por la Confraternita di San Jacopo di Compostella y las Suore Missionarie del Cuore Immacolato di Maria.
Una vez en la ciudad de San Pedro se pueden realizar también peregrinaciones urbanas a varias iglesias destacadas donde reposan los restos de un buen número de santos. Una de las más tradicionales —ya se realizaba en el año jubilar de 1300— es el llamado giro delle Sette Chiese (ronda de las siete iglesias) que recorre siete importantes iglesias de la ciudad.
En los años jubilares la Iglesia católica ofrece el denominado «don de la indulgencia», tanto para uno mismo como para el alma de un difunto. Para obtenerlo es necesario cumplir una serie condiciones y haber realizado determinadas obras, una de las cuales puede ser la peregrinación piadosa a uno de los santuarios o lugares jubilares existentes en Roma.
Sigerico el Serio reseñó en su crónica, aparte del itinerario, un buen número de santuarios que visitó en la ciudad. Previamente a él otros autores dejaron desde el siglo VII constancia de las iglesias existentes en Roma y posteriormente vieron la luz otras obras más detalladas a modo de «guía para peregrinos» como Mirabilia Urbis Romae, escrita a mediados del siglo XII, con los elementos cristianos y seculares dignos de visitarse en la ciudad.

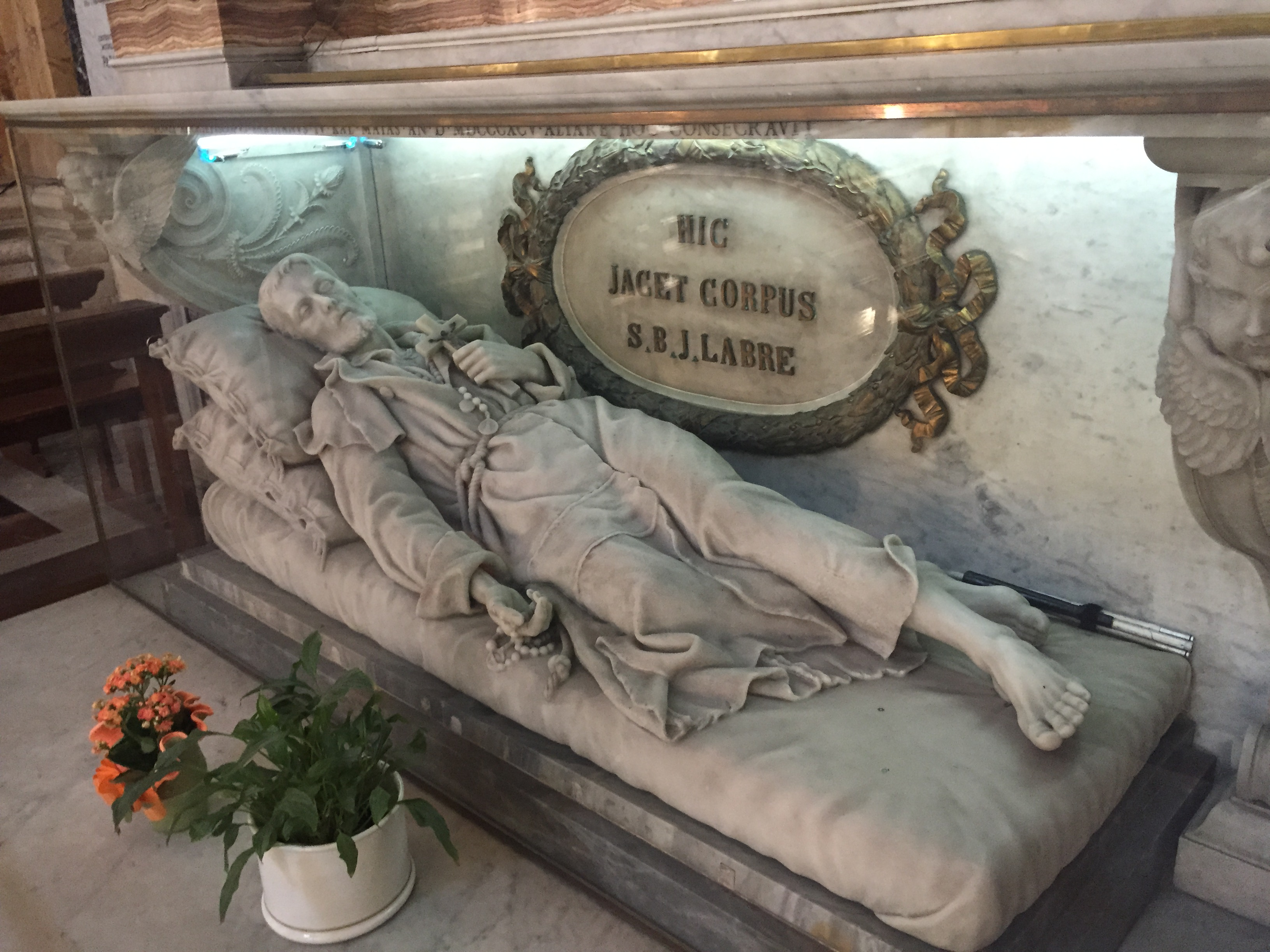
Tumba de Benito José Labre.

El culto a los santos ha sido una de las características de la peregrinación a Roma. Aparte de las existentes en Roma y el Vaticano, son numerosas las tumbas con reliquias de santos —algunos de ellos notables— a lo largo del camino (aunque muchas de las situadas en Inglaterra y Francia desaparecieron bajo la reforma anglicana y la revolución francesa). Así, el peregrino puede visitar durante la ruta las tumbas de Tomás Becket, Remigio de Reims, Agustín de Hipona, Gema Galgani o Rosa de Viterbo. Roma merece una mención aparte por su gran número: a las principales de Simón Pedro y Pablo de Tarso, hay que agregar las de varios apóstoles (Judas Tadeo, Simón el Zelote, Santiago el Menor, Felipe de Betsaida, Bartolomé); padres de la Iglesia (León I, Gregorio I, Jerónimo de Estridón, Clemente de Roma, Ignacio de Antioquía, Justino Mártir); doctores de la Iglesia (Dámaso I, Catalina de Siena, Roberto Belarmino); otros personajes destacados (entre ellos, Cirilo, Jose de Calasanz, Helena de Constantinopla, Cecilia de Roma, Ignacio de Loyola o Juan Bautista de La Salle) así como el patrón de los peregrinos, Benito José Labre. Muchas de estas tumbas fueron o son actualmente destinos de peregrinación en sí mismos (véase Anexo:Tumbas de santos en la Vía Francígena).

## La Vía Francígena desde España

Mapa de los caminos que forman el itinerario para conectar desde España con la Vía Francígena y llegar a Roma.

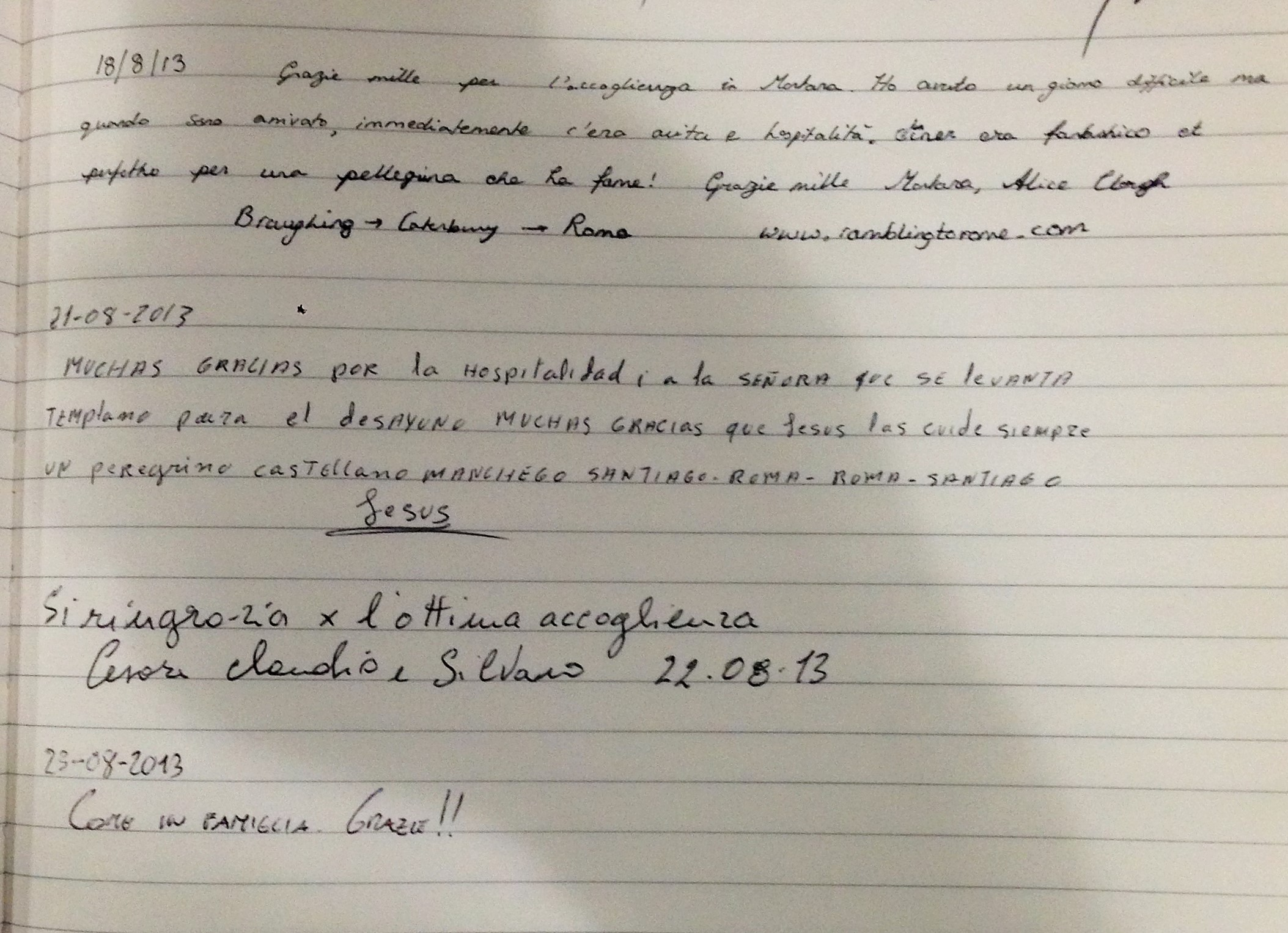
Testimonio de 2013 en la Abazzia di Sant'Albino (Mortara) de un peregrino español que recorría el trayecto Santiago-Roma-Santiago.

El Itinerario de Sigerico describe la Vía Francígena propiamente dicha (el tramo entre Vercelli y Roma) y una de las Vías Romeas que existían en Europa y que convergían en la anterior. La Vía Romea recorrida y detallada por el abad de Canterbury fue la que utilizaron los peregrinos anglosajones y a la que se unían otras rutas procedentes del norte de Europa (como la seguida por el islandés Nicolás de Munkaþverá). Un peregrino medieval procedente de la península ibérica seguía otro itinerario diferente que, recorrido en sentido contrario, también conducía a los peregrinos que venían desde la península itálica hasta Santiago de Compostela.

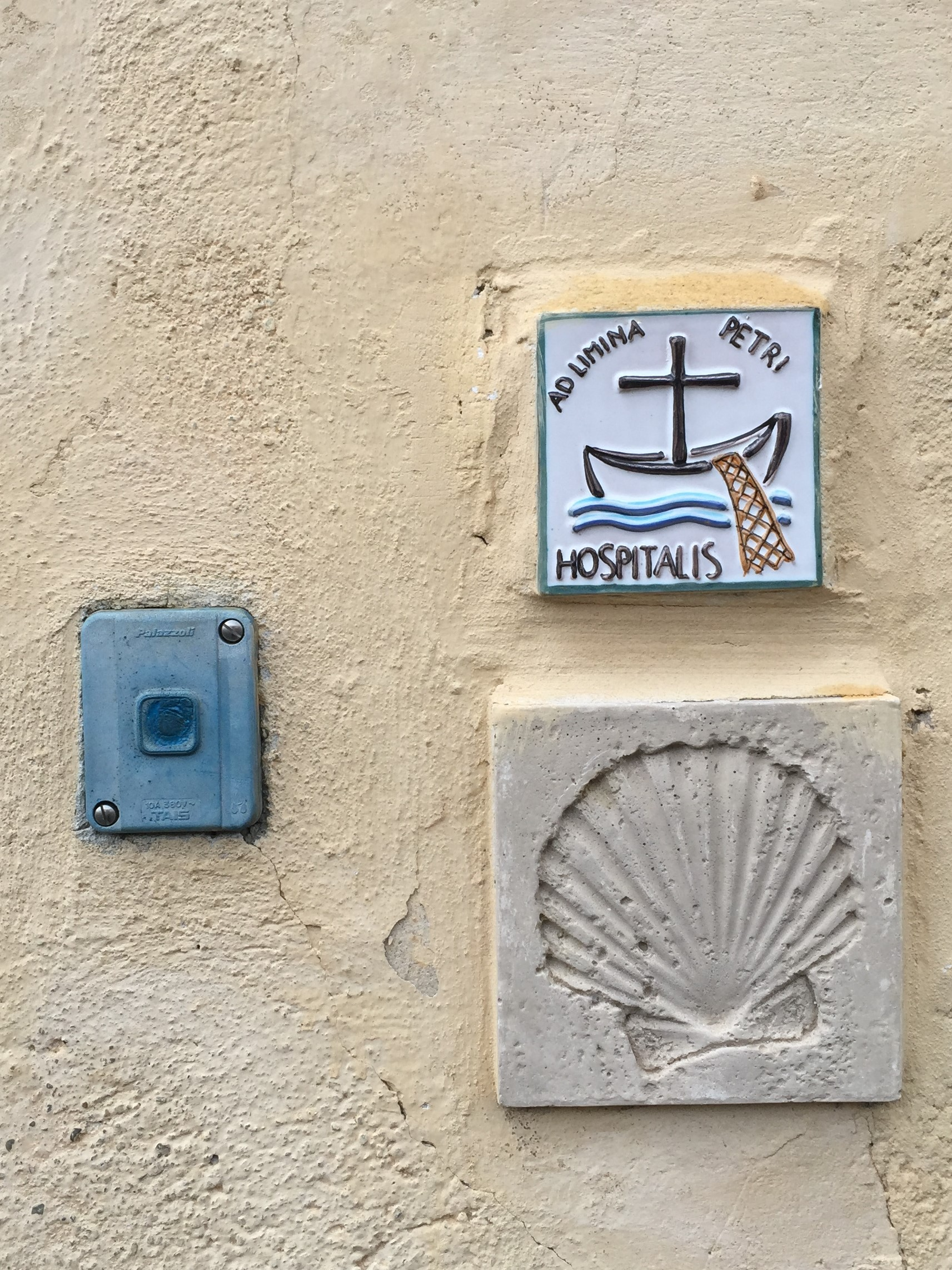
Doble distintivo jacobeo-romeo en el albergue de Ponte d'Arbia.

Este itinerario está formado actualmente por la unión de varios caminos. El primero es la Vía Tolosana que lleva desde Somport hasta Arlés el cual, a diferencia de otras rutas jacobeas, se puede recorrer en los dos sentidos (hacia Santiago o hacia Roma) y está balizado en ambas direcciones. Tiene una longitud de ca. 780 km que se dividen en 30 etapas. Una vez en Arlés, la ruta presenta dos alternativas para continuar hasta Roma:
La primera opción (por el sur) utiliza el trazado de la antigua Vía Aurelia mediante la ruta definida actualmente como GR-653-A. Esta tiene una longitud de ca. 345 km que se pueden dividir en 14 etapas y conduce desde Arlés en dirección sur hasta Aix-en-Provence, alcanza la costa mediterránea en Frejus y continúa hasta Menton junto a la frontera italiana. Desde la frontera (punto de Ponte San Ludovico) continúa por la denominada Via della Costa que a lo largo de ca. 348 km divididos en 12 etapas, conduce hasta Sarzana donde se une a la Vía Francígena para llegar a Roma.
| Itinerario Somport-Roma (opción por la costa) |                                              |                                              |        |      |
| Tramo                                         | Inicio                                       | Final                                        | Etapas | km   |
| Vía Tolosana                                  | Somport                                      | Arlés                                        | 30     | 780  |
| GR-653-A (Vía Aurelia)                        | Arlés                                        | Menton                                       | 14     | 345  |
| Vía della Costa                               | Menton                                       | Sarzana                                      | 12     | 348  |
| Subtotal hasta la unión con la opción norte:  | Subtotal hasta la unión con la opción norte: | Subtotal hasta la unión con la opción norte: | 56     | 1473 |
| Vía Francígena                                | Sarzana                                      | Roma                                         | 20     | 475  |
| Total hasta Roma:                             | Total hasta Roma:                            | Total hasta Roma:                            | 76     | 1948 |

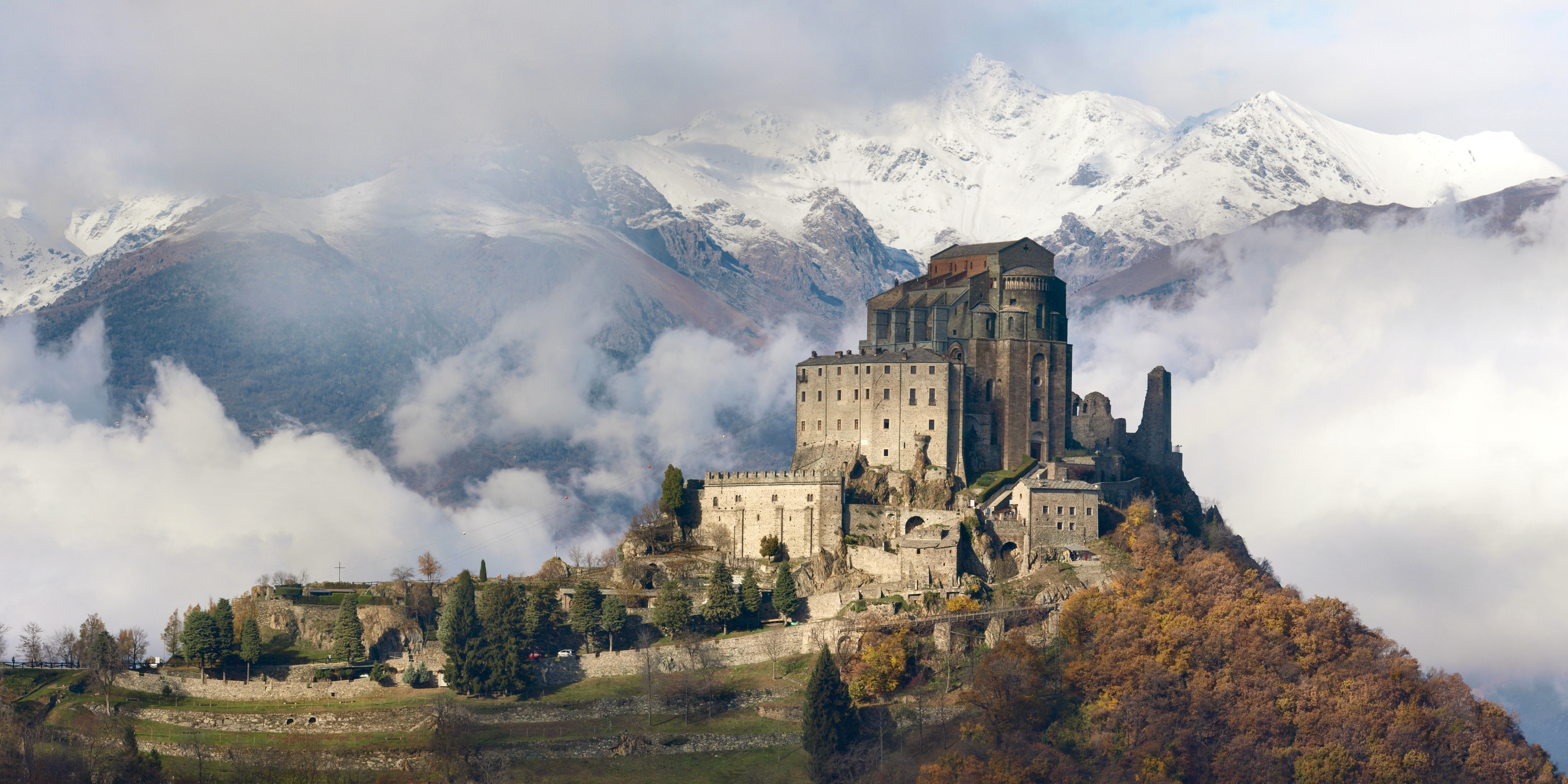
La Sacra di San Michele, una de las paradas de la Vía Alta

La segunda alternativa (norte) discurre inicialmente junto al recorrido de la antigua Vía Domitia por un camino que hoy en día está marcado como GR-653-D y tras ca. 435 km divididos en 22 etapas, conduce hasta el paso alpino del Monginevro. Desde este punto continúa por la hoy denominada Via Alta que, mediante un recorrido de ca. 185 km dividido en ocho etapas, llega hasta Vercelli donde conecta con la Vía Francígena para continuar hasta Roma.
| Itinerario Somport-Roma (opción alpina)    |                                            |                                            |        |      |
| Tramo                                      | Inicio                                     | Final                                      | Etapas | km   |
| Vía Tolosana                               | Somport                                    | Arlés                                      | 30     | 780  |
| GR-653-D (Vía Domitia)                     | Arlés                                      | Monginevro                                 | 22     | 435  |
| Vía Alta                                   | Monginevro                                 | Vercelli                                   | 8      | 185  |
| Vía Francígena                             | Vercelli                                   | Sarzana                                    | 15     | 360  |
| Subtotal hasta la unión con la opción sur: | Subtotal hasta la unión con la opción sur: | Subtotal hasta la unión con la opción sur: | 75     | 1760 |
| Vía Francígena                             | Sarzana                                    | Roma                                       | 20     | 475  |
| Total hasta Roma:                          | Total hasta Roma:                          | Total hasta Roma:                          | 95     | 2235 |

Como se ve, la opción sur que discurre junto a la costa ligur tiene la ventaja de ser casi 300 km más corta si bien, el recorrido alpino por el norte presenta el atractivo de la visita a otros centros de peregrinación como la Sacra di San Michele cerca del paso de Monginevro o el mausoleo de San Agustín en Pavía, aparte del aliciente deportivo que supone el cruce a pie de la cordillera Alpina.

## Asociaciones
- Caminando sulla via francigena. Sitio de esta asociación italiana con mapas e información sobre la Vía Francígena (ruta completa desde Canterbury hasta el Vaticano).
- Urcamino. Red social sobre caminos de peregrinación con información sobre la Vía Francígena, mapa y albergues de la ruta completa.
- Confraternity of Pilgrims to Rome. Sitio de esta asociación inglesa con información sobre la Vía Francígena.
- Fédération Française Via Francigena. Página de la federación francesa de la Vía Francígena.
- ViaStoria (organismo de la Universidad de Berna encargado por el gobierno para las rutas históricas suizas) Archivado el 16 de agosto de 2016 en Wayback Machine. Sitio sobre el recorrido de la Vía Francígena en Suiza con información y mapas imprimibles.
- Associazione Europea delle Vie Francigene (AEVF). Página con información general, mapa interactivo, noticias y enlaces.
- Associazione Europea delle Vie Francigene (AEVF) (enlace roto disponible en Internet Archive; véase el historial, la primera versión y la última).. Página con mapas, listas de albergues y aplicación móvil (descargables) para el tramo italiano de la ruta.
- Ad Limina Petri. Associazione Ecclesiale Italiana della Via Francigena e delle Antiche Vie di Pellegrinaggio. Página de la Iglesia Italiana sobre la Vía Francígena y otras rutas de peregrinación. Contiene la lista de todos los alojamientos proporcionados por la Iglesia en Italia.
- Association Internationale Via Francigena (AIVF). Página de esta asociación internacional con sede en Martigny (Suiza)

### Blogs de peregrinos
- Kent on the Via Francigena. Blog de una peregrina que realizó el trayecto entre Canterbury (Reino Unido) hasta el Vaticano (en inglés).
- Anita's Italian Cammino. Blog de una peregrina que realizó el trayecto entre Martigny (Suiza) hasta el Vaticano (en inglés).
- La via Francigena 2011. Blog de peregrinos italianos que realizaron el trayecto entre el Gran San Bernardo hasta el Vaticano (en italiano).

## Rutas relacionadas con la Vía Francígena
- Association «Provence – Alpes–Côte d’Azur–Corse» des Amis des Chemins de Saint-Jacques-de-Compostelle et de Rome. Sitio de esta asociación francesa con mapas e información sobre las rutas que, desde Arlés conectan con la Vía Francígena.
- Via della Costa. Sitio sobre la ruta que conecta por el litoral ligur la frontera francoitaliana con Sarzana.
- Via Alta Archivado el 8 de enero de 2014 en Wayback Machine.. Sitio sobre la ruta que conecta por los Alpes las ciudades de Arlés y Vercelli.

- Datos: Q542830
- Multimedia: Via Francigena / Q542830